# Seznam dopravních značek v Česku
Popis významu dopravních značek byl původně uveden podle vyhlášky 30/2001 Sb. Podle vyhlášky č. 294/2015 Sb., účinné od 1. ledna 2016, jsou do něj zapracovány zejména zásadní věcné změny, nuance formulací nebo právní úpravy mohou být ve vztahu k aktuální vyhlášce nepřesné.
Dopravní značení v Česku vzniklo postupnými úpravami z dopravního značení zavedeného v Československu, případně v Protektorátu Čechy a Morava, v souladu s evropskými úmluvami, které stanoví základní zásady, ale ponechávají členským státům určitou míru volnosti. Tento seznam obsahuje druhy dopravních značek a dopravních zařízení podle aktuálního systému číslování, zahrnuje zejména dopravní značky zavedené vyhláškou 30/2001 Sb., ji nahrazující vyhláškou 294/2015 Sb. a jejich novelami. Velká část z uvedených značek však byla ve shodné nebo pozměněné podobě převzata z předchozích právních předpisů. O dopravním značení v Česku obecně, o obecných technických požadavcích a speciálně o historii dopravního značení v Česku pojednává článek Dopravní značení v Česku.
Číslování druhů dopravních značek kódem sestávajícím z písmenné a číselné části bylo poprvé zavedeno ve vyhlášce č. 100/1975 Sb., navazuje ovšem na předchozí systém, kde písmenem byla označována kapitola příslušného druhu dopravních značek a přímo u značek bylo uváděno jen pořadové číslo v rámci kapitoly – v nejstarších předpisech šlo spíše o číslování obrázků nežli druhů značek. Třebaže při některých změnách vyhlášky je patrná snaha zachovat stabilitu a kontinuitu označení některých druhů značek, nezřídka jsou značky přečíslovány či i přeřazeny do jiné kategorie.

## Svislé dopravní značky

### Výstražné dopravní značky
| Vyobrazení | Číslo a název                                            | Význam, užití a poznámky |
| ---------- | -------------------------------------------------------- | --- |
|            | A 1a Zatáčka vpravo                                      | Upozorňuje na směrový oblouk. Jako samostatná varianta zavedena vyhláškou č. 141/1960, účinnou od 1. 1. 1961. |
|            | A 1b Zatáčka vlevo                                       | Upozorňuje na směrový oblouk. Jako samostatná varianta zavedena vyhláškou č. 141/1960, účinnou od 1. 1. 1961. |
|            | A 2a Dvojitá zatáčka, první vpravo                       | Upozorňuje na dva po sobě následující protisměrné směrové oblouky. Předchůdce této značky s názvem Zatáčka pod číslem 2, tehdy jako bílý symbol na modrém podkladu, byl oficiálně zaveden od 1. 11. 1935 vládním nařízením č. 203/1935 Sb. n. a z. v rámci první šestice oficiálně zavedených dopravních značek. Od 1. 11. 1939 bylo vládním nařízením č. 242/1939 Sb. vlády Protektorátu Čechy a Morava barevné uspořádání upraveno do dnešní podoby. Jako samostatná varianta pro označení dvojité zatáčky zavedena vyhláškou č. 141/1960, účinnou od 1. 1. 1961. Od 31. 1. 2001 se vyhláškou č. 30/2001 Sb. mírně změnil tvar symbolu. |
|            | A 2b Dvojitá zatáčka, první vlevo                        | Upozorňuje na dva po sobě následující protisměrné směrové oblouky. Jako samostatná varianta zavedena vyhláškou č. 141/1960, účinnou od 1. 1. 1961. Od 31. 1. 2001 se vyhláškou č. 30/2001 Sb. mírně změnil tvar symbolu. |
|            | A 3 Křižovatka                                           | Upozorňuje na křižovatku, kde není přednost v jízdě upravena svislými dopravními značkami. Předchůdce této značky s názvem Křižovatka pod číslem 3, tehdy jako bílý symbol na modrém podkladu, byl oficiálně zaveden od 1. 11. 1935 vládním nařízením č. 203/1935 Sb. n. a z. v rámci první šestice oficiálně zavedených dopravních značek. Od 1. 11. 1939 bylo vládním nařízením č. 242/1939 Sb. vlády Protektorátu Čechy a Morava barevné uspořádání upraveno do dnešní podoby. |
|            | A 4 Křižovatka s kruhovým objezdem                       | Upozorňuje na křižovatku s kruhovým objezdem. Zavedena od 31. 1. 2001 vyhláškou č. 30/2001 Sb. Vyhláškou 294/2015 Sb. s účinností od 1. 1. 2016 byla přejmenována z názvu Pozor, kruhový objezd na název Křižovatka s kruhovým objezdem. |
|            | A 5a Nebezpečné klesání                                  | Upozorňuje na úsek, kde klesání pozemní komunikace přesahuje 10 % nebo kde místní podmínky činí klesání nebezpečným; vyznačen je skutečný sklon pozemní komunikace. Zavedena zřejmě po druhé světové válce, nejpozději v roce 1957. |
|            | A 5b Nebezpečné stoupání                                 | Upozorňuje na úsek, kde stoupání pozemní komunikace přesahuje 10 % nebo kde místní podmínky činí stoupání nebezpečným; vyznačen je skutečný sklon pozemní komunikace. Zavedena od 1. 1. 1976 vyhláškou č. 100/1975 Sb. |
|            | A 6a Zúžená vozovka (z obou stran)                       | Upozorňuje na místo, kde se oproti předcházejícímu úseku zužuje vozovka, nebo například kde se přibližuje tramvajová kolej k chodníku. Zavedena zřejmě po druhé světové válce, nejpozději v roce 1957. |
|            | A 6b Zúžená vozovka (z jedné strany)                     | Upozorňuje na místo, kde se oproti předcházejícímu úseku zužuje vozovka, nebo například kde se přibližuje tramvajová kolej k chodníku. Symbol může být obrácen, na značce je vyznačena skutečná strana zúžení. Zavedena od 1. 1. 1976 vyhláškou č. 100/1975 Sb. |
|            | A 7a Nerovnost vozovky                                   | Upozorňuje na jednotlivé hrboly, výtluky, stružky nebo na úsek s nerovným povrchem vozovky. Předchůdce této značky s názvem Stružka pod číslem 1, tehdy jako bílý symbol na modrém podkladu, byl oficiálně zaveden od 1. 11. 1935 vládním nařízením č. 203/1935 Sb. n. a z. v rámci první šestice oficiálně zavedených dopravních značek. Od 1. 11. 1939 bylo vládním nařízením č. 242/1939 Sb. vlády Protektorátu Čechy a Morava barevné uspořádání upraveno do dnešní podoby, značka dostala název Příčná stružka. |
|            | A 7b Zpomalovací práh                                    | Upozorňuje na umělou nerovnost na vozovce. Zavedena od 31. 1. 2001 vyhláškou č. 30/2001 Sb. Vyhláškou 294/2015 Sb. s účinností od 1. 1. 2016 bylo vypuštěno z názvu značky slovo „Pozor“. |
|            | A 8 Nebezpečí smyku                                      | Upozorňuje na místo nebo úsek pozemní komunikace, kde může dojít ke smyku vozidla. Zavedena zřejmě po druhé světové válce, nejpozději v roce 1957. Od 31. 1. 2001 se vyhláškou č. 30/2001 Sb. mírně změnil tvar symbolu. |
|            | A 9 Provoz v obou směrech                                | Upozorňuje na úsek pozemní komunikace, kde je na rozdíl od předcházejícího úseku dočasný nebo trvalý provoz v obou směrech; značky se užívá i při ukončení směrově rozdělené pozemní komunikace. Zavedena od 1. 1. 1967 vyhláškou č. 80/1966 Sb. |
|            | A 10 Světelné signály                                    | Upozorňuje řidiče na místo, kde je provoz na pozemní komunikaci řízen světelnými signály, které by jinak neočekával, nebo kde nejsou viditelné z dostatečné vzdálenosti. Zavedena od 1. 1. 1967 vyhláškou č. 80/1966 Sb. (pod názvem „Pozor, světelné znamení!“). |
|            | A 11 Přechod pro chodce                                  | Upozorňuje předem v obci v odůvodněných případech, například v nepřehledném úseku pozemní komunikace, a mimo obec vždy na přechod pro chodce. Zavedena zřejmě vyhláškou č. 141/1960, účinnou od 1. 1. 1961. Od 1. 1. 1976 bylo vyhláškou č. 100/1975 Sb. staré značení přechodu přerušovanými čarami (podobné jako již i dnešní značce pro označení přejezdu pro cyklisty či místa pro přecházení vozovky) je na značce nahrazeno zebrovým přechodem, který se ke stejnému datu stal jediným přípustným vodorovným značením přechodu. Vyhláškou 294/2015 Sb. s účinností od 1. 1. 2016 bylo vypuštěno z názvu značky slovo „Pozor“. |
|            | A 12a Chodci                                             | Upozorňuje na místo nebo úsek pozemní komunikace s možností zvýšeného výskytu chodců anebo častého přecházení chodců přes pozemní komunikaci v místě, kde není zřízen přechod pro chodce, např. v místě pro přecházení. Zavedena vyhláškou 294/2015 Sb. s účinností od 1. 1. 2016. |
|            | A 12b Děti                                               | Upozorňuje na místo nebo úsek pozemní komunikace, kde se v její blízkosti děti často pohybují nebo shromažďují, přecházejí vozovku nebo kde hrozí zvýšené nebezpečí jejich nenadálého vběhnutí do vozovky. Od 31. 1. 2001 se vyhláškou č. 30/2001 Sb. mírně změnil tvar symbolu. Vyhláškou 294/2015 Sb. s účinností od 1. 1. 2016 je přečíslována z A 12 na A 12b v souvislosti se zavedením značky Chodci. |
|            | A 12c Osoby na osobních přepravnících                    | Upozorňuje na místo nebo úsek pozemní komunikace, kde se v její blízkosti osoby na osobních přepravnících často pohybují nebo shromažďují, přejíždějí vozovku nebo kde hrozí zvýšené nebezpečí jejich nenadálého ujezdnutí do vozovky. Od 21. 3. 2016 – zavedena vyhláškou 84/2016 Sb. |
|            | A 13 Zvířata                                             | Upozorňuje na místo nebo úsek pozemní komunikace, kde může docházet k častému výskytu domácích zvířat na pozemní komunikaci. Zavedena zřejmě po druhé světové válce, nejpozději v roce 1957. Vyhláška 294/2015 Sb. s účinností od 1. 1. 2016 nově umožnila alternativně použít i jiný určený symbol zvířete. Příloha č. 7 k vyhlášce č. 294/2015 Sb. stanovící určené symboly, obsahuje v kapitole 2 (Druhy vozidel a skupiny chodců) obrázek koně ve významu „koně“ a obrázek žáby ve významu „obojživelníci“, kapitolu symbolů zvířat příloha neobsahuje. |
|            | A 14 Zvěř                                                | Upozorňuje na místo nebo úsek pozemní komunikace, kde může docházet k častému výskytu zvěře na pozemní komunikaci. Zavedena zřejmě vyhláškou č. 141/1960, účinnou od 1. 1. 1961. Vyhláška 294/2015 Sb. s účinností od 1. 1. 2016 nově umožnila alternativně použít i jiný určený symbol volně žijícího živočicha. Příloha č. 7 k vyhlášce č. 294/2015 Sb. stanovící určené symboly, obsahuje v kapitole 2 (Druhy vozidel a skupiny chodců) obrázek koně ve významu „koně“ a obrázek žáby ve významu „obojživelníci“, kapitolu symbolů zvířat příloha neobsahuje. |
|            | A 15 Práce na silnici                                    | Upozorňuje na práci na pozemní komunikaci, popřípadě jejich součástech nebo příslušenstvích, která by mohla ohrozit bezpečnost provozu na pozemních komunikacích nebo při níž by mohli být provozem na pozemní komunikaci ohroženi pracovníci tuto činnost vykonávající. § 7 vládního nařízení č. 100/1938 Sb. n. a z., účinného od 28. 5. 1938, slovně stanovil: Před zábranami uzavřeného úseku nebo před pracovištěm, které nevyžaduje uzavření silnice nebo cesty, musí býti postavena v předepsané vzdálenosti příslušná výstražná značka, opatřená od soumraku do svítání nebo za špatné viditelnosti červeným světlem. Značka zavedena zřejmě po druhé světové válce, nejpozději v roce 1957. Od 31. 1. 2001 se vyhláškou č. 30/2001 Sb. mírně změnil tvar symbolu. Vyhláškou 294/2015 Sb. s účinností od 1. 1. 2016 byla přejmenována z názvu Práce na název Práce na silnici. |
|            | A 16 Boční vítr                                          | Upozorňuje na úsek pozemní komunikace, kde nenadálý prudký boční vítr může ohrozit bezpečnost provozu na pozemních komunikacích. Zavedena od 1. 7. 1971 vyhláškou č. 42/1971 Sb. |
|            | A 17 Odlétávající štěrk                                  | Upozorňuje na místo nebo úsek pozemní komunikace, kde je na vozovce ve větší míře volný štěrk, který by mohl ohrozit bezpečnost účastníků provozu na pozemních komunikacích. Zavedena od 1. 1. 1976 vyhláškou č. 100/1975 Sb. |
|            | A 18 Kamení na vozovce                                   | Upozorňuje na místo nebo úsek pozemní komunikace, kde může dojít k sesuvům nebo padání kamenů na vozovku; symbol může být obrácen. Zavedena od 1. 1. 1976 vyhláškou č. 100/1975 Sb. Vyhláškou 294/2015 Sb. s účinností od 1. 1. 2016 byla přejmenována z názvu Padající kamení na název Kamení na vozovce. Vyhláška 294/2015 Sb. ani nepřevzala ustanovení, že značka může být stranově obrácena. Značky umístěné před účinností této vyhlášky, které svým provedením neodpovídají nové vyhlášce, pozbývají platnosti až 31. prosince 2025. |
|            | A 19 Cyklisté                                            | Upozorňuje na místo, kde cyklisté vjíždějí na vozovku nebo ji přejíždějí, anebo na úsek, kde se cyklisté často vyskytují. Zavedena od 1. 1. 1976 vyhláškou č. 100/1975 Sb. |
|            | A 20 Letadla                                             | Upozorňuje na místo, kde v malé výšce nad pozemní komunikací přelétávají letadla. Zavedena od 1. 1. 1976 vyhláškou č. 100/1975 Sb. |
|            | A 21 Tunel                                               | Upozorňuje na tunel, kde platí pravidla provozu na pozemních komunikacích pro chování v tunelu. Zavedena od 1. 1. 1976 vyhláškou č. 100/1975 Sb. Vyhláškou 294/2015 Sb. s účinností od 1. 1. 2016 bylo vypuštěno z názvu značky slovo „Pozor“. |
|            | A 22 Jiné nebezpečí                                      | Upozorňuje na jiná nebezpečí než ta, která je možno označit příslušnou výstražnou značkou; druh nebezpečí se vyznačuje na dodatkové tabulce vhodným symbolem nebo nápisem. Od 1. 1. 1976 byla vyhláškou č. 100/1975 Sb. změněna podoba značky, dosavadní „doutník“ byl nahrazen vykřičníkem. Předchůdce této značky s názvem Nebezpečí jiná než 1–5 byl pod číslem 6, tehdy jako bílý symbol na modrém podkladu, oficiálně zaveden od 1. 11. 1935 vládním nařízením č. 203/1935 Sb. n. a z. v rámci první šestice oficiálně zavedených dopravních značek. Od 28. 5. 1938 vládním nařízením č. 100/1938 Sb. n. a z. přibyla pod číslem 7 v části A ještě varianta prázdného modrého trojúhelníkového rámu bez výplně, označující jakékoliv nebezpečí v krajích, kde atmosférické podmínky činí použití značek podle předchozích vzorů neúčelným. Od 1. 11. 1939 bylo vládním nařízením č. 242/1939 Sb. vlády Protektorátu Čechy a Morava barevné uspořádání upraveno do dnešní podoby, značka získala název Obecně nebezpečné místo a horská varianta značky byla zrušena. |
|            | A 23 Kolona                                              | Upozorňuje na nebezpečí výskytu kolony stojících nebo pomalu jedoucích vozidel. Zavedena s účinností od 1. října 1997 vyhláška č. 223/1997 Sb., novelizující původní federální vyhlášku 99/1989 Sb. |
|            | A 24 Náledí                                              | Upozorňuje na úsek se zvýšeným nebezpečím častého výskytu náledí na vozovce. Zavedena od 31. 1. 2001 vyhláškou č. 30/2001 Sb., která nahradila původní dodatkovou tabulku E 6b Nebezpečí náledí z předchozí vyhlášky, která byla zavedena od 1. 1. 1990 vyhláškou č. 99/1989 Sb. |
|            | A 25 Tramvaj                                             | Upozorňuje, jestliže je to nutné v zájmu bezpečnosti provozu na pozemních komunikacích, zejména na místo, kde tramvaj křižuje směr jízdy ostatních vozidel. Zavedena od 1. 1. 1990 vyhláškou č. 99/1989 Sb. |
|            | A 26 Mlha                                                | Upozorňuje na výskyt mlhy, případně kouře, snižujících viditelnost na pozemních komunikacích. Zavedena od 31. 1. 2001 vyhláškou č. 30/2001 Sb. |
|            | A 27 Nehoda                                              | Upozorňuje na místo dopravní nehody. Zavedena od 31. 1. 2001 vyhláškou č. 30/2001 Sb. |
|            | A 28 Nebezpečná krajnice                                 | Upozorňuje na úsek pozemní komunikace, kde je nebezpečné vjet na krajnici. Zavedena od 31. 1. 2001 vyhláškou č. 30/2001 Sb., která nahradila původní dodatkovou tabulku E 6c podle předchozí vyhlášky. Dodatková tabulka E 6 Nebezpečná krajnice byla zavedena od 1. 1. 1976 vyhláškou č. 100/1975 Sb. |
|            | A 29 Železniční přejezd se závorami                      | Upozorňuje na železniční přejezd vybavený celými nebo polovičními závorami. Předchůdce této značky s názvem Chráněný přejezd dráhy pod číslem 4, tehdy jako bílý symbol na modrém podkladu, byl oficiálně zaveden od 1. 11. 1935 vládním nařízením č. 203/1935 Sb. n. a z. v rámci první šestice oficiálně zavedených dopravních značek. Od 1. 11. 1939 bylo vládním nařízením č. 242/1939 Sb. vlády Protektorátu Čechy a Morava barevné uspořádání upraveno do dnešní podoby. |
|            | A 30 Železniční přejezd bez závor                        | Upozorňuje na železniční přejezd nevybavený závorami. Od 1. 1. 1990 byla vyhláškou č. 99/1989 Sb. zrušena podobná dopravní značka Vlečkový přejezd, která byla tvořena značkou Jiné nebezpečí, doplněnou o dodatkovou tabulkou se symbolem shodným se symbolem na značce železničního přejezdu bez závor. Předchůdce této značky s názvem Nechráněný přejezd dráhy pod číslem 5, tehdy jako bílý symbol na modrém podkladu, byl oficiálně zaveden od 1. 11. 1935 vládním nařízením č. 203/1935 Sb. n. a z. v rámci první šestice oficiálně zavedených dopravních značek. Od 1. 11. 1939 bylo vládním nařízením č. 242/1939 Sb. vlády Protektorátu Čechy a Morava barevné uspořádání upraveno do dnešní podoby. |
|            | A 31a Návěstní deska (240 m)                             | Předem upozorňuje na železniční přejezd. Šikmé pruhy na značce směřují ke středu vozovky. Nad tuto značku se umísťuje značka A 29 nebo značka A 30; pokud je však vzdálenost mezi dvěma přejezdy kratší než 240 m, umisťuje se značka označující druh přejezdu nad značku A 31b nebo A 31c. Návěstní desky se neužívají před přejezdem tramvajové dráhy označeným značkou P 5 Dej přednost v jízdě tramvaji! Předchůdce této značky s názvem „Značka před přejezdem dráhy na všech státních silnicích a na nestátních silnicích se silnou automobilovou dopravou“ byl pod čísly 9 a 10 (podle toho, se kterou výstražnou značkou byl kombinován), zaveden od 28. 5. 1938 vládním nařízením č. 100/1938 Sb. n. a z. – tehdy v podobě bílých pruhů na modrém podkladu, přičemž bílé pruhy byly opatřeny bílými odrazkami. Od 1. 11. 1939 bylo vládním nařízením č. 242/1939 Sb. vlády Protektorátu Čechy a Morava barevné uspořádání upraveno do dnešní podoby, horní okraj značky byl zkosen ve směru šikmých pruhů. Od 1. 1. 1967 vyhláška č. 80/1966 Sb. zrušila varianty s opačným sklonem pruhů, určené k umisťování na levé straně komunikace, zároveň bylo zrušeno zkosení horního okraje návěstních desek. |
|            | A 31b Návěstní deska (160 m)                             | Předem upozorňuje na železniční přejezd. Předchůdce této značky s názvem „Značka před přejezdem dráhy na všech státních silnicích a na nestátních silnicích se silnou automobilovou dopravou“ byl pod číslem 11 v části A zaveden od 28. 5. 1938 vládním nařízením č. 100/1938 Sb. n. a z. – tehdy v podobě bílých pruhů na modrém podkladu, přičemž bílé pruhy byly opatřeny bílými odrazkami. Od 1. 11. 1939 bylo vládním nařízením č. 242/1939 Sb. vlády Protektorátu Čechy a Morava barevné uspořádání upraveno do dnešní podoby, horní okraj značky byl zkosen ve směru šikmých pruhů. |
|            | A 31c Návěstní deska (80 m)                              | Předem upozorňuje na železniční přejezd. Pokud je vzdálenost od předchozího železničního přejezdu kratší než 160 metrů, umisťuje se nad tuto značku dopravní značka označující druh přejezdu, a pokud je kratší než 80 metrů, umisťuje se pod značkou druhu přejezdu dodatková tabulka E 3a označující vzdálenost k přejezdu. Je-li vzdálenost mezi dvěma přejezdy kratší než 30 metrů, je tato skupina značek pro oba přejezdy společná a pod značkou A 30 je umístěna dodatková tabulka E 1 označující počet přejezdů. Pro označení železničního přejezdu na odbočující pozemní komunikaci se nad návěstními deskami užívá dodatkové tabulky E 7b Směrová šipka, je-li však odbočující komunikace menšího dopravního významu, umisťují se značky jen na ní a obdobně se uplatní zásady pro zkrácené vzdálenosti. K vyznačení tvaru křížení pozemní komunikace s dráhou lze užít dodatkové tabulky E 10 Tvar křížení pozemní komunikace s dráhou, umístěné nad značkou A 31c. Předchůdce této značky s názvem „Značka před přejezdem dráhy na všech státních silnicích a na nestátních silnicích se silnou automobilovou dopravou“ byl pod číslem 12 v části A zaveden od 28. 5. 1938 vládním nařízením č. 100/1938 Sb. n. a z. – tehdy v podobě bílých pruhů na modrém podkladu, přičemž bílé pruhy byly opatřeny bílými odrazkami. Výstražná značka se tehdy umisťovala na nejvzdálenější návěstní desku, nikoliv na nejbližší jako dnes. Od 1. 11. 1939 bylo vládním nařízením č. 242/1939 Sb. vlády Protektorátu Čechy a Morava barevné uspořádání upraveno do dnešní podoby, horní okraj značky byl zkosen ve směru šikmých pruhů. |
|            | A 32a Výstražný kříž pro železniční přejezd jednokolejný | Označuje železniční přejezd. Umísťuje se bezprostředně před železničním přejezdem. V přehledech dopravního značení uváděn přinejmenším od roku 1957, pravděpodobně se ale používal daleko dříve. |
|            | A 32b Výstražný kříž pro železniční přejezd vícekolejný  | Označuje železniční přejezd. Umísťuje se bezprostředně před železničním přejezdem. Jako samostatná varianta zavedena vyhláškou č. 141/1960, účinnou od 1. 1. 1961. Podoba kříže změněna od 1. 1. 1990 vyhláškou č. 99/1989 Sb. |
|            | A 33 Pohyblivý most                                      | Upozorňuje na blízkost pohyblivého mostu. Zavedena vyhláškou č. 91/2009 Sb. s účinností od 21. dubna 2009. Vyhláškou 294/2015 Sb. s účinností od 1. 1. 2016 byla změněna podoba značky (zobrazení vody dvěma odstíny modré nahrazeno černými vlnovkami). Značky umístěné před účinností této vyhlášky, které svým provedením neodpovídají nové vyhlášce, pozbývají platnosti až 31. prosince 2025. |
|            | A 34 Nábřeží                                             | Upozorňuje na úsek pozemní komunikace směřující na nechráněné nábřeží nebo břeh vodní plochy. Zavedena vyhláškou 294/2015 Sb. s účinností od 1. 1. 2016. |

### Značky upravující přednost
| Vyobrazení | Číslo a název                                | Význam, užití a poznámky |
| ---------- | -------------------------------------------- | --- |
|            | P 1 Křižovatka s vedlejší pozemní komunikací | Upozorňuje na křižovatku s vedlejší pozemní komunikací mimo obec a označuje hlavní pozemní komunikaci. Zavedena zřejmě po druhé světové válce, nejpozději v roce 1957. Vyhláškou 294/2015 Sb. s účinností od 1. 1. 2016 umožněny varianty znázorňující jen levé nebo jen pravé připojení. Novelizační vyhláškou 205/2025 Sb. s účinností od 1. 7. 2025 přibyly varianty „levé šikmé připojení“, „pravé šikmé připojení“ a možnost kombinace variant. |
|            | P 2 Hlavní pozemní komunikace                | Označuje hlavní pozemní komunikaci, a to zejména v obci; značky se může užít i uvnitř větší nebo složitější křižovatky. Předchůdkyně této značky byla s názvem „Doprava na silnici opatřené touto značkou má na křižovatce přednost“, pod číslem 9 v části C, oficiálně zavedena od 28. 5. 1938 vládním nařízením č. 100/1938 Sb. n. a z. Tvar byl obdobný jako dnes, ale vnitřek značky byl bílý a lem červený. Veřejné silnice, na nich značka smí býti umístěna, určovalo ministerstvo veřejných prací, s výjimkou průjezních úseků nebo ulic (náměstí). Vládní nařízení č. 242/1939 Sb. vlády Protektorátu Čechy a Morava, účinné od 1. 11. 1939, značku víceméně převzalo, pod názvem „Značka silnice pro hlavní dopravu“. Po druhé světové válce, nejpozději v roce 1957, byla zavedena zhruba v dnešní podobě. |
|            | P 3 Konec hlavní pozemní komunikace          | Informuje o tom, že na nejbližší křižovatce tato pozemní komunikace již není hlavní. Zavedena zřejmě po druhé světové válce, nejpozději v roce 1957. |
|            | P 4 Dej přednost v jízdě!                    | Označuje vedlejší pozemní komunikaci; této značky se může užít i uvnitř větší nebo složitější křižovatky nebo na místě, kde se řidiči přikazuje, opakuje nebo zdůrazňuje povinnost dát přednost v jízdě. Předchůdce této značky s názvem „Přednost v jízdě jest dáti vozidlům jedoucím po silnici, na kterou se vjíždí“ byl pod číslem 8 v části A, tehdy ve shodném tvarovém provedení, ale jako bílé pole v modře orámovaném trojúhelníku, oficiálně zaveden od 28. 5. 1938 vládním nařízením č. 100/1938 Sb. n. a z. Od 1. 11. 1939 byla vládním nařízením č. 242/1939 Sb. vlády Protektorátu Čechy a Morava stanovena již zhruba dnešní podoba značky. Nová verze vzorových listů VL 6.1 s účinností od 1. srpna 2019 o čtvrtinu zvětšila šířku červeného lemu oproti dosavadnímu stavu i výstražným dopravním značkám (při základní velikosti značky 900 mm se šířka lemu zvýšila z 80 na 100 mm), závazně stanovený vzor podoby dopravní značky ve vyhlášce 294/2015 Sb. se však k tomuto datu nezměnil. |
|            | P 5 Dej přednost v jízdě tramvaji!           | Užívá na místě, kde je ve sporných nebo jiných případech nutno přikázat nebo zdůraznit řidiči, že má dát přednost v jízdě tramvaji. Zavedena od 1. 1. 1967 vyhláškou č. 80/1966 Sb. |
|            | P 6 Stůj, dej přednost v jízdě!              | Označuje vedlejší pozemní komunikaci; značky se může užít i uvnitř větší nebo složitější křižovatky, kde se řidiči přikazuje, opakuje nebo zdůrazňuje povinnost dát přednost v jízdě a kde je řidič povinen zastavit vozidlo; značky se užívá též před železničním přejezdem v případě, kdy je nutno přikázat řidiči zastavení vozidla. Vládní nařízení č. 242/1939 Sb. vlády Protektorátu Čechy a Morava, účinné od 1. 11. 1939, zavedlo značku v podobě, která byla tehdy v Evropě obvyklá, tj. ve tvaru trojúhelníku avšak s modrou výplní uvnitř červeného lemu a s bílým nápisem STOP. Po válce, nejpozději v roce 1957, byla zavedena kruhová značka zákazového typu s vepsaným červeným trojúhelníkem a černým nápisem STOP. Od 1. 1. 1976 vyhláškou č. 100/1975 Sb. byla výrazně změněna podoba značky, byla zavedena osmiúhelníková značka dnešní podoby. |
|            | P 7 Přednost protijedoucích vozidel          | Přikazuje řidiči dát přednost v jízdě protijedoucímu vozidlu v případě, kdy se protijedoucí vozidla nemohou bezpečně vyhnout. Zavedena zřejmě vyhláškou č. 141/1960, účinnou od 1. 1. 1961. |
|            | P 8 Přednost před protijedoucími vozidly     | Stanoví přednost před protijedoucím vozidlem v případě, kdy se protijedoucí vozidla nemohou bezpečně vyhnout. Zavedena zřejmě vyhláškou č. 141/1960, účinnou od 1. 1. 1961. |

### Zákazové dopravní značky
| Vyobrazení | Číslo a název                                                                                        | Význam, užití a poznámky |
| ---------- | --- | --- |
|            | B 1 Zákaz vjezdu všech vozidel (v obou směrech)                                                      | Předchůdkyně této značky byla s názvem „Zákaz jízdy všech vozidel“, pod číslem 1 v části B, oficiálně zavedena od 28. 5. 1938 vládním nařízením č. 100/1938 Sb. n. a z.. Červený lem byl širší, jinak podoba zůstala stejná. Od 1. 11. 1939 bylo vládním nařízením č. 242/1939 Sb. vlády Protektorátu Čechy a Morava šířka lemu zmenšena. Nová verze vzorových listů VL 6.1 s účinností od 1. srpna 2019 o čtvrtinu zvětšila šířku červeného lemu oproti dosavadnímu stavu i ostatním kulatým zákazovým dopravním značkám (při základní velikosti značky 700 mm se šířka lemu zvýšila z 80 na 100 mm), závazně stanovený vzor podoby dopravní značky ve vyhlášce 294/2015 Sb. se však k tomuto datu nezměnil. |
|            | B 2 Zákaz vjezdu všech vozidel                                                                       | Zakazuje vjezd v protisměru do jednosměrné pozemní komunikace. Předchůdkyně této značky byla s názvem „Zakázaný směr jízdy nebo zakázaný vjezd všech vozidel“, pod číslem 2 v části B, oficiálně zavedena od 28. 5. 1938 vládním nařízením č. 100/1938 Sb. n. a z. Podoba byla téměř shodná s dnešní. Od 1. 11. 1939 byly vládním nařízením č. 242/1939 Sb. vlády Protektorátu Čechy a Morava upraveny proporce symbolu, bílá čára se zúžila a dosahovala téměř ke kraji značky. |
|            | B 3 Zákaz vjezdu všech motorových vozidel s výjimkou motocyklů bez postranního vozíku                | Zakazuje vjezd všech motorových vozidel, které již i platí pro osobní automobily jako náhrada za původní značku B 3b a neplatí pro motocykly. Předchůdkyně této značky byla s názvem „Zákaz jízdy automobilů“, pod číslem 3 v části B, oficiálně zavedena od 28. 5. 1938 vládním nařízením č. 100/1938 Sb. n. a z. Červený lem byl širší, symbol modrý a automobil staršího vzhledu. Od 1. 11. 1939 bylo vládním nařízením č. 242/1939 Sb. vlády Protektorátu Čechy a Morava šířka lemu upravena zhruba do dnešní podoby. Přibyla značka Zákaz jízdy o nedělích a svátcích, která vypadala téměř shodně, jen místo siluety automobilu byl jeho obrys, tato varianta se již po válce neobjevila. Po druhé světové válce, nejpozději v roce 1957, značka získala dnešní význam, resp. název. Vyhláškou 294/2015 Sb. s účinností od 1. 1. 2016 přečíslována z B 3a na B 3 v souvislosti se zrušením značky Zákaz vjezdu osobních automobilů. |
|            | B 3b Zákaz vjezdu osobních automobilů (od 1. 1. 2016 již zrušena)                                    | Zavedena od 31. 1. 2001 vyhláškou č. 30/2001 Sb. Vyhláškou 294/2015 Sb. s účinností od 1. 1. 2016 byla zrušena. Nahrazen bude současnou značkou B 3, který již také platí i pro osobní automobily. Dopravní značky a dopravní zařízení umístěné přede dnem nabytí účinnosti této vyhlášky, které svým provedením této vyhlášce neodpovídají, pozbývají platnosti uplynutím dne 31. prosince 2025. |
|            | B 4 Zákaz vjezdu nákladních automobilů                                                               | Zakazuje vjezd nákladních vozidel, jejich hmotnost převáží podle tato značky může být doplněn text, který může ukazovat celkovou hmotnost vvozidla. Podle vyhlášky 30/2001 Sb. značka platila pro nákladní automobily i pro tahače přívěsu nebo návěsu a speciální automobily o celkové hmotnosti převyšující 3 500 kg, neplatila však pro obytné automobily. Vyhláška 294/2015 Sb. s účinností od 1. 1. 2016 vypustila podmínku hmotnosti. tj. zákaz se nově vztahuje i na daná vozidla s nejvyšší povolenou hmotností pod 3,5 tuny. Zavedena zřejmě vyhláškou č. 141/1960, účinnou od 1. 1. 1961, s názvem „Zákaz vjezdu nákladních automobilů, jejichž celková váha (uvedená v OTP) přesahuje vyznačenou mez“. Pod symbolem nákladního automobilu byl na značce hmotnostní údaj, variantu bez něj vyhláška neobsahovala. Od 1. 1. 1967 vyhláškou č. 80/1966 Sb. zavedena základní podoba značky bez dosavadního hmotnostního údaje, značka však i bez údaje platila pouze pro nákladní automobily od určité váhy. Vyhláška 294/2015 Sb. s účinností od 1. 1. 2016 v souvislosti se změnou významu základní varianty značky uvádí variantní provedení značky s hmotnostním údajem pod symbolem ve značce. Je-li na dodatkové tabulce nebo na značce pod symbolem nákladního automobilu uvedena hodnota nejvyšší povolené hmotnosti (uvádí se v tunách), platí značka pro vozidla o nejvyšší povolené hmotnosti převyšující tuto hodnotu. U jízdní soupravy je rozhodný součet nejvyšších povolených hmotností všech vozidel soupravy. Vyhláškou č. 205/2025 Sb. s účinností od 1. 7. 2025 byly „tahače přívěsu nebo návěsu a speciální automobily“ ve formulaci nahrazeny „vozidly zvláštního určení“ a platnost značky byla nově rozšířena na traktory, jejichž největší povolená hmotnost převyšuje 3500 kg a jejichž konstrukční rychlost je 80 km.h−1 nebo více. |
|            | B 5 Zákaz vjezdu autobusů                                                                            | Zakazuje vjezd všem autobusům. Zavedena od 1. 1. 1976 vyhláškou č. 100/1975 Sb. |
|            | B 6 Zákaz vjezdu traktorů                                                                            | Zakazuje vjezd všech traktorům. Platí i pro jednonápravové traktory, motorové ruční vozíky a pracovní stroje samojízdné. Zavedena od 1. 1. 1967 vyhláškou č. 80/1966 Sb. |
|            | B 7 Zákaz vjezdu motocyklů                                                                           | Zakazuje vjezd všech motocyklům i mopedům. Předchůdkyně této značky byla s názvem „Zákaz jízdy motorových kol“, pod číslem 4 v části B, oficiálně zavedena od 28. 5. 1938 vládním nařízením č. 100/1938 Sb. n. a z. Červený lem byl širší, symbol modrý. Od 1. 11. 1939 bylo vládním nařízením č. 242/1939 Sb. vlády Protektorátu Čechy a Morava šířka lemu upravena zhruba do dnešní podoby, značka byla přejmenována na Zákaz jízdy motocyklů. Přibyla značka Zákaz jízdy o nedělích a svátcích, která vypadala téměř shodně, jen místo siluety motocyklu byl jeho obrys, tato varianta se již po válce neobjevila. |
|            | B 8 Zákaz vjezdu jízdních kol                                                                        | Zakazuje vjezd všech jízdním kolům. To i platí pro koloběžky. Předchůdkyně této značky byla s názvem „Zákaz jízdy cyklistů“, pod číslem 8 v části B, oficiálně zavedena od 28. 5. 1938 vládním nařízením č. 100/1938 Sb. n. a z. Červený lem byl širší, symbol modrý. Zavedena zřejmě po druhé světové válce, nejpozději v roce 1957. |
|            | B 9 Zákaz vjezdu potahových vozidel                                                                  | Předchůdkyně této značky byla s názvem „Zákaz jízdy povozů, čítajíc v to i ruční vozíky“, pod číslem 9 v části B, oficiálně zavedena od 28. 5. 1938 vládním nařízením č. 100/1938 Sb. n. a z. Červený lem byl širší, symbol modrý. V protektorátním nařízení z roku 1939 nebyla obsažena. Znovu zavedena zřejmě vyhláškou č. 141/1960, účinnou od 1. 1. 1961, pod názvem Zákaz vjezdu povozů. |
|            | B 10 Zákaz vjezdu ručních vozíků                                                                     | Zakazuje vjezd ručním vozíkům o celkové šířce větší než 600 mm. Zavedena od 1. 1. 1976 vyhláškou č. 100/1975 Sb. Předchůdkyně této značky byla s názvem „Zákaz jízdy ručními vozíky“, pod číslem 10 v části B, oficiálně zavedena od 28. 5. 1938 vládním nařízením č. 100/1938 Sb. n. a z. Červený lem byl širší, symbol modrý. |
|            | B 11 Zákaz vjezdu všech motorových vozidel                                                           | Předchůdkyně této značky byla pod shodným názvem, pod číslem 5 v části B, oficiálně zavedena od 28. 5. 1938 vládním nařízením č. 100/1938 Sb. n. a z. Červený lem byl širší, symboly modré, automobil staršího vzhledu. V protektorátním nařízení z roku 1939 taková značka nebyla obsažena. Znovu se objevila po druhé světové válce, nejpozději v roce 1957. |
|            | B 12 Zákaz vjezdu vyznačených vozidel                                                                | Zakazuje vjezd vozidlům druhů vyznačených symboly ze značek B 3b až B 10, B 18 až B 19, B 30 až B 31 a B 33; umístění symbolů může být libovolné, přičemž jedno pole (výseč), zpravidla levé nebo horní, může zůstat neobsazené. Zavedena od 1. 1. 1967 vyhláškou č. 80/1966 Sb. |
|            | B 13 Zákaz vjezdu vozidel, jejichž okamžitá hmotnost přesahuje vyznačenou mez                        | U jízdní soupravy se vztahuje na jednotlivá vozidla soupravy. Je-li značka doplněna dodatkovou tabulkou E 12 Text s nápisem „Jediné vozidlo … t“, smí do takto označeného úseku vjet vozidlo, jehož okamžitá hmotnost, a jde-li o soupravu, okamžitá hmotnost všech vozidel soupravy, sice přesahuje údaj na značce, nikoliv však údaj na tabulce. Od 1. 1. 1967 vyhláškou č. 80/1966 Sb. bylo malé t nahrazeno velkým T, od 1. 1. 1976 bylo vyhláškou č. 100/1975 Sb. písmeno T opět nahrazeno malým písmenem t. Předchůdkyně této značky byla pod názvem „Zákaz jízdy vozidel, jejich váha přesahuje vyznačenou mez“, pod číslem 6 v části B, oficiálně zavedena od 28. 5. 1938 vládním nařízením č. 100/1938 Sb. n. a z. Červený lem byl širší, písmo modré, desetiny psány polovičním písmem za desetinnou tečkou, tuny značeny malým písmenem t. Samostatná varianta značky pod číslem 7 obsahovala navíc symbol ze značky Zákaz jízdy automobilů a vztahovala pouze na motorová vozidla. Od 1. 11. 1939 bylo vládním nařízením č. 242/1939 Sb. vlády Protektorátu Čechy a Morava šířka lemu upravena zhruba do dnešní podoby. Kombinovaná varianta značky již v nařízení není uvedena. |
|            | B 14 Zákaz vjezdu vozidel, jejichž okamžitá hmotnost připadající na nápravu přesahuje vyznačenou mez | Zavedena od 1. 1. 1976 vyhláškou č. 100/1975 Sb. |
|            | B 15 Zákaz vjezdu vozidel, jejichž šířka přesahuje vyznačenou mez                                    | Rozhodující je okamžitá šířka vozidla včetně nákladu. Předchůdkyně této značky byla s názvem „Zákaz jízdy vozidel, jejichž šířka přesahuje udanou mez“, pod číslem 16 v části B, oficiálně zavedena od 28. 5. 1938 vládním nařízením č. 100/1938 Sb. n. a z. Červený lem byl širší, symboly a písmo modré, písmeno m v podobě horního indexu za číslem. Od 1. 11. 1939 bylo vládním nařízením č. 242/1939 Sb. vlády Protektorátu Čechy a Morava šířka lemu upravena zhruba do dnešní podoby. |
|            | B 16 Zákaz vjezdu vozidel, jejichž výška přesahuje vyznačenou mez                                    | Rozhodující je okamžitá výška vozidla včetně nákladu. Předchůdkyně této značky byla s názvem „Zákaz jízdy vozidel, jejichž výška přesahuje udanou mez“, pod číslem 17 v části B, oficiálně zavedena od 28. 5. 1938 vládním nařízením č. 100/1938 Sb. n. a z. Červený lem byl širší, symboly a písmo modré, písmeno m v podobě dolního indexu za číslem, desetiny uvedeny poloviční velokostí písma za desetinnou tečkou. Od 1. 11. 1939 bylo vládním nařízením č. 242/1939 Sb. vlády Protektorátu Čechy a Morava šířka lemu upravena zhruba do dnešní podoby. |
|            | B 17 Zákaz vjezdu vozidel nebo souprav vozidel, jejichž délka přesahuje vyznačenou mez               | Rozhodující je okamžitá délka vozidla nebo soupravy včetně nákladu. Zavedena od 1. 1. 1976 vyhláškou č. 100/1975 Sb. Vyhláška 294/2015 Sb. s účinností od 1. 1. 2016 mírně mění podobu značky, ve vzoru se zvětšilo písmo údaje. Značky umístěné před účinností této vyhlášky, které svým provedením neodpovídají nové vyhlášce, pozbývají platnosti až 31. prosince 2025. |
|            | B 18 Zákaz vjezdu vozidel přepravujících nebezpečný náklad                                           | Zakazuje vjezd vozidlům přepravujícím výbušniny, snadno hořlavý nebo jinak nebezpečný náklad a označeným podle zvláštních předpisů (technické přílohy k Evropské dohodě ADR o silniční přepravě nebezpečných věcí) Podoba značky výrazně změněna od 1. 1. 1990 vyhláškou č. 99/1989 Sb. Předchozí varianta značky byla zavedena od 1. 1. 1976 vyhláškou č. 100/1975 Sb. |
|            | B 19 Zákaz vjezdu vozidel přepravujících náklad, který může způsobit ohrožení životního prostředí    | Zakazuje vjezd vozidlům přepravujícím ropu nebo ropné materiály nebo jiné látky, které by mohly způsobit znečištění vody; množství a popřípadě i povaha nákladu mohou být uvedeny na dodatkové tabulce. Od 31. 1. 2001 se vyhláškou č. 30/2001 Sb. mírně změnil tvar symbolu. Zavedena od 1. 1. 1976 vyhláškou č. 100/1975 Sb. Vyhláškou 294/2015 Sb. s účinností od 1. 1. 2016 byla přejmenována z názvu Zákaz vjezdu vozidel přepravujících náklad, který může způsobit znečištění vody na název Zákaz vjezdu vozidel přepravujících náklad, který může způsobit ohrožení životního prostředí. |
|            | B 20a Nejvyšší dovolená rychlost                                                                     | Zakazuje řidiči překročit rychlost v kilometrech za hodinu vyjádřenou číslem na značce; značka ukončuje platnost předcházející značky B 20a s jiným údajem. Od 1. 1. 1990 vyhláškou č. 99/1989 Sb. byla ze značky vypuštěna písmena „km“. Předchůdkyně této značky byla s názvem „Zákaz jízdy větší než udanou rychlostí“, pod číslem 11 v části B, oficiálně zavedena od 28. 5. 1938 vládním nařízením č. 100/1938 Sb. n. a z. Červený lem byl širší, písmo modrém nápis KM v podobě horního indexu za číslem. Od 1. 11. 1939 bylo vládním nařízením č. 242/1939 Sb. vlády Protektorátu Čechy a Morava šířka lemu upravena zhruba do dnešní podoby. |
|            | B 20b Konec nejvyšší dovolené rychlosti                                                              | Ukončuje platnost značky B 20a. Ještě v roce 1957 byl Konec omezení rychlosti jedinou značkou ukončující zákaz, značka měla zhruba podobu dnešní značky Konec všech zákazů. Vyhláške č. 141/1960, účinná od 1. 1. 1961, zavedla značku zhruba v dnešní podobě. |
|            | B 21a Zákaz předjíždění                                                                              | Zakazuje řidiči předjíždět motorové vozidlo vlevo; motocykl bez postranního vozíku lze předjíždět. Značka ukončuje platnost značky B 22a. Předchůdkyně této značky byla s názvem „Zákaz předjíždění“, pod číslem 14 v části B, oficiálně zavedena od 28. 5. 1938 vládním nařízením č. 100/1938 Sb. n. a z. Červený lem byl širší, symboly modré. Místo symbolů vozidel byly na značce šipky znázorňující směr pohybu vozidel. Zhruba v dnešní podobě je podoba značky doložena nejpozději od roku 1957. Podle vyhlášky 205/2025 Sb. s účinností od 1. 7. 2025 značka platí pro celou šířku vozovky, i když je umístěna nad vozovkou. |
|            | B 21b Konec zákazu předjíždění                                                                       | Ukončuje platnost značky B 21a. Zavedena zřejmě vyhláškou č. 141/1960, účinnou od 1. 1. 1961. |
|            | B 22a Zákaz předjíždění pro nákladní automobily                                                      | Zakazuje řidiči nákladního automobilu o celkové hmotnosti převyšující 3500 kg předjíždět motorové vozidlo vlevo; motocykl bez postranního vozíku lze předjíždět. Značka ukončuje platnost značky B 21a. Zavedena zřejmě vyhláškou č. 141/1960, účinnou od 1. 1. 1961. Vyhláška 294/2015 Sb. s účinností od 1. 1. 2016 nově zakazuje nákladním automobilům o nejvyšší povolené hmotnosti nad 3,5 tuny i jakoukoliv jízdu v jiném než pravém pruhu, s výjimkou objíždění. Značka se ovšem ani nadále nevztahuje na tahače přívěsu nebo návěsu, speciální automobily ani nákladní přívěsy a návěsy. Podle vyhlášky 205/2025 Sb. s účinností od 1. 7. 2025 značka platí pro celou šířku vozovky, i když je umístěna nad vozovkou. Podle vyhlášky 205/2025 Sb. s účinností od 1. 7. 2025 se značka nově vztahuje i na traktor, jehož největší povolená hmotnost převyšuje 3500 kg a jehož konstrukční rychlost je 80 km.h−1 nebo více. |
|            | B 22b Konec zákazu předjíždění pro nákladní automobily                                               | Ukončuje platnost značky B 22a. Zavedena zřejmě vyhláškou č. 141/1960, účinnou od 1. 1. 1961. |
|            | B 23a Zákaz zvukových výstražných znamení                                                            | Zakazuje řidiči vozidlům použít zvukové výstražné znamení jako například troubení nebo houkání, a užívá se u nemocnic, školy, apod. Předchůdkyně této značky byla s názvem „Zákaz dávati zvukové signály“, pod číslem 15 v části B, oficiálně zavedena od 28. 5. 1938 vládním nařízením č. 100/1938 Sb. n. a z. Červený lem byl širší, symbol modrý, jinak podoba prakticky shodná s dnešní. V protektorátní vyhlášce z roku 1939 značka nebyla obsažena, znovu byla zavedena zřejmě vyhláškou č. 141/1960, účinnou od 1. 1. 1961. |
|            | B 23b Konec zákazu zvukových výstražných znamení                                                     | Ukončuje platnost značky B 23a. Zavedena zřejmě vyhláškou č. 141/1960, účinnou od 1. 1. 1961. |
|            | B 24a Zákaz odbočování vpravo                                                                        | Zakazuje odbočování vpravo. Užívá se u křizovatky s vjezdem do opačné strany nebo u čerpací stanice. Zavedena zřejmě po druhé světové válce, nejpozději v roce 1957. Od 1. 1. 1967 vyhláškou č. 80/1966 Sb. změněn tvar šipky, rozšířený hrot a zarovnaná pata. |
|            | B 24b Zákaz odbočování vlevo                                                                         | Zakazuje odbočování vlevo. Užívá se u křizovatky s vjezdem do opačné strany nebo u čerpací stanice. Zavedena zřejmě po druhé světové válce, nejpozději v roce 1957. Od 1. 1. 1967 vyhláškou č. 80/1966 Sb. změněn tvar šipky, rozšířený hrot a zarovnaná pata. |
|            | B 25 Zákaz otáčení                                                                                   | Zakazuje otáčení. Zavedena od 1. 1. 1967 vyhláškou č. 80/1966 Sb. |
|            | B 26 Konec všech zákazů                                                                              | Ukončuje platnost všech značek vyjadřujících zákazy nebo omezení pro jedoucí vozidla. Zavedena od 1. 1. 1990 vyhláškou č. 99/1989 Sb. V roce 1957 (do konce roku 1960) měla zhruba tuto podobu značka Konec omezení rychlosti, která byla také jedinou dopravní značkou ukončující nějaký zákaz. |
|            | B 27 Povinnost zastavit vozidlo                                                                      | Zakazuje řidiči pokračovat v jízdě bez zastavení vozidla na hraničním přechodu. Ve spodní části značky se uvádí překlad nápisu CLO v jazyce sousedního státu. Je-li na této značce místo nápisu CLO nápis STOP, značka zakazuje pokračovat v jízdě bez zastavení vozidla na místě uvedeném ve spodní části značky, například POLICIE nebo KONTROLA. Předchůdkyně této značky byla s názvem „Příkaz zastaviti u celního úřadu“, pod číslem 19 v části B, oficiálně zavedena od 28. 5. 1938 vládním nařízením č. 100/1938 Sb. n. a z. Červený lem byl širší, nápis a dělicí čára modré, grafický vzor v nařízení obsahoval pouze nápis CLO v horní části. Od 1. 11. 1939 byla vládním nařízením č. 242/1939 Sb. vlády Protektorátu Čechy a Morava stanovena nová podoba značky, zřejmě v černožlutém provedením typickém pro německé informativní značky, vzor v nařízení byl dokonce trojjazyčný (ZOLL-CLO / DOUANE). po válce, nejpozději vyhláškou č. 141/1960, účinnou od 1. 1. 1961, získala značka zhruba dnešní podobu, ještě s názvem Stůj, celní úřad! a nápisy CLO / ZOLL. Od 1. 1. 1990 vyhláškou č. 99/1989 Sb. byla značka přejmenována z názvu Celní úřad na Povinnost zastavit vozidlo. Vyhláška 294/2015 Sb., účinná od 1. 1. 2016, použila jako vzor značku s nápisy STOP / KONTROLA, použití na celnici už není ve vyhlášce zmíněno ani ve výkladu u značky, který v otevřeném výčtu uvádí možné nápisy „POLICIE“, „KONTROLA“ aj. |
|            | B 28 Zákaz zastavení                                                                                 | Na značce může být v dolní části červeného kruhu vyznačena doba, po kterou zákaz platí. Značka ukončuje platnost značky B 29 a značek IP 11a až IP 11c, IP 11f až IP 12, IP 13b a IP 13c. Vzhledem k tomu, že vládní nařízení č. 100/1938 Sb. n. a z. zavádělo dvojici značek Zákaz stání a Zákaz parkování, tehdejší značka Zákaz stání zřejmě měla význam blízký dnešní značce Zákaz zastavení, ačkoliv měla podobu dnešní značky Zákaz stání. Vládní nařízení č. 242/1939 Sb. pak skutečně tuto značku přejmenovalo na Zákaz zastavení. Podle vyhlášky 141/1960 Sb. se pro zákaz zastavení používala značka Zákaz stání s dodatkovou tabulkou s textem "Zákaz zastavení" Od 1. 1. 1967 byla vyhláškou č. 80/1966 Sb. upravena značka do dnešní podoby. |
|            | B 29 Zákaz stání                                                                                     | Na značce může být v dolní části červeného kruhu vyznačena doba, po kterou zákaz platí. Značka ukončuje platnost značky B 28 a značek IP 11a až IP 11c, IP 11f až IP 12, IP 13b a IP 13c. Od 1. 1. 1967 byly vyhláškou č. 80/1966 Sb. zavedeny ve dvou variantách značky č. 48 Střídavé stání, od 1. 1. 1976 byly vyhláškou č. 100/1975 Sb. opět zrušeny. Předchůdkyně této značky byla s názvem „Zákaz stání“, pod číslem 11 v části B, oficiálně zavedena od 28. 5. 1938 vládním nařízením č. 100/1938 Sb. n. a z. Červený lem byl širší, jinak byla podoba shodná. Není však vyloučeno, že význam odpovídal dnešní značce Zákaz zastavení, protože současně byla zavedena pod číslem 12 značka Zákaz parkování, na níž místo modré výplně bylo modré písmeno P. Od 1. 11. 1939 bylo vládním nařízením č. 242/1939 Sb. vlády Protektorátu Čechy a Morava šířka lemu upravena zhruba do dnešní podoby. Dosavadní značka Zákaz stání nesla nově název Zákaz zastavení, značce Zákaz parkování název zůstal. Po druhé světové válce, nejpozději v roce 1957, byla tato značka zavedena ve významu zákazu stání, přičemž značka zákazu parkování se škrtnutým písmenem P byla zrušena. Vyhláška 141/1960 Sb., účinná od 1. 1. 1961, obsahovala jako samostatný vzor značku, v níž bylo do dolní části červeného lemu bílým písmem vepsáno časové rozmezí, v němž značka platí. Vyhláška č. 80/1966 Sb. tento vzor nepřevzala. Zřejmě vyhláškou č. 141/1960, účinnou od 1. 1. 1961, byla zavedena značka „Konec zákazu zastavení nebo stání“, tvořená škrtnutou zšedlou variantou značky Zákaz stání. Od 1. 1. 1967 byla vyhláškou č. 80/1966 Sb. opět zrušena a nahrazena dodatkovou tabulkou konce úseku. |
|            | B 30 Zákaz vstupu chodců                                                                             | Zavedena od 1. 1. 1976 vyhláškou č. 100/1975 Sb. |
|            | B 30a Zákaz vjezdu osobních přepravníků                                                              | Zakazuje vjezd i jízdu na osobních přepravnících, nezakazuje však jejich vedení. Původně bylo navrženo s názvem Zákaz vjezdu osob na osobních přepravnících. Od 21. 3. 2016 – zavedena vyhláškou 84/2016 Sb. |
|            | B 31 Zákaz vjezdu pro jezdce na zvířeti                                                              | Zákaz platí i pro vstup osoby vedoucí takové zvíře. Zavedena od 31. 1. 2001 vyhláškou č. 30/2001 Sb. |
|            | B 32 Jiný zákaz                                                                                      | Stanoví jiný zákaz než ten, který je možno vyznačit jinou značkou. Zákaz je vyjádřen nápisem na značce. Užije-li se nápisu SMOG, je zakázána jízda (nikoliv jen vjezd) pro určená vozidla v území, pro které byla vyhlášena smogová situace podle zvláštního právního předpisu. Užije-li se nápisu „Průjezd zakázán“, podle vyhlášky 30/2001 Sb. nesměl řidič projet takto označeným úsekem, aniž by jízdu přerušil, například za účelem naložení nebo složení nákladu. Vyhláška 294/2015 Sb. již přerušení jízdy nezmiňuje, ale uvádí, že řidič nesmí bez důvodu vjet do takto označeného úseku, přičemž za takový důvod se nepovažuje objíždění dopravně složité situace nebo zkracování trasy. S účinností od 1. 1. 2016 uvádí vyhláška vzor nápisu velkými písmeny, předtím se vždy uváděly malými písmeny s prvním písmenem velkým. Vyhláška 294/2015 Sb. s účinností od 1. 1. 2016 nově uvádí příklady, že je-li na značce uveden nápis „CNG“, „LPG“ nebo jiný nápis označující druh pohonu vozidla, je vozidlům s tímto druhem pohonu zakázán vjezd do takto označeného úseku. Značka Jiný zákaz zavedena zřejmě vyhláškou č. 141/1960, účinnou od 1. 1. 1961. Vyhlášky 141/1960 Sb., 80/1966 Sb., 100/1975 Sb. a 99/1989 Sb. uváděly vzorovou značku s textem Průjezd zakázán a v textu uvádějí ještě příklad „Nakládání a skládání zakázáno“, vyhláška 80/1966 Sb. navíc ještě příklad „Zákaz vjezdu pásových vozidel bez gumových polštářů“, přičemž podle ní přímo na značce se může uvést doba, kdy zákaz platí, což vyhláška 141/1960 Sb. zmiňuje též v paragrafu o dopravě nákladů. Vyhláška 30/2001 Sb. uváděla vzorovou značku s textem SMOG, k jejímuž významu udává upřesňující výklad, a dále v textu zmiňuje variantu s textem „Průjezd zakázán“. Vyhláška 294/2015 Sb. s účinností od 1. 1. 2016 uvádí jako nový vzor značku s textem „PRŮJEZD ZAKÁZÁN“, který je nově celý psán velkými písmeny. v textu pak zmiňuje ještě varianty s nápisem CNG, LPG a SMOG. |
|            | B 33 Zákaz vjezdu motorových vozidel s přípojným vozidlem                                            | Zákaz platí i pro motorová vozidla s návěsem. Zavedena od 31. 1. 2001 vyhláškou č. 30/2001 Sb. Vyhláškou 294/2015 Sb. s účinností od 1. 1. 2016 byla přejmenována z názvu Zákaz vjezdu motorových vozidel s přívěsem na název Zákaz vjezdu motorových vozidel s přípojným vozidlem. |
|            | B 34 Nejmenší vzdálenost mezi vozidly                                                                | Zakazuje řidiči motorového vozidla jízdu za motorovým vozidlem jedoucím před ním ve vzdálenosti menší než vyznačené na značce. Zavedena od 31. 1. 2001 vyhláškou č. 30/2001 Sb. |

### Příkazové dopravní značky
| Vyobrazení | Číslo a název                                    | Význam, užití a poznámky |
| ---------- | ------------------------------------------------ | --- |
|            | C 1 Kruhový objezd                               | Přikazuje jízdu po křižovatce s kruhovým objezdem ve směru šipek na značce zobrazených. Značka je vždy doplněna značkou P 4 (Dej přednost v jízdě!) nebo P 6 (Stůj, dej přednost v jízdě!). Zavedena zřejmě vyhláškou č. 141/1960, účinnou od 1. 1. 1961. Vyhláška 294/2015 Sb. s účinností od 1. 1. 2016 nově zrušila dosavadní povinnost doplnit značkou Dej přednost, znovu je umožněno ponechat na kruhovém objezdu přednost zprava. Poté, co se proti této změně zvedl odpor v médiích, vydalo v dubnu 2016 ministerstvo dopravy k vyhlášce metodický pokyn, ve kterém se konstatuje, že v naprosté většině případů je nezbytné umístit ke značce „Kruhový objezd“ také značky upravující přednost, protože je třeba vzít v potaz skutečnost, že přednost vozidel nacházejících se na kruhovém objezdu je širokou veřejností vnímána jako standardní a samozřejmá a navíc by se při neumístění zmiňovaných značek mohl kruhový objezd při vyšším provozu ucpávat, přičemž zákon o silničním provozu stanovuje podmínku, že značením nesmí být ohrožena bezpečnost a plynulost provozu na pozemních komunikacích. Ministr dopravy Ťok k tomu uvedl: „Mrzí mě, že k takovým nejasnostem vůbec došlo. Úředníci dávali do pořádku vyhlášku k silničnímu zákonu a bohužel u některých částí vznikly nejasnosti až po uvedení do praxe.“ |
|            | C 2a Přikázaný směr jízdy přímo                  | Přikazuje jízdu směrem, kterým šipka ukazuje. Varianta pro směr přímo byla samostatně uvedena již ve vládním nařízení č. 242/1939 Sb. vlády Protektorátu Čechy a Morava účinném od 1. 11. 1939, někdy po válce ovšem přestala být uváděna. Jako samostatná varianta v dnešním barevném provdení byla uvedena od 1. 1. 1967 vyhláškou č. 80/1966 Sb., předchozí vyhláška obsahovala jen vybrané příklady směrových šipek. Zároveň byla zrušena varianta, která znázorňovala jízdu „rovně esíčkem“, která je doložena nejméně od roku 1957. |
|            | C 2b Přikázaný směr jízdy vpravo                 | Přikazuje jízdu směrem, kterým šipka ukazuje. Zavedena od 31. 1. 2001 vyhláškou č. 30/2001 Sb., v předchozí vyhlášce tento význam měla dnešní značka Přikázaný směr jízdy zde vpravo. Obdobné tvarové odlišení existovalo již ve vládním nařízení č. 242/1939 Sb. vlády Protektorátu Čechy a Morava účinném od 1. 11. 1939, někdy po válce ovšem byla tato varianta zrušena. |
|            | C 2c Přikázaný směr jízdy vlevo                  | Přikazuje jízdu směrem, kterým šipka ukazuje. Předchůdkyně této značky byla s názvem „Směr, který musí vozidla zachovati“, pod číslem 18 v části B, oficiálně zavedena od 28. 5. 1938 vládním nařízením č. 100/1938 Sb. n. a z. Barevné a tvarové provedení bylo pravděpodobně velmi podobné dnešnímu, směr vlevo v nařízení zastupoval jako vzor všechny směrové varianty. Obdobné tvarové odlišení existovalo již ve vládním nařízení č. 242/1939 Sb. vlády Protektorátu Čechy a Morava účinném od 1. 11. 1939, někdy po válce ovšem byla tato varianta zrušena. V dnešní podobě byla značka zavedena od 31. 1. 2001 vyhláškou č. 30/2001 Sb., v předchozí vyhlášce tento význam měla dnešní značka Přikázaný směr jízdy zde vlevo. |
|            | C 2d Přikázaný směr jízdy přímo a vpravo         | Přikazuje jízdu směrem, kterým šipky ukazují. Jako příklad uvedena již ve vyhlášce 141/1960 Sb., účinné od 1. 1. 1961. Obdobné tvarové provedení bylo uvedeno jako příklad již ve vládním nařízení č. 242/1939 Sb. vlády Protektorátu Čechy a Morava účinném od 1. 11. 1939. |
|            | C 2e Přikázaný směr jízdy přímo a vlevo          | Přikazuje jízdu směrem, kterým šipky ukazují. Jako samostatná varianta uvedena od 1. 1. 1967 vyhláškou č. 80/1966 Sb., předchozí vyhláška obsahovala jen vybrané příklady směrových šipek. |
|            | C 2f Přikázaný směr jízdy vpravo a vlevo         | Přikazuje jízdu směrem, kterým šipky ukazují. Jako samostatná varianta uvedena od 1. 1. 1967 vyhláškou č. 80/1966 Sb., předchozí vyhláška obsahovala jen vybrané příklady směrových šipek. |
|            | C 3a Přikázaný směr jízdy zde vpravo             | Přikazuje jízdu ve směru, kterým šipka ukazuje, bezprostředně před značkou. Jako samostatná varianta uvedena od 1. 1. 1967 vyhláškou č. 80/1966 Sb., předchozí vyhláška obsahovala jen vybrané příklady směrových šipek. Od 31. 1. 2001 vyhláškou č. 30/2001 Sb. změněn význam značky, předtím měla značka význam Přikázaný směr jízdy vpravo. |
|            | C 3b Přikázaný směr jízdy zde vlevo              | Přikazuje jízdu ve směru, kterým šipka ukazuje, bezprostředně před značkou. Od 31. 1. 2001 vyhláškou č. 30/2001 Sb. změněn význam značky, předtím měla značka význam Přikázaný směr jízdy vlevo. |
|            | C 4a Přikázaný směr objíždění vpravo             | Přikazuje objíždět ostrůvek, překážku apod. ve směru vyznačeném šipkou. Zavedena od 1. 1. 1967 vyhláškou č. 80/1966 Sb., jako jedna z variant značky Přikázaný směr jízdy. |
|            | C 4b Přikázaný směr objíždění vlevo              | Přikazuje objíždět ostrůvek, překážku apod. ve směru vyznačeném šipkou. Zavedena od 1. 1. 1967 vyhláškou č. 80/1966 Sb., jako jedna z variant značky Přikázaný směr jízdy. |
|            | C 4c Přikázaný směr objíždění vpravo a vlevo     | Přikazuje objíždět ostrůvek, překážku apod. ve směru vyznačeném šipkami. Zavedena od 1. 1. 1990 vyhláškou č. 99/1989 Sb. |
|            | C 5a Sněhové řetězy                              | Přikazuje řidiči motorového vozidla o třech a více kolech pokračovat v jízdě až po nasazení sněhových (protiskluzových) řetězů na nejméně dvě hnací kola; to neplatí pro vozidla vybavená pneumatikami s protiskluzovými hroty. Zavedena od 31. 1. 2001 vyhláškou č. 30/2001 Sb. |
|            | C 5b Sněhové řetězy – konec                      | Ukončuje platnost značky C 5a. Zavedena od 31. 1. 2001 vyhláškou č. 30/2001 Sb. |
|            | C 6a Nejnižší dovolená rychlost                  | Přikazuje řidiči jet nejméně rychlostí v kilometrech za hodinu vyjádřenou číslem na značce. To neplatí, pokud by takovou rychlost vylučovaly provozní podmínky, například intenzita provozu, překážka provozu, nebo pokud by taková rychlost ohrožovala bezpečnost provozu na pozemních komunikacích, například za mlhy nebo jiných nepříznivých povětrnostních podmínek. Ukončuje platnost předchozí značky C 6a s jiným údajem. Zavedena zřejmě vyhláškou č. 141/1960, účinnou od 1. 1. 1961. Od 1. 1. 1990 vyhláškou č. 99/1989 Sb. byla ze značky vypuštěna písmena „km“. |
|            | C 6b Konec nejnižší dovolené rychlosti           | Ukončuje platnost značky C6a. Od 1. 1. 1990 vyhláškou č. 99/1989 Sb. byla ze značky vypuštěna písmena „km“. Zavedena zřejmě vyhláškou č. 141/1960, účinnou od 1. 1. 1961, škrtnutí značky bylo černé a modrou nahrazovala šedá. Od 1. 1. 1967 zrušena vyhláškou č. 80/1966 Sb. Zavedena znovu v pozměněné podobě od 1. 1. 1976 vyhláškou č. 100/1975 Sb. |
|            | C 7a Stezka pro chodce                           | Značka ukončuje platnost značek C 8a, C 9a a C 10a. Zavedena od 1. 1. 1967 vyhláškou č. 80/1966 Sb. Vyhláška 294/2015 Sb. s účinností od 1. 1. 2016 nově umožnila využití stezky i osobou na osobním přepravníku. Vyhláškou 205/2025 Sb. s účinností od 1. 7. 2025 byla z přílohy vyhlášky vypuštěna ustanovení, že značka přikazuje chodcům užít v daném směru takto označeného pruhu nebo stezky, že jiným účastníkům provozu na pozemních komunikacích, než pro které je tento pruh nebo stezka určena, je jejich užívání zakázáno, a že stezku může využít i osoba vedoucí jízdní kolo, osoba pohybující se na kolečkových bruslích nebo obdobném sportovním vybavení a osoba pohybující se na osobním přepravníku. |
|            | C 7b Konec stezky pro chodce                     | Ukončuje platnost značky C 7a. Zavedena od 31. 1. 2001 vyhláškou č. 30/2001 Sb. |
|            | C 8a Stezka pro cyklisty                         | Od 1. 11. 1939 byla vládním nařízením č. 242/1939 Sb. vlády Protektorátu Čechy a Morava zavedena předchůdkyně této značky, v grafickém provedení typickém pro zákazové značky, uvnitř s nápisem Radweg / Pro kola. Dnešní podoba značky je doložena přinejmenším od vyhlášky 141/1960 Sb., tedy s účinností od 1. 1. 1961 Vyhláška 30/2001 Sb. stanovila, že pruh nebo stezku pro cyklisty lze v jejím průběhu rovněž vyznačit barevně odlišeným povrchem nebo odlišným provedením povrchu. Vyhláška 294/2015 Sb. toto ustanovení nepřevzala. Vyhláška 294/2015 Sb. s účinností od 1. 1. 2016 nově umožnila využití stezky i osobou na osobním přepravníku a naopak vypustila možnost užití osobou na lyžích (avšak ponechány kolečkové brusle a obdobné sportovní vybavení). Vyhláškou 205/2025 Sb. s účinností od 1. 7. 2025 byla z přílohy vyhlášky vypuštěna ustanovení, že značka přikazuje cyklistům užít v daném směru takto označeného pruhu nebo stezky, že pruhu nebo stezky smí užít i osoba vedoucí jízdní kolo, osoba pohybující se na kolečkových bruslích nebo obdobném sportovním vybavení a osoba pohybující se na osobním přeopravníku a že jiným účastníkům provozu na pozemních komunikacích, než pro které je tento pruh nebo stezka určena, je jejich užívání zakázáno.                                           |
|            | C 8b Konec stezky pro cyklisty                   | Ukončuje platnost značky C 8a. Zavedena od 31. 1. 2001 vyhláškou č. 30/2001 Sb. |
|            | C 9a Stezka pro chodce a cyklisty společná       | Značka označuje stezku pro chodce a cyklisty, na které není oddělen pruh pro chodce a pruh pro cyklisty. Značka ukončuje platnost značek C 7a, C 8a a C 10a. Zavedena od 1. 1. 1990 vyhláškou č. 99/1989 Sb. Vyhláškou 294/2015 Sb. s účinností od 1. 1. 2016 doplněn na konec názvu značky rozlišující přívlastek. Vyhláškou 205/2025 Sb. s účinností od 1. 7. 2025 byla z přílohy vyhlášky vypuštěna ustanovení, že značka přikazuje chodcům a cyklistům užít v daném směru takto označeného společného pruhu nebo stezky, že chodci a cyklisté se nesmějí navzájem ohrozit, že stezku pro chodce a cyklisty smí užít také osoba jedoucí na osobním přepravníku a že ostatním účastníkům provozu na pozemních komunikacích je její užívání zakázáno, pokud není stanoveno jinak. |
|            | C 9b Konec stezky pro chodce a cyklisty společné | Ukončuje platnost značky C 9a. Zavedena od 31. 1. 2001 vyhláškou č. 30/2001 Sb. Vyhláškou 294/2015 Sb. s účinností od 1. 1. 2016 doplněn na konec názvu značky rozlišující přívlastek. |
|            | C 10a Stezka pro chodce a cyklisty dělená        | Značka označuje stezku pro chodce a cyklisty, na které je oddělen pruh pro chodce a pruh pro cyklisty. Umístění symbolů vyjadřuje skutečné uspořádání pruhů pro chodce a pro cyklisty.. Značka ukončuje platnost značek C 7a, C 8a a C 9a. Zavedena od 31. 1. 2001 vyhláškou č. 30/2001 Sb. Vyhláškou 294/2015 Sb. s účinností od 1. 1. 2016 doplněn na konec názvu značky rozlišující přívlastek. Vyhláškou 205/2025 Sb. s účinností od 1. 7. 2025 byla z přílohy vyhlášky vypuštěna ustanovení, že značka přikazuje chodcům a cyklistům užít v daném směru části vyznačené pro chodce nebo cyklisty a označuje jejich situování, že chodci a cyklisté smějí sousedního pruhu užít jen při obcházení, objíždění překážky nebo vzájemném vyhýbání, že stezku pro chodce a cyklisty smí užít také osoba jedoucí na osobním přepravníku a že ostatním účastníkům provozu na pozemních komunikacích je její užívání zakázáno, pokud není stanoveno jinak. |
|            | C 10b Konec stezky pro chodce a cyklisty dělené  | Ukončuje platnost značky C 10a. Zavedena od 31. 1. 2001 vyhláškou č. 30/2001 Sb. Vyhláškou 294/2015 Sb. s účinností od 1. 1. 2016 doplněn na konec názvu značky rozlišující přívlastek. |
|            | C 11a Stezka pro jezdce na zvířeti               | Vyhláškou 205/2025 Sb. s účinností od 1. 7. 2025 byla z přílohy vyhlášky vypuštěna ustanovení, že značka přikazuje jezdcům na zvířeti užít v daném směru takto označeného pruhu nebo stezky, že pruhu nebo stezky smí užít i osoba vedoucí takové zvíře a že jiným účastníkům provozu na pozemních komunikacích, než pro které je tento pruh nebo stezka určena, je jejich užívání zakázáno. Zavedena od 31. 1. 2001 vyhláškou č. 30/2001 Sb. |
|            | C 11b Konec stezky pro jezdce na zvířeti         | Ukončuje platnost značky C 11a. Zavedena od 31. 1. 2001 vyhláškou č. 30/2001 Sb. |
|            | C 12a Přikázaný jízdní pruh                      | Přikazuje řidiči vyznačeného druhu vozidla užít v daném směru takto označený jízdní pruh. Na takto označený jízdní pruh smí řidiči ostatních druhů vozidel vjet jen při objíždění, odbočování, otáčení nebo vjíždění na pozemní komunikaci nebo vyjíždění z ní, přitom nesmí dojít k ohrožení ani omezení řidiče vozidla, pro který je jízdní pruh označen. V případě přikázaného jízdního pruhu pro druh vozidla nebo pro určitý účel se do modrého pole vyznačí příslušný symbol vozidla nebo vhodný nápis. Zavedena od 31. 1. 2001 vyhláškou č. 30/2001 Sb. |
|            | C 12b Konec přikázaného jízdního pruhu           | Ukončuje platnost značky C 12a. Zavedena od 31. 1. 2001 vyhláškou č. 30/2001 Sb. |
|            | C 13a Rozsviť světla                             | Ukládá řidiči rozsvítit světla stanovená pro vozidlo jedoucí za snížené viditelnosti. Zavedena od 31. 1. 2001 vyhláškou č. 30/2001 Sb. |
|            | C 13b Rozsviť světla – konec                     | Ukončuje platnost značky C 13a. Tím není dotčena povinnost užít stanovené osvětlení vozidla vyplývající z obecné úpravy provozu na pozemních komunikacích. Zavedena od 31. 1. 2001 vyhláškou č. 30/2001 Sb. |
|            | C 14a Jiný příkaz                                | Ukládá jiný příkaz než ten, který je možno uložit jinou značkou. Příkaz je vyjádřen nápisem na značce, například „Přejdi na druhou stranu“. Značka Jiný příkaz zavedena zřejmě vyhláškou č. 141/1960, účinnou od 1. 1. 1961. |
|            | C 14b Konec jiného příkazu                       | Ukončuje platnost značky C 14a (pravidla však nespecifikují, zda pouze značku se shodným textem příkazu). Zavedena od 31. 1. 2001 vyhláškou č. 30/2001 Sb. |
|            | C 15a Zimní výbava                               | Přikazuje řidiči motorového vozidla kategorie M nebo N v období od 1. listopadu do 31. března pokračovat v jízdě jen za použití zimních pneumatik, a to u motorových vozidel o maximální přípustné hmotnosti nepřevyšující 3 500 kg s hloubkou dezénu hlavních dezénových drážek nebo zářezů nejméně 4 mm na všech kolech a u motorových vozidel o maximální přípustné hmotnosti převyšující 3500 kg s hloubkou dezénu hlavních dezénových drážek nebo zářezů nejméně 6 mm na všech hnacích kolech. Použití zimních pneumatik může být nahrazeno použitím sněhových řetězů. Pod značkou může být umístěna dodatková tabulka E 12 s uvedením odlišné úpravy doby platnosti. Značka zavedena vyhláškou č. 202/2008 Sb. od 1. 7. 2008. Vyhláška 294/2015 Sb. s účinností od 1. 1. 2016 nově stanovila, že základní varianta značky platí celoročně („bez ohledu na datum“), nikoliv už jen od 1. listopadu do 31. března. |
|            | C 15b Zimní výbava – konec                       | Ukončuje platnost značky C 15a. Značka zavedena vyhláškou č. 202/2008 Sb. od 1. 7. 2008. |

### Informativní dopravní značky
Od 1. 1. 1990 vyhláška č. 99/1989 Sb. zrušila sekci F (Zvláštní značky) a přeřadila tyto značky mezi značky informativní, kam svým významem i podobou patří. S účinností od 31. ledna 2001 byly vyhláškou č. 30/2001 Sb. rozděleny informativní dopravní značky, dosud značené kódy začínajícími písmenem D, do tří skupin (provozní IP, směrové IS a jiné IJ) a v souvislosti s tím kompletně přečíslovány. Vyhláškou 294/2015 Sb. byla s účinností od 1. ledna 2016 zavedena nová skupina informativních značek zónových (IZ), přeřazeny do ní byly především některé značky ze skupiny informativních značek provozních, z informačních značek směrových sem byla převedena jen značka obce a konce obce. Číslování značek zbývajících v dosavadních třech skupinách bylo víceméně ponecháno, i s nově vzniklými mezerami v číslování.

#### Informativní dopravní značky zónové
| Vyobrazení | Číslo a název                                 | Význam, užití a poznámky |
| ---------- | --------------------------------------------- | --- |
|            | IZ 1a Dálnice                                 | Tato podoba zavedena pod novým označením vyhláškou č. 294/2015 Sb. s účinností od 1. 1. 2016. Dříve umístěné značky, odpovídající podobě uvedené ve vyhlášce 30/2001 Sb. pod označením IP 14a, platí podle přechodného ustanovení až do 31. prosince 2025. |
|            | IZ 1b Konec dálnice                           | Tato podoba zavedena pod novým označením vyhláškou č. 294/2015 Sb. s účinností od 1. 1. 2016. Dříve umístěné značky, odpovídající podobě uvedené ve vyhlášce 30/2001 Sb. pod označením IP 14b, platí podle přechodného ustanovení až do 31. prosince 2025. |
|            | IZ 2a Silnice pro motorová vozidla            | Tato podoba zavedena pod novým označením vyhláškou č. 294/2015 Sb. s účinností od 1. 1. 2016. Dříve umístěné značky, odpovídající podobě uvedené ve vyhlášce 30/2001 Sb. pod označením IP 15a, platí podle přechodného ustanovení až do 31. prosince 2025. |
|            | IZ 2b Konec silnice pro motorová vozidla      | Tato podoba zavedena pod novým označením vyhláškou č. 294/2015 Sb. s účinností od 1. 1. 2016. Dříve umístěné značky, odpovídající podobě uvedené ve vyhlášce 30/2001 Sb. pod označením IP 15b, platí podle přechodného ustanovení až do 31. prosince 2025. |
|            | IZ 3a Tunel                                   | Označuje blízkost vjezdu do tunelu, kde platí zvláštní pravidla provozu na pozemních komunikacích pro chování v tunelu. Zavedena od 31. 1. 2001 vyhláškou č. 30/2001 Sb. pod číslem IP 8a. Vyhláškou č. 294/2015 Sb. s účinností od 1. 1. 2016 přeřazena a přečíslována na IZ 3a. |
|            | IZ 3b Konec tunelu                            | Označuje místo, kde končí platnost zvláštních pravidel provozu na pozemních komunikacích pro chování v tunelu. Zavedena od 31. 1. 2001 vyhláškou č. 30/2001 Sb. pod číslem IP 8b. Vyhláškou č. 294/2015 Sb. s účinností od 1. 1. 2016 přeřazena a přečíslována na IZ 3a. |
|            | IZ 4a Obec                                    | Označuje začátek obce a informuje o jejím názvu. Značka ukončuje platnost značky B 20a (nejvyšší dovolená rychlost) a úsek pozemní komunikace zpoplatněný mýtným. Předchůdkyně této značky byla s názvem „Jméno města, obce, místa“, pod číslem 8 v části C, oficiálně zavedena od 28. 5. 1938 vládním nařízením č. 100/1938 Sb. n. a z. Oznamovala jména měst a obcí s počtem obyvatel aspoň 2000, jakož i měst, obcí a míst významných pro turistický ruch, a umisťovala se ve vzdálenosti asi 100 m před počátkem souvislého zastavění nebo v místě, kde odbočuje příjezd k městu (obci). Od 1. 1. 1976 bylo vyhláškou č. 100/1975 Sb. dosavadní provedení (žluté písmo na modrém podkladu, tedy stejně jako na tehdejších směrových šipkách) nahrazeno provedením v černém písmu na bílém podkladu. Ve vyhlášce 30/2001 Sb. pod číslem IS 12a, vyhláškou č. 294/2015 Sb. s účinností od 1. 1. 2016 přeřazena a přečíslována na IZ 4a. |
|            | IZ 4b Konec obce                              | Označuje konec obce. Značka ukončuje platnost značky IS 12a a značky B 20a. Zavedena od 1. 1. 1976 vyhláškou č. 100/1975 Sb. Ve vyhlášce 30/2001 Sb. pod číslem IS 12b, vyhláškou č. 294/2015 Sb. s účinností od 1. 1. 2016 přeřazena a přečíslována na IZ 4b. |
|            | IZ 4c Obec v jazyce národnostní menšiny       | Za podmínek stanovených zákonem o obcích se umísťuje pod dopravní značkou IS 12a a informuje o názvu obce v jazyce národnostní menšiny. Modrobílá verze byla zavedena vyhláškou č. 507/2006 Sb. s účinností od 1. 1. 2007, černobílá verze vyhláškou č. 91/2009 Sb. s účinností od 21. 4. 2009, lhůta pro nahrazení první verze byla do 21. 10. 2009. Do vyhlášky 30/2001 Sb. zařazena pod číslem IS 12c, vyhláškou č. 294/2015 Sb. s účinností od 1. 1. 2016 značka přeřazena a přečíslována na IZ 4c. |
|            | IZ 4d Konec obce v jazyce národnostní menšiny | Za podmínek stanovených zákonem o obcích se umísťuje pod dopravní značkou IS 12b. Modrobílá verze byla zavedena vyhláškou č. 507/2006 Sb. s účinností od 1. 1. 2007, černobílá verze vyhláškou č. 91/2009 Sb. s účinností od 21. 4. 2009, lhůta pro nahrazení první verze byla do 21. 10. 2009. Do vyhlášky 30/2001 Sb. zařazena pod číslem IS 12a, vyhláškou č. 294/2015 Sb. s účinností od 1. 1. 2016 přeřazena a přečíslována na IZ 4d. |
|            | IZ 5a Obytná zóna                             | Zavedena od 1. 1. 1990 vyhláškou č. 99/1989 Sb. Ve vyhlášce 30/2001 Sb. měla označení IP 26a. Vyhláškou č. 294/2015 Sb. s účinností od 1. 1. 2016 přeřazena a přečíslována na IZ 5a. |
|            | IZ 5b Konec obytné zóny                       | Může být též umístěna vlevo při výjezdu z obytné zóny z opačné strany značky počátku zóny. Zavedena od 1. 1. 1990 vyhláškou č. 99/1989 Sb. Ve vyhlášce 30/2001 Sb. měla označení IP 26b. Vyhláškou č. 294/2015 Sb. s účinností od 1. 1. 2016 přeřazena a přečíslována na IZ 5b. |
|            | IZ 6a Pěší zóna                               | Označují oblast, například část obce, určenou především pro chodce. Ve spodní části značek se vyznačuje vhodným nápisem nebo symbolem, kterým vozidlům je vjezd do této oblasti povolen a popřípadě v jaké době. Zavedena od 1. 1. 1990 vyhláškou č. 99/1989 Sb. Ve vyhlášce 30/2001 Sb. měla označení IP 27a. Vyhláškou č. 294/2015 Sb. s účinností od 1. 1. 2016 přeřazena a přečíslována na IZ 6a. |
|            | IZ 6b Konec pěší zóny                         | Může být umístěna vlevo při výjezdu z pěší zóny z opačné strany značky počátku zóny. Zavedena od 1. 1. 1990 vyhláškou č. 99/1989 Sb. Ve vyhlášce 30/2001 Sb. měla označení IP 27b. Vyhláškou č. 294/2015 Sb. s účinností od 1. 1. 2016 přeřazena a přečíslována na IZ 6b. |
|            | IZ 7a Nízkoemisní zóna                        | Značka označuje oblast, ve které je stanovena nízkoemisní zóna podle zvláštního právního předpisu. V této oblasti je omezen provoz silničních motorových vozidel za účelem omezení znečištění ovzduší z dopravy. Ve spodní části značky se uvede odkaz na informační systém nízkoemisních zón podle zvláštního právního předpisu. Zavedena vyhláškou č. 294/2015 Sb. s účinností od 1. 1. 2016. Vyhláškou 205/2025 Sb. s účinností od 1. 7. 2025 přejmenována z názvu Emisní zóna na název Nízkoemisní zóna, ze vzoru značky byly odstraněny výjimky (symboly emisních plaket) v dolní části značky a do popisu významu byl doplněn odkaz na zvláštní právní předpis. Původní podoba podle přechodného ustanovení platí do 30. června 2035. |
|            | IZ 7b Konec nízkoemisní zóny                  | Značka označuje konec nízkoemisní zóny. Ve spodní části značky se uvede odkaz na informační systém nízkoemisních zón podle zvláštního právního předpisu. Značka může být při výjezdu z nízkoemisní zóny umístěna i jen po levé straně vozovky z opačné strany značky „Nízkoemisní zóna“. Zavedena vyhláškou č. 294/2015 Sb. s účinností od 1. 1. 2016. Vyhláškou 205/2025 Sb. s účinností od 1. 7. 2025 přejmenována z názvu Konec emisní zóny na název Konec nízkoemisní zóny, ze vzoru značky byly odstraněny výjimky (symboly emisních plaket) v dolní části značky. Původní podoba podle přechodného ustanovení platí do 30. června 2035. |
|            | IZ 8a Zóna s dopravním omezením               | Označuje oblast (část obce apod.), kde platí nebezpečí, zákaz nebo omezení vyplývající z užitých symbolů značky nebo značek, pokud místní úpravou provozu na pozemních komunikacích uvnitř oblasti není stanoveno jinak. Dopravní omezení týkající se jen určitých vozidel, doby apod. se vyznačuje ve spodní části značek vhodným nápisem nebo symbolem. Vyhláškou č. 100/1975 Sb. byla s účinností od 1. 1. 1976 zavedena značka F 5a Zakázané stání. Tu ve vyhlášce č. 99/1989 Sb., účinné od 1. 1. 1990, nahradila značka Zóna s dopravním omezením. Ve vyhlášce 30/2001 Sb. byla uvedena pod označním IP 25a. Vyhláškou č. 294/2015 Sb. s účinností od 1. 1. 2016 přeřazena a přečíslována na IZ 8a, zároveň byla umožněna i čtvercová varianta značky. Čtvercová varianta byla zavedena vyhláškou 294/2015 Sb. s účinností od 1. ledna 2016. Variantní vzor podle vyhlášky 84/2016 Sb., účinné od 21. 3. 2016                       |
|            | IZ 8b Konec zóny s dopravním omezením         | Vyhláškou č. 100/1975 Sb. byla s účinností od 1. 1. 1976 zavedena značka F 5b Konec zakázaného stání. Tu ve vyhlášce č. 99/1989 Sb., účinné od 1. 1. 1990, nahradila značka Konec zóny s dopravním omezením. Ve vyhlášce 30/2001 Sb. byla uvedena pod označním IP 25b. Vyhláškou č. 294/2015 Sb. s účinností od 1. 1. 2016 přeřazena a přečíslována na IZ 8b. |
|            | IZ 9a Zóna pro cyklisty                       | Zavedena vyhláškou č. 84/2016 Sb. s účinností od 21. 3. 2016 Varianta s povolením vjezdu jiných vozidel |
|            | IZ 9b Konec zóny pro cyklisty                 | Zavedena vyhláškou č. 84/2016 Sb. s účinností od 21. 3. 2016 |
|            | IZ 10a Sdílená zóna                           | Zavedena vyhláškou č. 386/2023 Sb. s účinností od 1. 1. 2024 |
|            | IZ 10b Konec sdílené zóny                     | Zavedena vyhláškou č. 386/2023 Sb. s účinností od 1. 1. 2024 |

#### Informativní dopravní značky provozní
| Vyobrazení                      | Číslo a název                                                              | Význam, užití a poznámky |
| ------------------------------- | -------------------------------------------------------------------------- | --- |
|                                 | IP 1 Okruh                                                                 | Značka označuje dopravní okruh zřízený pro objíždění obce nebo její části. Na značce nebo její dodatkové tabulce lze uvést název okruhu nebo jeho pořadové číslo postupně od středu obce. Barevné provedení značky může být odlišné od vyobrazení. Změna směru okruhu se vyznačuje kombinací této značky a příslušné dodatkové tabulky v podobě směrové šipky. Na dálnici a silnici pro motorová vozidla může být okruh vyznačen symbolem a názvem nebo číslem okruhu umístěným na nástavci nad příslušnou části velkoplošné informativní značky směrové. Zavedena vyhláškou 294/2015 Sb. s účinností od 1. 1. 2016. |
|                                 | IP 1a Okruh                                                                | Označuje okruh zřízený pro objíždění obce nebo její části. Je-li zřízeno více okruhů, označují se ve spodní části značky římskými číslicemi postupně od středu obce. Podpůrně se užívá i pruhů stejné barvy na sloupech veřejného osvětlení apod. Symbol této značky může být na dálnici a silnici pro motorová vozidla nahrazen textem s názvem okruhu provedeným černým písmem na bílém podkladu a umístěným nad příslušnou návěstí. § 9 vládního nařízení č. 100/1938 Sb. n. a z., účinného od 28. 5. 1938, pouze slovně stanovil: Silnice dopravně zvlášť významné buďtež značkovány barvou, čísly nebo písmeny. Ministerstvo veřejných prací určí, které silnice budou takto značkovány, kterými značkami a jak značky budou umístěny. Vládní nařízení č. 242/1939 Sb. vlády Protektorátu Čechy a Morava, účinné od 1. 11. 1939, obsahovalo kruhovou značku s nápisem Fernverkehr / Dálková doprava, určenou pro okružní nebo sběrné třídy pro dálkovou dopravu. Tato značka, tentokrát již jen s českým nápisem Dálkový provoz je uváděna v přehledu dopravních značek ještě v roce 1957. Mezi vyobrazení dopravních značek poprvé zavedena od 1. 1. 1976 vyhláškou č. 100/1975 Sb., v předchozí vyhlášce nebyla zobrazena. Vyhláška 294/2015 Sb. s účinností od 1. 1. 2016, tuto značku nahradila novou značkou IP 1 zcela odlišného vzhledu. Značky umístěné před účinností této vyhlášky, které svým provedením neodpovídají nové vyhlášce, pozbývají platnosti až 31. prosince 2025. |
|                                 | IP 1b Změna směru okruhu                                                   | Význam a použití jako IP 1a. Mezi vyobrazení dopravních značek poprvé zavedena od 1. 1. 1976 vyhláškou č. 100/1975 Sb., v předchozí vyhlášce nebyla zobrazena. Vyhláška 294/2015 Sb. s účinností od 1. 1. 2016, tuto značku nahradila novou značkou IP 1 zcela odlišného vzhledu. Značky umístěné před účinností této vyhlášky, které svým provedením neodpovídají nové vyhlášce, pozbývají platnosti až 31. prosince 2025. |
|                                 | IP 2 Zpomalovací práh                                                      | Informuje o místu umělé nerovnosti na vozovce. Zavedena od 31. 1. 2001 vyhláškou č. 30/2001 Sb. |
|                                 | IP 3 Podchod nebo nadchod                                                  | Zavedena od 1. 1. 1976 vyhláškou č. 100/1975 Sb. Vyhláška 294/2015 Sb. s účinností od 1. 1. 2016 zavedla pod stejným označením samostatnou variantu pro nadchod. |
|                                 | IP 4a Jednosměrný provoz                                                   | Označuje jednosměrnou pozemní komunikaci, která se v protisměru zpravidla označuje značkou B2. Vládní nařízení č. 242/1939 Sb. vlády Protektorátu Čechy a Morava obsahovalo značku Jednosměrná doprava s nápisem Einbahnstraße / Jednosměrná doprava, která byla tvarovaná podobně jako dosavadní „Šipka vyznačující směr objížďky“ z vládního nařízení č. 100/1938 Sb. n. a z. Podle přehledu značek z roku 1957 i podle vyhlášky 141/1960 Sb., účinné od 1. 1. 1961, měla značka modrý podklad, na němž byl bílým písmem nápis Jednosměrný provoz. Vyhláškou 80/1966 Sb. byla od 1. 1. 1967 zavedena podoba, že na modrém podkladu je bílá šipka a v ní černý nápis JEDNOSMĚRNÝ PROVOZ, zároveň byla zavedena čtvercová varianta značky bez nápisu. Od 1. 1. 1976 byl vyhláškou č. 100/1975 Sb. z podoby značky vypuštěn text JEDNOSMĚRNÝ PROVOZ, proporce značky a symbolů se postupně mírně měnily. |
|                                 | IP 4b Jednosměrný provoz.                                                  | Označuje jednosměrnou pozemní komunikaci, která se v protisměru zpravidla označuje značkou B2. Tato tvarová varianta zavedena od 1. 1. 1967 vyhláškou č. 80/1966 Sb. |
|                                 | IP 4c Jednosměrný provoz s povoleným provozem cyklistů v protisměru        | Značka označuje směr jízdy vozidel na jednosměrné pozemní komunikaci a označuje povolení vjezdu cyklistů v protisměru. Značka zavedena od 1. 7. 2025 novelizační vyhláškou č. 205/2025 Sb. |
|                                 | IP 5 Doporučená rychlost                                                   | Vyjadřuje číslem uvedeným na značce doporučenou rychlost v kilometrech za hodinu. Ukončuje platnost předchozí značky IP 5 s jiným údajem na značce. Zavedena od 1. 1. 1976 vyhláškou č. 100/1975 Sb. |
|                                 | IP 6 Přechod pro chodce                                                    | Označuje přechod pro chodce vyznačený značkou V 7 zejména tam, kde by jej řidič jinak neočekával, například mimo křižovatku. Zavedena od 1. 1. 1967 vyhláškou č. 80/1966 Sb. Od 1. 1. 1976 bylo vyhláškou č. 100/1975 Sb. staré značení přechodu přerušovanými čarami (podobné dnešní značce přejezdu pro cyklisty či místa pro přecházení vozovky) na značce nahrazeno zebrovým přechodem, který se ke stejnému datu stal jediným přípustným vodorovným značením přechodu. Značka obdobného vzhledu byla pod názvy „Dbáti zvláštní opatrnosti v blízkosti školy“ (2a) a „ Dbáti zvláštní opatrnosti“ (2b), v části C, oficiálně zavedena od 28. 5. 1938 vládním nařízením č. 100/1938 Sb. n. a z. Na variantě 2a byla uvnitř silueta jdoucího školáka, na variantě 2b byl bílý vnitřek trojúhelníku prázdný“. Varianta 2b značila „Místa, kde řidiči vozidel mají dbáti zvláštní opatrnosti vzhledem k jiným uživatelům silnice nebo cesty, jako v blízkosti škol, továren, kostelů, divadel, nemocnic, v úzkých průjezdech.“ Vládní nařízení č. 242/1939 Sb. vlády Protektorátu Čechy a Morava, účinné od 1. 11. 1939, převzalo pouze prázdnou variantu značky, a to pod názvem „Nutnost opatrné jízdy“. Po válce se již taková značka znovu neobjevila. |
|                                 | IP 7 Přejezd pro cyklisty                                                  | Označuje přejezd pro cyklisty vyznačený značkou V 8 zejména tam, kde by jej řidič jinak neočekával. Zavedena od 31. 1. 2001 vyhláškou č. 30/2001 Sb. |
|                                 | IP 8a Tunel                                                                | Označuje blízkost vjezdu do tunelu, kde platí zvláštní pravidla provozu na pozemních komunikacích pro chování v tunelu. Zavedena od 31. 1. 2001 vyhláškou č. 30/2001 Sb. Vyhláškou č. 294/2015 Sb. s účinností od 1. 1. 2016 přeřazena a přečíslována na IZ 3a. |
|                                 | IP 8b Konec tunelu                                                         | Označuje místo, kde končí platnost zvláštních pravidel provozu na pozemních komunikacích pro chování v tunelu. Zavedena od 31. 1. 2001 vyhláškou č. 30/2001 Sb. Vyhláškou č. 294/2015 Sb. s účinností od 1. 1. 2016 přeřazena a přečíslována na IZ 3a. |
|                                 | IP 9 Nouzové stání                                                         | Označuje místo (plochu) vyhrazené pro nouzové stání vozidla. Pokud je místo vybaveno hláskou tísňového volání, doplňuje se značka nápisem SOS. Zavedena od 31. 1. 2001 vyhláškou č. 30/2001 Sb. |
|                                 | IP 10a Slepá pozemní komunikace                                            | Označuje pozemní komunikaci, která dále končí nebo po které nelze dále pokračovat v jízdě. Zavedena od 1. 1. 1967 vyhláškou č. 80/1966 Sb. Vyhláškou č. 205/2025 Sb. s účinností od 1. 7. 2025 přidána varianta pro označení pozemní komunikace, po které nelze dále pokračovat v jízdě s výjimkou cyklistů. |
|                                 | IP 10b Návěst před slepou pozemní komunikací                               | Označuje pozemní komunikaci, která dále končí nebo po které nelze dále pokračovat v jízdě. Zavedena od 1. 1. 1976 vyhláškou č. 100/1975 Sb. Vyhláškou č. 205/2025 Sb. s účinností od 1. 7. 2025 přidána varianta pro označení pozemní komunikace, po které nelze dále pokračovat v jízdě s výjimkou cyklistů. |
|                                 | IP 11a Parkoviště                                                          | Označuje místo, kde je dovoleno zastavení a stání. Předchůdkyně této značky byla s názvem „Parkovati dovoleno“, pod číslem 1 v části C, oficiálně zavedena od 28. 5. 1938 vládním nařízením č. 100/1938 Sb. n. a z. Značka byla čtvercová, jinak podobná dnešní. Pod číslem 1b byla zobrazena varianta s čísly 14–10 jako dolní index za písmenem P, s názvem „Parkovati dovoleno od 14. do 10. hodiny“ Vládní nařízení č. 242/1939 Sb. vlády Protektorátu Čechy a Morava, účinné od 1. 11. 1939, převzalo jen základní variantu značky. Ta byla ve čtvercová podobě převzata i vyhláškou 141/1960 Sb., k ní však přibyly dvě varianty, které byly přidaným bílým pruhem na dolní straně zvětšeny na obdélník, přičemž do bílého pruhu bylo možno vepsat buď časové omezení, nebo vyhrazení pro autodrožky (vzor uvádí 15 taxi). Vyhláška 80/1966 Sb. uvádí už opět jen jednu čtvercovou podobu bez variant, značku vyhrazeného parkoviště neobsahuje. Ve vyhlášce č. 100/1975 Sb., účinné od 1. 1. 1976, byla nahrazena 13 různými variantami značky parkoviště a tvar byl změněn na obdélníkový. |
|                                 | IP 11b Parkoviště (kolmé nebo šikmé stání)                                 | Označuje místo, kde je dovoleno zastavení a stání. Symbol ve spodní části značky vyznačuje stanovený způsob stání na parkovišti; může být obrácen nebo vyznačen na dodatkové tabulce. Poloha vozidla musí odpovídat poloze vyjádřené symbolem. Vyhláškou č. 100/1975 Sb., účinnou od 1. 1. 1976, byly zavedeny dvě samostatné značky: D 12a Kolmé stání a D 12b Šikmé stání, kde způsob stání nebyl označen silueto vozidla jako na ostatních variantách značky parkoviště, ale znázorněním vodorovného dopravního značení. Od 1. 1. 1990 byla vyhláškou č. 99/1989 Sb. sjednocena značka pro kolmé a šikmé stání a poloha začala být značena siluetou vozidla stejně jako tomu dosud bylo u podélného stání či stání na chodníku. |
|                                 | IP 11c Parkoviště (podélné stání)                                          | Označuje místo, kde je dovoleno zastavení a stání. Symbol ve spodní části značky vyznačuje stanovený způsob stání na parkovišti; může být obrácen nebo vyznačen na dodatkové tabulce. Poloha vozidla musí odpovídat poloze vyjádřené symbolem. Zavedena od 1. 1. 1990 vyhláškou č. 99/1989 Sb., v předchozí vyhlášce nebyla obsažena, protože podélné stání ze základní způsob parkování, není-li stanoven jiný. |
|                                 | IP 11d Parkoviště (stání na chodníku kolmé nebo šikmé)                     | Označuje místo, kde je dovoleno zastavení a stání. Symbol ve spodní části značky vyznačuje stanovený způsob stání na parkovišti; může být obrácen nebo vyznačen na dodatkové tabulce. Poloha vozidla musí odpovídat poloze vyjádřené symbolem. Nesmí zde zastavit ani stát vozidlo o celkové hmotnosti převyšující 3 500 kg, jednonápravový traktor, motorový ruční vozík ani pracovní stroj samojízdný. Jako samostatná varianta zavedena vyhláškou č. 100/1975 Sb., účinnou od 1. 1. 1976. |
|                                 | IP 11e Parkoviště (stání na chodníku podélné)                              | Označuje místo, kde je dovoleno zastavení a stání. Symbol ve spodní části značky vyznačuje stanovený způsob stání na parkovišti; může být obrácen nebo vyznačen na dodatkové tabulce. Poloha vozidla musí odpovídat poloze vyjádřené symbolem. Nesmí zde zastavit ani stát vozidlo o celkové hmotnosti převyšující 3 500 kg, jednonápravový traktor, motorový ruční vozík ani pracovní stroj samojízdný. Jako samostatná varianta zavedena vyhláškou č. 100/1975 Sb., účinnou od 1. 1. 1976. |
|                                 | IP 11f Parkoviště (částečné stání na chodníku kolmé nebo šikmé)            | Označuje místo, kde je dovoleno zastavení a stání. Symbol ve spodní části značky vyznačuje stanovený způsob stání na parkovišti; může být obrácen nebo vyznačen na dodatkové tabulce. Poloha vozidla musí odpovídat poloze vyjádřené symbolem. Nesmí zde zastavit ani stát vozidlo o celkové hmotnosti převyšující 3 500 kg, jednonápravový traktor, motorový ruční vozík ani pracovní stroj samojízdný. Jako samostatná varianta zavedena vyhláškou č. 100/1975 Sb., účinnou od 1. 1. 1976. |
|                                 | IP 11g Parkoviště (částečné stání na chodníku podélné)                     | Označuje místo, kde je dovoleno zastavení a stání. Symbol ve spodní části značky vyznačuje stanovený způsob stání na parkovišti; může být obrácen nebo vyznačen na dodatkové tabulce. Poloha vozidla musí odpovídat poloze vyjádřené symbolem. Nesmí zde zastavit ani stát vozidlo o celkové hmotnosti převyšující 3 500 kg, jednonápravový traktor, motorový ruční vozík ani pracovní stroj samojízdný. Jako samostatná varianta zavedena vyhláškou č. 100/1975 Sb., účinnou od 1. 1. 1976. |
|                                 | IP 12 Vyhrazené parkoviště                                                 | Údaje o tom, pro koho je parkoviště vyhrazeno, například název organizace, státní poznávací značka, symbol zařízení nebo prostoru pro osoby na vozíku, a popřípadě v jaké době, jsou uvedeny na dodatkové tabulce. Tyto údaje mohou být uvedeny i na značce místo nápisu, například „RÉSERVÉ“, „TAXI“, „BUS“. Je-li na značce symbol zařízení nebo prostoru pro osoby na vozíku, je vždy doplněna vodorovnou dopravní značkou V 10f. Mimo dobu, po kterou je parkoviště vyhrazeno, smějí na takto označeném místě zastavit a stát i řidiči jiných vozidel, pokud to není jinak zakázáno. Případný stanovený způsob stání se vyznačuje obdobně jako na značkách č. IP 11b až č. IP 11g. Vládní nařízení č. 242/1939 Sb. vlády Protektorátu Čechy a Morava, účinné od 1. 11. 1939, obsahovalo samostatně značku s názvem „Stanoviště automobilových drožek (taxi)“, který tvořil kulatý symbol značky Zákaz parkování umístěný na obdélníkové tabuli, na níž byl ve vzoru nad kulatým symbolem byl nápis Autotaxi a pod kulatým symbolem nápis 6 Taxi. Dvě samostatné varianty značky, s nápisem RESERVÉ a s nápisem TAXI, byly uvedeny vyhláškou č.100/1975 Sb., účinnou od 1. 1. 1976. Od 1. 1. 1990 vyhláška č. 99/1989 Sb. oproti předchozí vyhlášce přestala uvádět jako samostatnou značku s nápisem TAXI (Parkoviště vozidel taxislužby), možnost nahradit nápis RESERVÉ jiným nápisem byla už zmíněna jen v textu vyhlášky. Vyhláška 30/2001 Sb. se pokusila pro stanoviště taxislužby určit variantu značky IJ 4a a IJ 4c Zastávka autobusu s nápisem TAXI, avšak použila pro něj chybný termín „zastávka vozidel taxislužby“, resp. „zastávka určená pouze pro vozidla taxislužby“, zároveň ovšem výslovně uváděla variantu s nápisem TAXI nadále i u značek IP 12 a V 10e Vyhrazené parkoviště, v případě vodorovné značky V 10e šlo dokonce o jediný uvedený příklad textu. Vyhláška 294/2015 Sb. s účinností od 1. 1. 2016 přestala uvádět variantu TAXI u svislé i vodorovné značky vyhrazeného parkoviště, současně ve výkladu značek IJ 4a a IJ 4c zastávka autobusu upřesnila, že je-li ve značce uveden nápis TAXI, jedná se o stanoviště vozidel taxislužby označených střešní svítilnou s nápisem TAXI, a variantu s nápisem TAXI pro tento účel nově zavedla i u vodorovné značky V 11a Zastávka autobusu nebo trolejbusu. Takové vyznačení však nekresponduje se zákonem o silničním provozu, který stanoví obecná pravidla jak pro vyhrazené parkoviště, tak pro zastávku hromadné dopravy, ale nikoliv pro stanoviště taxislužby. Vyhláškou č. 205/2025 Sb. s účinností od 1. 7. 2025 přidána varianta se symbolem elektromobilu, která doplněná dodatkovou tabulkou s textem „POUZE DOBÍJENÍ“ označuje místo vyhrazené pro stání vozidla pouze po dobu dobíjení. Tato značka je vždy doplněna vodorovnou dopravní značkou „Nápis na vozovce“ se symbolem dobíječi stanice. |
|                                 | IP 13a Kryté parkoviště                                                    | Informuje o krytém parkovišti nebo parkovací garáži. Případný stanovený způsob stání se vyznačuje obdobně jako na značkách IP 11b až IP 11g. Zavedena od 31. 1. 2001 vyhláškou č. 30/2001 Sb. |
|                                 | IP 13b Parkoviště s parkovacím kotoučem                                    | Označuje parkoviště, na kterém řidič musí při začátku stání umístit kotouč viditelně ve vozidle a nastavit na něm dobu začátku stání, kterou nesmí až do odjezdu měnit. Případný stanovený způsob stání se vyznačuje obdobně jako na značkách IP 11b až IP 11g. Jako samostatná varianta zavedena vyhláškou č. 100/1975 Sb., účinnou od 1. 1. 1976. Současně byly jako samostatné vzory uvedeny značka Zóna s omezeným stáním a Konec zóny s omezeným stáním, na kterých byl obdobný symbol parkovacího kotouče, tyto zónové značky byly od 1. 1. 1990 vyhláškou č. 99/1989 Sb. vypuštěny. |
|                                 | IP 13c Parkoviště s parkovacím automatem                                   | Označuje placené parkoviště. Řidič se musí řídit údaji na značce, dodatkové tabulce nebo na parkovacím automatu (hodinách). Jako samostatná varianta zavedena vyhláškou č. 100/1975 Sb., účinnou od 1. 1. 1976. Vyhláškou 205/2025 Sb. doplněna poznámka, že lze vyznačit případný stanovený způsob stání. |
|                                 | IP 13d Parkoviště P + R                                                    | Označuje parkoviště, ze kterého lze pokračovat v jízdě prostředkem hromadné dopravy osob. Zavedena od 31. 1. 2001 vyhláškou č. 30/2001 Sb. |
|                                 | IP 13e Parkoviště K + R                                                    | Označuje parkoviště, na kterém lze zastavit za účelem vystoupení a nastoupení osob, které dále využívají prostředek hromadné dopravy osob. Zavedena vyhláškou č. 247/2010 Sb. od 14. 9. 2010. |
|                                 | IP 13f Parkoviště P + D                                                    | Označuje parkoviště pro vozidla, jejichž řidič odtud bezprostředně pokračuje v jízdě jako cestující v jiném vozidle. Zavedena vyhláškou č. 386/2023 Sb. od 1. 1. 2024. |
|                                 | IP 14a Dálnice                                                             | Označuje dálnici, jejíž užití je zpoplatněno mýtným a časovým poplatkem podle zvláštního právního předpisu, jestliže z jejího doplnění dodatkovou tabulkou E 11, E 11a nebo E 11b nevyplývá jinak. Zavedena od 1. 7. 1971 vyhláškou č. 42/1971 Sb. Ve vyhlášce č. 294/2015 Sb. s účinností od 1. 1. 2016 uvedena nová podoba značky pod označením IZ 1a. Dříve umístěné značky, odpovídající podobě uvedené ve vyhlášce 30/2001 Sb., platí podle přechodného ustanovení až do 31. prosince 2025. |
|                                 | IP 14b Konec dálnice                                                       | Ukončuje platnost značky č. IP 14a. Zavedena od 1. 7. 1971 vyhláškou č. 42/1971 Sb. Ve vyhlášce č. 294/2015 Sb. s účinností od 1. 1. 2016 uvedena nová podoba značky pod označením IZ 1b. Dříve umístěné značky, odpovídající podobě uvedené ve vyhlášce 30/2001 Sb., platí podle přechodného ustanovení až do 31. prosince 2025. |
|                                 | IP 15a Silnice pro motorová vozidla                                        | Označuje silnici pro motorová vozidla, jejíž užití je zpoplatněno mýtným a časovým poplatkem, jestliže z jejího doplnění dodatkovou tabulkou E 11, E 11a nebo E 11b nevyplývá jinak. Zavedena od 1. 7. 1971 vyhláškou č. 42/1971 Sb. Ve vyhlášce č. 294/2015 Sb. s účinností od 1. 1. 2016 uvedena nová podoba značky pod označením IZ 2a. Dříve umístěné značky, odpovídající podobě uvedené ve vyhlášce 30/2001 Sb., platí podle přechodného ustanovení až do 31. prosince 2025. |
|                                 | IP 15b Konec silnice pro motorová vozidla                                  | Ukončuje platnost značky IP 15a. Zavedena od 1. 7. 1971 vyhláškou č. 42/1971 Sb. Ve vyhlášce č. 294/2015 Sb. s účinností od 1. 1. 2016 uvedena nová podoba značky pod označením IZ 2b. Dříve umístěné značky, odpovídající podobě uvedené ve vyhlášce 30/2001 Sb., platí podle přechodného ustanovení až do 31. prosince 2025. |
|                                 | IP 15c Mýtné                                                               | Označovala úsek pozemní komunikace zpoplatněný mýtným a byla zpravidla doplněna značkou IS 16b nebo IS 16c (Silnice I. třídy). Neužívala se na dálnici a silnici pro motorová vozidla. Symbol mýtného vyobrazený na této značce bylo možné užít také samostatně na informativních značkách směrových jako informaci o tom, že při jízdě vyznačeným směrem bude užita pozemní komunikace zpoplatněná mýtným. Zavedena vyhláškou č. 507/2006 Sb. s účinností od 1. 1. 2007. Vyhláškou 294/2015 Sb. s účinností od 1. 1. 2016 přeřazena a přečíslována na dodatkovou tabulku E 11d S mýtným. |
|                                 | IP 15d Konec mýtného                                                       | Ukončuje platnost značky IP 15c. Zavedena vyhláškou č. 507/2006 Sb. s účinností od 1. 1. 2007. Vyhláškou 294/2015 Sb. s účinností od 1. 1. 2016 přeřazena a přečíslována na dodatkovou tabulku E 11c Bez mýtného. |
|                                 | IP 16 Uspořádání jízdních pruhů                                            | Vyznačuje počet a uspořádání jízdních pruhů. Lze na ní vyznačit i jízdní pruhy v protisměru. Ukončuje platnost značek IP 20a (vyhrazený pruh), IP 21 (omezení v jízdním pruhu) a IS 10d (návěst změny směru jízdy s omezením}. Tato varianta pod označním D 16a Jízdní pruhy byla zavedena od 1. 1. 1990 vyhláškou č. 99/1989 Sb. |
|                                 | IP 17 Uspořádání jízdních pruhů                                            | Vyznačuje počet a uspořádání jízdních pruhů. Též vyznačuje, který z jízdních pruhů je průběžný. Na značce může být vyznačeno omezení nebo výstraha pro jednotlivý pruh obdobně jako na značce IP 21. Ukončuje platnost značek IP 20a (vyhrazený pruh), IP 21 (omezení v jízdním pruhu) a IS 10d (návěst změny směru jízdy s omezením}. Zavedena od 31. 1. 2001 vyhláškou č. 30/2001 Sb. |
|                                 | IP 18a Zvýšení počtu jízdních pruhů                                        | Vyznačuje počet a uspořádání jízdních pruhů. Na značce může být vyznačeno omezení nebo výstraha pro jednotlivý pruh obdobně jako na značce IP 21. Ukončuje platnost značek IP 20a (vyhrazený pruh), IP 21 (omezení v jízdním pruhu) a IS 10d (návěst změny směru jízdy s omezením}. Zavedena od 1. 7. 1971 vyhláškou č. 42/1971 Sb. |
|                                 | IP 18b Snížení počtu jízdních pruhů                                        | Vyznačuje počet a uspořádání jízdních pruhů. Též vyznačuje, který z jízdních pruhů je průběžný. Na značce může být vyznačeno omezení nebo výstraha pro jednotlivý pruh obdobně jako na značce IP 21. Ukončuje platnost značek IP 20a (vyhrazený pruh), IP 21 (omezení v jízdním pruhu) a IS 10d (návěst změny směru jízdy s omezením}. Zavedena od 1. 7. 1971 vyhláškou č. 42/1971 Sb. |
|                                 | IP 18c Jízdní pruh pro pomalá vozidla                                      | Vyznačuje počet a uspořádání jízdních pruhů. Zároveň vyznačuje přídatný jízdní pruh na dálnici a silnici pro motorová vozidla určený zejména pro motorová vozidla, která v takto označeném úseku nedosáhnou vyšší rychlosti než 60 km/h. Na značce může být vyznačeno omezení nebo výstraha pro jednotlivý pruh obdobně jako na značce IP 21. Ukončuje platnost značek IP 20a (vyhrazený pruh), IP 21 (omezení v jízdním pruhu) a IS 10d (návěst změny směru jízdy s omezením}. Zavedena od 1. 7. 1971 vyhláškou č. 42/1971 Sb. |
|                                 | IP 19 Řadicí pruhy                                                         | Vyznačuje způsob řazení do jízdních pruhů před křižovatkou nebo místem odbočení a stanovený směr jízdy. Na značce lze v odůvodněných případech užít i symbol příslušné informativní značky za předpokladu, že příslušný řadicí pruh je určen k příjezdu pouze k tomuto cíli. Užitím symbolu z dodatkové tabulky E 12c (povolený směr jízdy cyklistů) lze stanovit odlišný způsob řazení cyklistů v jízdních pruzích. Na značce může být vyznačeno omezení nebo výstraha pro jednotlivý pruh obdobně jako na značce IP 21. Ukončuje platnost značek IP 20a (vyhrazený jízdní pruh) a IP 21 (omezení v jízdním pruhu). Zavedena v modrožlutém, graficky odlišném provedení od 1. 1. 1967 vyhláškou č. 80/1966 Sb., ve stejné podobě je i ve vyhlášce 100/1975 Sb. Vyhláška 99/1989 změnila provedení na modrobílé a vypustila ze znázornění přerušované čáry na vnějších stranách pruhů. Vyhláška 30/2001 Sb. doplnila všem značkách tohoto typu bílé orámování. |
|                                 | IP 20a Vyhrazený jízdní pruh                                               | Vyznačuje jízdní pruh vyhrazený pro autobusy městské hromadné dopravy osob nebo trolejbusy a jeho situování ve vztahu k ostatním jízdním pruhům. Na značce lze vyznačit i jízdní pruhy v protisměru. Tento jízdní pruh je současně na pozemní komunikaci vyznačen vodorovnými značkami, zejména V 1a nebo V 2a a nápisem BUS, v prostoru křižovatky se vyznačuje jen vodorovnými značkami. Ve spodní části značky lze vyznačit dobu, po kterou je jízdní pruh vyhrazen. V případě vyhrazeného jízdního pruhu pro jiný druh vozidla nebo pro určitý účel se do modrého pole vyznačí příslušný symbol vozidla nebo vhodný nápis. Předchozí varianta zavedena od 1. 1. 1976 vyhláškou č. 100/1975 Sb. Od 1. 1. 1990 na základě vyhlášky č. 99/1989 Sb. značka výrazně změnila podobu. Vyhláška 294/2015 Sb. s účinností od 1. 1. 2016 nově stanovila, že pruh je určen kromě trolejbusů pro všechny autobusy (tedy včetně příměstských, meziměstských a nelinkových) a pro všechna vozidla linkové dopravy (včetně těch, které nejsou autobusy). Vyhláškou 205/2025 Sb. od 1. 7. 2025 legalizována varianta, že umístění vyhrazeného jízdního pruhu pro určitý druh vozidel ve vztahu k ostatním jízdním pruhům lze vyznačit vložením symbolu této dopravní značky do jiné dopravní značky vyznačující počet a uspořádání jízdních pruhů nebo způsob řazení do jízdních pruhů. |
|                                 | IP 20b Konec vyhrazeného jízdního pruhu                                    | Ukončuje platnost značky IP 20a. Předchozí varianta zavedena od 1. 1. 1976 vyhláškou č. 100/1975 Sb. Od 1. 1. 1990 na základě vyhlášky č. 99/1989 Sb. značka výrazně změnila podobu. |
|                                 | IP 21 Omezení v jízdním pruhu (do 30. 6. 2006 chybně označeno jako IP 21a) | Vyznačuje počet a uspořádání jízdních pruhů a vyjadřuje pro příslušný jízdní pruh omezení, případně nebezpečí vyplývající z užitého symbolu příslušné svislé dopravní značky. Je-li na značce užito symbolu zákazové nebo příkazové značky, končí platnost omezení na vzdálenější hranici nejbližší křižovatky, pokud není dříve ukončeno jinak. Zavedena od 1. 1. 1990 vyhláškou č. 99/1989 Sb. |
|                                 | IP 22 Změna organizace dopravy                                             | Upozorňuje vhodným nápisem a symbolem na změnu místní úpravy provozu na pozemních komunikacích, změnu v organizaci dopravy, neobvyklé stavební uspořádání pozemní komunikace apod. Ve čtvercové podobě se objevila poprvé mezi zvláštními značkami ve vyhlášce 100/1975 Sb., s účinností od 1. 1. 1976, jako vzor byla uvedena změna přednosti v jízdě. Čtvercovou podobu si zachovala i ve vyhlášce 99/1989 Sb. Ve vyhlášce 30/2001 Sb., s účinností od 31. 1. 2001, už má zaoblený obdélníkový tvar. Vyhláškou 294/2015 Sb. s účinností od 1. 1. 2016 změněn název ze Změna místní úpravy na Změna organizace dopravy. |
|                                 | (?) Stop – protisměr                                                       | Varovná dopravní značka by měla vést k omezení situací, kdy se dezorientovaný řidič dostane do protisměru v nájezdu na dálnici. Na fotografiích reálně umístěných značek je místo textu „PROTISMĚR“ text „Jste v protisměru“. Značka byla stanovena v březnu 2019 ministerstvem dopravy bez přímé opory v obecně závazných právních předpisech. První čtyři kusy měly být umístěny 8. 3. 2019. |
|                                 | IP 23a Objíždění tramvaje                                                  | Označuje místo, kde lze objíždět vlevo tramvaj, která stojí v zastávce. Dřívější podoba, podobající se nynější značce IP 23b, byla zavedena od 1. 1. 1976 vyhláškou č. 100/1975 Sb. Od 31. 1. 2001 byla vyhláškou č. 30/2001 Sb. byly přidáním druhé varianty rozlišeny dva významy značky. |
|                                 | IP 23b Objíždění tramvaje (jízda podél tramvaje vlevo)                     | Vyznačuje úsek pozemní komunikace, kde je povolena jízda podél tramvaje vlevo. Zavedena od 1. 1. 1976 vyhláškou č. 100/1975 Sb. |
|                                 | IP 23c Sjíždění vozidel veřejné hromadné dopravy osob z tramvajového pásu  | Vyznačuje místo sjezdu zejména autobusů veřejné hromadné dopravy osob z tramvajového pásu. Zavedena vyhláškou 294/2015 Sb. s účinností od 1. 1. 2016. |
|                                 | IP 24 Únikový pruh                                                         | Informuje o únikovém pruhu, kde lze v případě nouze, například při sníženém účinku brzd, zastavit vozidlo pomocnými prostředky, například protisvahem, hrubým štěrkovým povrchem. Zavedena s účinností od 1. října 1997 vyhláškou č. 223/1997 Sb., novelizující původní federální vyhlášku 99/1989 Sb. |
|                                 | IP 25a Zóna s dopravním omezením                                           | Označuje oblast (část obce apod.), kde platí nebezpečí, zákaz nebo omezení vyplývající z užitých symbolů značky nebo značek, pokud místní úpravou provozu na pozemních komunikacích uvnitř oblasti není stanoveno jinak. Dopravní omezení týkající se jen určitých vozidel, doby apod. se vyznačuje ve spodní části značek vhodným nápisem nebo symbolem. Vyhláškou č. 100/1975 Sb. byla s účinností od 1. 1. 1976 zavedena značka F 5a Zakázané stání. Tu ve vyhlášce č. 99/1989 Sb., účinné od 1. 1. 1990, nahradila značka Zóna s dopravním omezením. Vyhláškou č. 294/2015 Sb. s účinností od 1. 1. 2016 přeřazena a přečíslována na IZ 8a, zároveň byla umožněna i čtvercová varianta značky. |
|                                 | IP 25b Konec zóny s dopravním omezením                                     | Vyhláškou č. 100/1975 Sb. byla s účinností od 1. 1. 1976 zavedena značka F 5b Konec zakázaného stání. Tu ve vyhlášce č. 99/1989 Sb., účinné od 1. 1. 1990, nahradila značka Konec zóny s dopravním omezením. Vyhláškou č. 294/2015 Sb. s účinností od 1. 1. 2016 přeřazena a přečíslována na IZ 8b. |
|                                 | IP 26a Obytná zóna                                                         | Zavedena od 1. 1. 1990 vyhláškou č. 99/1989 Sb. vyhláškou č. 294/2015 Sb. s účinností od 1. 1. 2016 přeřazena a přečíslována na IZ 5a. |
|                                 | IP 26b Konec obytné zóny                                                   | Může být též umístěna vlevo při výjezdu z obytné zóny z opačné strany značky IP 26a. Zavedena od 1. 1. 1990 vyhláškou č. 99/1989 Sb. Vyhláškou č. 294/2015 Sb. s účinností od 1. 1. 2016 přeřazena a přečíslována na IZ 5b. |
|                                 | IP 27a Pěší zóna                                                           | Označují oblast, například část obce, určenou především pro chodce. Ve spodní části značek se vyznačuje vhodným nápisem nebo symbolem, kterým vozidlům je vjezd do této oblasti povolen a popřípadě v jaké době. Zavedena od 1. 1. 1990 vyhláškou č. 99/1989 Sb. Vyhláškou č. 294/2015 Sb. s účinností od 1. 1. 2016 přeřazena a přečíslována na IZ 6a. |
|                                 | IP 27b Konec pěší zóny                                                     | Může být umístěna vlevo při výjezdu z pěší zóny z opačné strany značky IP 27a. Zavedena od 1. 1. 1990 vyhláškou č. 99/1989 Sb. Vyhláškou č. 294/2015 Sb. s účinností od 1. 1. 2016 přeřazena a přečíslována na IZ 6b. |
| od 1. 1. 2007: od 1. 1. 2016    | IP 28a Zpoplatnění provozu                                                 | Informuje o povinnosti uhradit za stanovených podmínek mýtné nebo časový poplatek. Text na značce se uvádí zpravidla v jazyce sousedního státu a anglicky. Zavedena vyhláškou č. 507/2006 Sb., účinnost od 1. 1. 2007. Nová verze zavedena vyhláškou 294/2015 Sb. s účinností od 1. 1. 2016. Značky umístěné před účinností této vyhlášky, které svým provedením neodpovídají nové vyhlášce, pozbývají platnosti až 31. prosince 2025. |
| od 31. 1. 2001: od 1. 1. 2016   | IP 28b Nejvyšší dovolené rychlosti                                         | Informuje o vybraných nejvyšších dovolených rychlostech jízdy v obci, mimo obec, na dálnici a silnici pro motorová vozidla. Užívá se zejména u hraničních přechodů. Vládní nařízení č. 100/1938 Sb. n. a z., účinné od 28. 5. 1938, pro pohraniční úseky cest a silnic ve směru příjezdu z ciziny předepisovalo pouze značky, které opakovaně a ve třech jazycích (na vzoru česky, německy a francouzsky) upozorňovaly: „JEĎTE VLEVO“, vždy celkem 7 značek za sebou v úseku dlouhém asi 8 km. Značka zavedena od 31. 1. 2001 vyhláškou č. 30/2001 Sb. Vyhláškou 294/2015 Sb. s účinností od 1. 1. 2016 přečíslována z IP 28 na IP 28b v souvislosti se zavedením značky Zpoplatnění provozu. Nová verze zavedena vyhláškou 294/2015 Sb. s účinností od 1. 1. 2016. Značky umístěné před účinností této vyhlášky, které svým provedením neodpovídají nové vyhlášce, pozbývají platnosti až 31. prosince 2025. |
|                                 | IP 29 Střídavé řazení                                                      | Označuje (zdůrazňuje) místo, kde při souběžné jízdě platí střídavé řazení do jízdního proudu průběžného pruhu; její symbol může být obrácen. Zavedena od 31. 1. 2001 vyhláškou č. 30/2001 Sb. |
|                                 | IP 30 Státní hranice                                                       | Označuje státní hranici při vstupu do České republiky. Při výstupu z České republiky se uvede značka upozorňující na vstup do dalšího členského státu Evropské unie s názvem tohoto státu v jeho jazyce. Pod značkou může být umístěna dodatková tabulka E 3a s údajem o vzdálenosti státní hranice. Novelizační vyhláška č. 176/2004 Sb., účinnost od 1. 5. 2004. |
|                                 | IP 31a Měření rychlosti                                                    | Označuje začátek úseku měření rychlosti jízdy obecní policií. Od 1. 1. 2009 značka definována jen slovním popisem v zákoně, vyhláška č. 91/2009 Sb. s účinností od 21. 4. 2009 stanovila podobu značky vzorem. Zákon č. 480/2008 Sb., tedy novela zákona o Policii České republiky účinná od 1. 1. 2009, která opravovala a doplňovala předchozí novelu účinnou k témuž datu, zároveň novelizovala i zákon č. 361/2000 Sb. tím, že na základě pozměňovacího návrhu od bezpečnostního výboru Poslanecké sněmovny zavedla nové znění § 79a o měření rychlosti vozidel. V odstavci 2 byla slovně popsána i dvojice nových dopravních značek: „Obecní policie může měřit rychlost výhradně v úseku určeném policií, jehož počátek je ve směru silničního provozu označen přenosnou dopravní značkou s vyobrazením kamery snímající rychlost a nápisem „MĚŘENÍ RYCHLOSTI“. Konec tohoto úseku je označen přenosnou dopravní značkou s tímto vyobrazením šikmo přeškrtnutým a nápisem „KONEC MĚŘENÍ RYCHLOSTI“.“ Ministerstvo dopravy však tyto značky včas nepřidalo do vyhlášky č. 30/2001 Sb., tedy nestanovilo přesněji grafickou podobu ani velikost značky – to se stalo až novelou č. 91/2009 Sb. s účinností od 21. 4. 2009. Ještě než tato vyhláška nabyla účinnosti, nový ministr dopravy Petr Bendl s podporou ministra vnitra Ivana Langera 2. března 2009 oznámil, že hodlá tyto značky jakožto nesmyslný „výmysl parlamentu“ zase zrušit. Povinné používání těchto značek zrušil novelizační zákon č. 133/2011 Sb., vyhlášený v květnu 2011, s účinností od 1. srpna 2011, podoba značek však ve vyhlášce 30/2001 Sb. zůstala i poté a byla převzata i novou vyhláškou 294/2015 Sb. |
|                                 | IP 31b Konec měření rychlosti                                              | Označuje konec úseku měření rychlosti jízdy obecní policií. Od 1. 1. 2009 značka definována jen slovním popisem v zákoně, vyhláška č. 91/2009 Sb. s účinností od 21. 4. 2009 stanovila podobu značky vzorem. O historii značky pojednává pasáž u předchozí značky. |
| do 31. 12. 2034: od 1. 1. 2024: | IP 32 Bezpečný odstup                                                      | Ve spojení s příslušnou vodorovnou dopravní značkou stejného názvu informuje o bezpečném odstupu mezi jedoucími vozidly. Zobrazuje minimální počet šipek na vozovce, které by měl řidič vidět na vozovce za vpředu jedoucím vozidlem za běžných podmínek. Zavedena vyhláškou 294/2015 Sb. s účinností od 1. 1. 2016. Původní podoba značky podle přechodného ustanovení vyhl. 386/2023 Sb. platí do 31. prosince 2034. U nové varianty značky dvě šipky mezi dvěma za sebou jedoucími vozidly označují minimální bezpečný odstup vozidel na dané pozemní komunikaci při nejvyšší dovolené rychlosti za běžných podmínek. Nová podoba značky zavedena vyhláškou 386/2023 Sb. s účinností od 1. 1. 2024. |

#### Informativní dopravní značky směrové
Směrové značení bylo na cestách od nepaměti, jako oficiální dopravní značky s předepsanou podobou byly zavedeny vládním nařízením č. 100/1938 Sb. n. a z. s účinností od 28. 5. 1938. Toto nařízení zavedlo již poměrně pestrou škálu směrových tabulí a návěstí. Základní varianta pro směr odbočující silnice byla černým písmem na bílém podkladu, pro silnice dopravně významné bylo určeno pravděpodobně bílé písmo na modrém podkladu, to bylo použito také na všech variantách návěstí.
Vládní nařízení č. 242/1939 Sb. vlády Protektorátu Čechy a Morava, účinné od 1. 11. 1939, zavedlo informativní značky v typickém německém provedení, černým písmem na žlutém podkladu, v podobném provedení byly zřejmě i značky přikázaného směru jízdy, povinnost zastavit na celnici atd. Po válce se toto značení vrátilo zhruba k původní podobě. Směrové tabule toto nařízení nazývá rozcestníky.
Nejméně od roku 1960 bylo provedení směrových značek téměř jednotné, žluté písmo na modrém podkladě (až na směrovku k tábořišti). Od 1. 1. 1967 byla vyhláškou č. 80/1966 Sb. zrušena varianta „Směrová tabule pro silnici s nezpevněnou vozovkou“, která se od běžné směrové tabule lišila tím, že neměla žluté zvýraznění ve hrotu šipky a kilometrický údaj byl posunut až do hrotu.
Na dálnicích a silnicích pro motorová vozidla zavedla vyhláška č. 42/1971 Sb. s účinností od 1. července 1971 bílé písmo na modrém podkladě.
Od roku 1990 bylo vyhláškou č. 99/1989 Sb. změněno barevné schéma směrových značek, na dálnicích a silnicích pro motorová vozidla bylo zavedeno bílé písmo na zeleném podkladě, na ostatních komunikacích bílé písmo na modrém podkladě, nově byla zavedena černobílá směrovka k místnímu cíli. Žlutá barva zmizela i z označení čísla silnice. Od 1. ledna 2016 vyhláška 294/2015 Sb., tuto změnu dovršila tím, že zelenobílé provedení aplikovala i na značku a symbol dálnice, a barevné rozlišení důsledněji aplikovala i na různé směrové návěsti, včetně možnosti kombinování barev pro různé nápisy na jedné návěsti. Číslo dálnice však zůstalo bílé na červeném podkladu, protože zelenobílé provedení je vyhrazeno pro označení evropské silnice.
| Vyobrazení                                     | Číslo a název                                                                                    | Význam, užití a poznámky |
| ---------------------------------------------- | ------------------------------------------------------------------------------------------------ | --- |
|                                                | IS 1a Směrová tabule pro příjezd k dálnici (přímo) 294/2015 Sb.                                  | Informuje o směru k vyznačenému cíli (cílům) s využitím dálnice. Na značce lze použít symbol dálnice i samostatně. Zavedena od 1. 7. 1971 vyhláškou č. 42/1971 Sb. v modrobílém provedení, od 1. 1. 1990 vyhláškou 99/1989 Sb. změněno barevné schéma textové části pole na zelenobílé, od 1. 1. 2016 vyhláška 294/2015 Sb. nahrazena značkami, na nichž je i symbol dálnice zelenobílý. Značky umístěné před účinností této vyhlášky, které svým provedením neodpovídají nové vyhlášce, pozbývají platnosti až 31. prosince 2025. Vyhláškou 294/2015 Sb. s účinností od 1. 1. 2016 přečíslovány varianty značky IS 1, již nejsou rozlišeny podle počtu cílů, ale podle směru (přímo, vlevo nebo vpravo) a byly významově rozlišeny Směrová tabule pro příjezd k dálnici a Směrová tabule před nájezdem na dálnici. |
|                                                | IS 1b Směrová tabule pro příjezd k dálnici (vlevo) 294/2015 Sb.                                  | Informuje o směru k vyznačenému cíli (cílům) s využitím dálnice. Na značce lze použít symbol dálnice i samostatně. Zavedena od 1. 7. 1971 vyhláškou č. 42/1971 Sb. v modrobílém provedení, od 1. 1. 1990 vyhláškou 99/1989 Sb. změněno barevné schéma textové části pole na zelenobílé, od 1. 1. 2016 vyhláška 294/2015 Sb. nahrazena značkami, na nichž je i symbol dálnice zelenobílý. Značky umístěné před účinností této vyhlášky, které svým provedením neodpovídají nové vyhlášce, pozbývají platnosti až 31. prosince 2025. Vyhláškou 294/2015 Sb. s účinností od 1. 1. 2016 přečíslovány varianty značky IS 1, již nejsou rozlišeny podle počtu cílů, ale podle směru (přímo, vlevo nebo vpravo) a byly významově rozlišeny Směrová tabule pro příjezd k dálnici a Směrová tabule před nájezdem na dálnici. |
|                                                | IS 1c Směrová tabule pro příjezd k dálnici (vpravo) 294/2015 Sb.                                 | Informuje o směru k vyznačenému cíli (cílům) s využitím dálnice. Na značce lze použít symbol dálnice i samostatně. Zavedena od 1. 7. 1971 vyhláškou č. 42/1971 Sb. v modrobílém provedení, od 1. 1. 1990 vyhláškou 99/1989 Sb. změněno barevné schéma textové části pole na zelenobílé, od 1. 1. 2016 vyhláška 294/2015 Sb. nahrazena značkami, na nichž je i symbol dálnice zelenobílý. Značky umístěné před účinností této vyhlášky, které svým provedením neodpovídají nové vyhlášce, pozbývají platnosti až 31. prosince 2025. Vyhláškou 294/2015 Sb. s účinností od 1. 1. 2016 přečíslovány varianty značky IS 1, již nejsou rozlišeny podle počtu cílů, ale podle směru (přímo, vlevo nebo vpravo) a byly významově rozlišeny Směrová tabule pro příjezd k dálnici a Směrová tabule před nájezdem na dálnici. |
|                                                | IS 1d Směrová tabule před nájezdem na dálnici (přímo) 294/2015 Sb.                               | Vyznačuje směr nájezdu na dálnici, její cíl (cíle) a číslo. Trasa za dopravní značkou již vede jen na těleso dálnice. Varianta s číslem dálnice byla zavedena od 31. 1. 2001 vyhláškou č. 30/2001 Sb., od 1. 1. 2016 ve vyhlášce 294/2015 Sb. je dosavadní podoba značky rozpracována do variant IS 1d, IS 1e, IS 1f podle směru (přímo, vlevo nebo vpravo) a byla významově rozlišena jako Směrová tabule před nájezdem na dálnici, zatímco varianty se symbolem dálnice bez jejího čísla zůstaly pod původním názvem Směrová tabule pro příjezd k dálnici. |
|                                                | IS 1e Směrová tabule před nájezdem na dálnici (vlevo) 294/2015 Sb.                               | Vyznačuje směr nájezdu na dálnici, její cíl (cíle) a číslo. Trasa za dopravní značkou již vede jen na těleso dálnice. Varianta s číslem dálnice byla zavedena od 31. 1. 2001 vyhláškou č. 30/2001 Sb., od 1. 1. 2016 ve vyhlášce 294/2015 Sb. je dosavadní podoba značky rozpracována do variant IS 1d, IS 1e, IS 1f podle směru (přímo, vlevo nebo vpravo) a byla významově rozlišena jako Směrová tabule před nájezdem na dálnici, zatímco varianty se symbolem dálnice bez jejího čísla zůstaly pod původním názvem Směrová tabule pro příjezd k dálnici. |
|                                                | IS 1f Směrová tabule před nájezdem na dálnici (vpravo) 294/2015 Sb.                              | Vyznačuje směr nájezdu na dálnici, její cíl (cíle) a číslo. Trasa za dopravní značkou již vede jen na těleso dálnice. Varianta s číslem dálnice byla zavedena od 31. 1. 2001 vyhláškou č. 30/2001 Sb., od 1. 1. 2016 ve vyhlášce 294/2015 Sb. je dosavadní podoba značky rozpracována do variant IS 1d, IS 1e, IS 1f podle směru (přímo, vlevo nebo vpravo) a byla významově rozlišena jako Směrová tabule před nájezdem na dálnici, zatímco varianty se symbolem dálnice bez jejího čísla zůstaly pod původním názvem Směrová tabule pro příjezd k dálnici. |
|                                                | IS 2a Směrová tabule pro příjezd k silnici pro motorová vozidla (přímo) 294/2015 Sb.             | Informuje o směru k vyznačenému cíli (cílům) s využitím silnice pro motorová vozidla. Zavedena od 1. 7. 1971 vyhláškou č. 42/1971 Sb. v modrobílém provedení, od 1. 1. 1990 vyhláškou 99/1989 Sb. změněno barevné schéma textové části pole na zelenobílé, od 1. 1. 2016 vyhláška 294/2015 Sb. vrátila opět modrobílé provedení. Značky umístěné před účinností této vyhlášky, které svým provedením neodpovídají nové vyhlášce, pozbývají platnosti až 31. prosince 2025. Vyhláškou 294/2015 Sb. s účinností od 1. 1. 2016 přečíslovány varianty značky IS 2, již nejsou rozlišeny podle počtu cílů, ale podle směru (přímo, vlevo nebo vpravo) a byly významově rozlišeny Směrová tabule pro příjezd k silnici pro motorová vozidla a Směrová tabule před nájezdem na silnici pro motorová vozidla. |
|                                                | IS 2b Směrová tabule pro příjezd k silnici pro motorová vozidla (vlevo) 294/2015 Sb.             | Informuje o směru k vyznačenému cíli (cílům) s využitím silnice pro motorová vozidla. Zavedena od 1. 7. 1971 vyhláškou č. 42/1971 Sb. v modrobílém provedení, od 1. 1. 1990 vyhláškou 99/1989 Sb. změněno barevné schéma textové části pole na zelenobílé, od 1. 1. 2016 vyhláška 294/2015 Sb. vrátila opět modrobílé provedení. Značky umístěné před účinností této vyhlášky, které svým provedením neodpovídají nové vyhlášce, pozbývají platnosti až 31. prosince 2025. Vyhláškou 294/2015 Sb. s účinností od 1. 1. 2016 přečíslovány varianty značky IS 2, již nejsou rozlišeny podle počtu cílů, ale podle směru (přímo, vlevo nebo vpravo) a byly významově rozlišeny Směrová tabule pro příjezd k silnici pro motorová vozidla a Směrová tabule před nájezdem na silnici pro motorová vozidla. |
|                                                | IS 2c Směrová tabule pro příjezd k silnici pro motorová vozidla (vpravo) 294/2015 Sb.            | Informuje o směru k vyznačenému cíli (cílům) s využitím silnice pro motorová vozidla. Zavedena od 1. 7. 1971 vyhláškou č. 42/1971 Sb. v modrobílém provedení, od 1. 1. 1990 vyhláškou 99/1989 Sb. změněno barevné schéma textové části pole na zelenobílé, od 1. 1. 2016 vyhláška 294/2015 Sb. vrátila opět modrobílé provedení. Značky umístěné před účinností této vyhlášky, které svým provedením neodpovídají nové vyhlášce, pozbývají platnosti až 31. prosince 2025. Vyhláškou 294/2015 Sb. s účinností od 1. 1. 2016 přečíslovány varianty značky IS 2, již nejsou rozlišeny podle počtu cílů, ale podle směru (přímo, vlevo nebo vpravo) a byly významově rozlišeny Směrová tabule pro příjezd k silnici pro motorová vozidla a Směrová tabule před nájezdem na silnici pro motorová vozidla. |
|                                                | IS 2d Směrová tabule před nájezdem na silnici pro motorová vozidla (přímo) 294/2015 Sb.          | Vyznačuje směr nájezdu na silnici pro motorová vozidla, její cíl (cíle) a číslo. Varianta s číslem silnice (se zelonobílým textovým polem a modrobílým polem čísla silnice) byla zavedena od 31. 1. 2001 vyhláškou 30/2001 Sb. pod označením IS 2c. Od 1. 1. 2016 vyhláška 294/2015 Sb. zavedla kompletně modrobílé provedení a číslo silnice nově doplnila symbolem silnice pro motorová vozidla. Značky umístěné před účinností této vyhlášky, které svým provedením neodpovídají nové vyhlášce, pozbývají platnosti až 31. prosince 2025. Vyhláškou 294/2015 Sb. jsou s účinností od 1. 1. 2016 přečíslovány varianty značky IS 2, již nejsou rozlišeny podle počtu cílů, ale podle směru (přímo, vlevo nebo vpravo) a varianta s číslem silnice byla významově odlišena jako Směrová tabule před nájezdem na silnici pro motorová vozidla, zatímco variantám bez čísla zůstal původní název Směrová tabule pro příjezd k silnici pro motorová vozidla. |
|                                                | IS 2e Směrová tabule před nájezdem na silnici pro motorová vozidla (vlevo) 294/2015 Sb.          | Vyznačuje směr nájezdu na silnici pro motorová vozidla, její cíl (cíle) a číslo. Varianta s číslem silnice (se zelonobílým textovým polem a modrobílým polem čísla silnice) byla zavedena od 31. 1. 2001 vyhláškou 30/2001 Sb. pod označením IS 2c. Od 1. 1. 2016 vyhláška 294/2015 Sb. zavedla kompletně modrobílé provedení a číslo silnice nově doplnila symbolem silnice pro motorová vozidla. Značky umístěné před účinností této vyhlášky, které svým provedením neodpovídají nové vyhlášce, pozbývají platnosti až 31. prosince 2025. Vyhláškou 294/2015 Sb. jsou s účinností od 1. 1. 2016 přečíslovány varianty značky IS 2, již nejsou rozlišeny podle počtu cílů, ale podle směru (přímo, vlevo nebo vpravo) a varianta s číslem silnice byla významově odlišena jako Směrová tabule před nájezdem na silnici pro motorová vozidla, zatímco variantám bez čísla zůstal původní název Směrová tabule pro příjezd k silnici pro motorová vozidla. |
|                                                | IS 2f Směrová tabule před nájezdem na silnici pro motorová vozidla (vpravo) 294/2015 Sb.         | Vyznačuje směr nájezdu na silnici pro motorová vozidla, její cíl (cíle) a číslo. Varianta s číslem silnice (se zelonobílým textovým polem a modrobílým polem čísla silnice) byla zavedena od 31. 1. 2001 vyhláškou 30/2001 Sb. pod označením IS 2c. Od 1. 1. 2016 vyhláška 294/2015 Sb. zavedla kompletně modrobílé provedení a číslo silnice nově doplnila symbolem silnice pro motorová vozidla. Značky umístěné před účinností této vyhlášky, které svým provedením neodpovídají nové vyhlášce, pozbývají platnosti až 31. prosince 2025. Vyhláškou 294/2015 Sb. jsou s účinností od 1. 1. 2016 přečíslovány varianty značky IS 2, již nejsou rozlišeny podle počtu cílů, ale podle směru (přímo, vlevo nebo vpravo) a varianta s číslem silnice byla významově odlišena jako Směrová tabule před nájezdem na silnici pro motorová vozidla, zatímco variantám bez čísla zůstal původní název Směrová tabule pro příjezd k silnici pro motorová vozidla. |
|                                                | IS 3a Směrová tabule (s jedním cílem) 30/2001 Sb.                                                | Informuje o směru a zpravidla i vzdálenosti v kilometrech k vyznačeným cílům. Číslo silnice I. nebo II. třídy se uvádí v rámečku. Vyhláškou 294/2015 Sb. byly s účinností od 1. 1. 2016 přečíslovány varianty značky IS 3, již nejsou rozlišeny podle počtu cílů, ale podle směru (přímo, vlevo nebo vpravo). U některých variant vzorů došlo ke zřetelným změnám proporcí barvy a písma, není však zřejmé, zda to je míněno jako změna podoby značky. |
|                                                | IS 3b Směrová tabule (s dvěma cíli) 30/2001 Sb.                                                  | Význam a použití obdobné jako IS 3a. Vyhláškou 294/2015 Sb. byly s účinností od 1. 1. 2016 přečíslovány varianty značky IS 3, již nejsou rozlišeny podle počtu cílů, ale podle směru (přímo, vlevo nebo vpravo). U některých variant vzorů došlo ke zřetelným změnám proporcí barvy a písma, není však zřejmé, zda to je míněno jako změna podoby značky. |
|                                                | IS 3c Směrová tabule (s jedním cílem) 30/2001 Sb.                                                | Význam a použití obdobné jako IS 3a. Vyhláškou 294/2015 Sb. byly s účinností od 1. 1. 2016 přečíslovány varianty značky IS 3, již nejsou rozlišeny podle počtu cílů, ale podle směru (přímo, vlevo nebo vpravo). U některých variant vzorů došlo ke zřetelným změnám proporcí barvy a písma, není však zřejmé, zda to je míněno jako změna podoby značky. |
|                                                | IS 3d Směrová tabule (s dvěma cíli) 30/2001 Sb.                                                  | Význam a použití obdobné jako IS 3a. Předchůdkyně této značky byla s názvem „Směr odbočující silnice dopravně zvlášť významné“, s variantami 5a, 5b, 5c v části B, podle počtu cílů a jazyků, oficiálně zavedena od 28. 5. 1938 vládním nařízením č. 100/1938 Sb. n. a z. Kilometrický údaj byl uveden v hrotu značky, na vzorových značkách v nařízení však hrot směřoval vždy vpravo. Vyhláškou 294/2015 Sb. byly s účinností od 1. 1. 2016 přečíslovány varianty značky IS 3, již nejsou rozlišeny podle počtu cílů, ale podle směru (přímo, vlevo nebo vpravo). U některých variant vzorů došlo ke zřetelným změnám proporcí barvy a písma, není však zřejmé, zda to je míněno jako změna podoby značky. |
|                                                | IS 3a Směrová tabule s cílem (přímo) 294/2015 Sb.                                                | Informuje o směru a zpravidla i vzdálenosti v kilometrech k vyznačenému cíli (cílům). Číslo silnice se uvádí v rámečku. Vyhláškou 294/2015 Sb. byly s účinností od 1. 1. 2016 přečíslovány varianty značky IS 3, již nejsou rozlišeny podle počtu cílů, ale podle směru (přímo, vlevo nebo vpravo). U některých variant vzorů došlo ke zřetelným změnám proporcí barvy a písma, není však zřejmé, zda to je míněno jako změna podoby značky. |
|                                                | IS 3b Směrová tabule s cílem (vlevo) 294/2015 Sb.                                                | Informuje o směru a zpravidla i vzdálenosti v kilometrech k vyznačenému cíli (cílům). Číslo silnice se uvádí v rámečku. Vyhláškou 294/2015 Sb. byly s účinností od 1. 1. 2016 přečíslovány varianty značky IS 3, již nejsou rozlišeny podle počtu cílů, ale podle směru (přímo, vlevo nebo vpravo). U některých variant vzorů došlo ke zřetelným změnám proporcí barvy a písma, není však zřejmé, zda to je míněno jako změna podoby značky. |
|                                                | IS 3c Směrová tabule s cílem (vpravo) 294/2015 Sb.                                               | Informuje o směru a zpravidla i vzdálenosti v kilometrech k vyznačenému cíli (cílům). Číslo silnice se uvádí v rámečku. Vyhláškou 294/2015 Sb. byly s účinností od 1. 1. 2016 přečíslovány varianty značky IS 3, již nejsou rozlišeny podle počtu cílů, ale podle směru (přímo, vlevo nebo vpravo). U některých variant vzorů došlo ke zřetelným změnám proporcí barvy a písma, není však zřejmé, zda to je míněno jako změna podoby značky. |
|                                                | IS 4a Směrová tabule (s jedním místním cílem) 30/2001 Sb.                                        | Informuje o směru a popřípadě o vzdálenosti k části obce. Zřejmě černobílé pozitivní provedení směrových nápisů se objevilo již ve vládním nařízení č. 100/1938 Sb. n. a z., účinném od 28. 5. 1938, v základní variantě směrových značek, pod čísly 4a a 4b v části C (pro dopravně zvlášť významné silnice se používalo bílé písmo na modrém podkladu). Černobílá směrová tabule k místnímu cíli byla novodobě zavedena od 1. 1. 1990 vyhláškou č. 99/1989 Sb., jen v jedné variantě, vyhláška 30/2001 Sb. ji pak rozvedla do více variant podle směru i počtu cílů. Vyhláškou 294/2015 Sb. byly s účinností od 1. 1. 2016 přečíslovány varianty značky IS 4 tak, že již nejsou rozlišeny podle počtu cílů, ale podle směru (přímo, vlevo nebo vpravo). U některých variant vzorů došlo ke zřetelným změnám proporcí barvy a písma, není však zřejmé, zda to je míněno jako změna podoby značky. |
|                                                | IS 4b Směrová tabule (s dvěma místními cíli) 30/2001 Sb.                                         | Informuje o směru a popřípadě o vzdálenosti k části obce. Černobílá směrová tabule k místnímu cíli byla novodobě zavedena od 1. 1. 1990 vyhláškou č. 99/1989 Sb., jen v jedné variantě, vyhláška 30/2001 Sb. ji pak rozvedla do více variant podle směru i počtu cílů. Vyhláškou 294/2015 Sb. byly s účinností od 1. 1. 2016 přečíslovány varianty značky IS 4 tak, že již nejsou rozlišeny podle počtu cílů, ale podle směru (přímo, vlevo nebo vpravo). U některých variant vzorů došlo ke zřetelným změnám proporcí barvy a písma, není však zřejmé, zda to je míněno jako změna podoby značky. |
|                                                | IS 4c Směrová tabule (s jedním místním cílem) 30/2001 Sb.                                        | Informuje o směru a popřípadě o vzdálenosti k části obce. Černobílá směrová tabule k místnímu cíli byla novodobě zavedena od 1. 1. 1990 vyhláškou č. 99/1989 Sb., jen v jedné variantě, vyhláška 30/2001 Sb. ji pak rozvedla do více variant podle směru i počtu cílů. Vyhláškou 294/2015 Sb. byly s účinností od 1. 1. 2016 přečíslovány varianty značky IS 4 tak, že již nejsou rozlišeny podle počtu cílů, ale podle směru (přímo, vlevo nebo vpravo). U některých variant vzorů došlo ke zřetelným změnám proporcí barvy a písma, není však zřejmé, zda to je míněno jako změna podoby značky. |
|                                                | IS 4d Směrová tabule (s dvěma místními cíli) 30/2001 Sb.                                         | Informuje o směru a popřípadě o vzdálenosti k části obce. Černobílá směrová tabule k místnímu cíli byla novodobě zavedena od 1. 1. 1990 vyhláškou č. 99/1989 Sb., jen v jedné variantě, vyhláška 30/2001 Sb. ji pak rozvedla do více variant podle směru i počtu cílů. Vyhláškou 294/2015 Sb. byly s účinností od 1. 1. 2016 přečíslovány varianty značky IS 4 tak, že již nejsou rozlišeny podle počtu cílů, ale podle směru (přímo, vlevo nebo vpravo). U některých variant vzorů došlo ke zřetelným změnám proporcí barvy a písma, není však zřejmé, zda to je míněno jako změna podoby značky. |
|                                                | IS 4a Směrová tabule s místním cílem (přímo) 294/2015 Sb.                                        | Informuje o směru a zpravidla i vzdálenosti v kilometrech k vyznačenému místnímu cíli (cílům). Černobílá směrová tabule k místnímu cíli byla novodobě zavedena od 1. 1. 1990 vyhláškou č. 99/1989 Sb., jen v jedné variantě, vyhláška 30/2001 Sb. ji pak rozvedla do více variant podle směru i počtu cílů. Vyhláškou 294/2015 Sb. byly s účinností od 1. 1. 2016 přečíslovány varianty značky IS 4 tak, že již nejsou rozlišeny podle počtu cílů, ale podle směru (přímo, vlevo nebo vpravo). U některých variant vzorů došlo ke zřetelným změnám proporcí barvy a písma, není však zřejmé, zda to je míněno jako změna podoby značky. |
|                                                | IS 4b Směrová tabule s místním cílem (vlevo) 294/2015 Sb.                                        | Informuje o směru a zpravidla i vzdálenosti v kilometrech k vyznačenému místnímu cíli (cílům). Černobílá směrová tabule k místnímu cíli byla novodobě zavedena od 1. 1. 1990 vyhláškou č. 99/1989 Sb., jen v jedné variantě, vyhláška 30/2001 Sb. ji pak rozvedla do více variant podle směru i počtu cílů. Vyhláškou 294/2015 Sb. byly s účinností od 1. 1. 2016 přečíslovány varianty značky IS 4 tak, že již nejsou rozlišeny podle počtu cílů, ale podle směru (přímo, vlevo nebo vpravo). U některých variant vzorů došlo ke zřetelným změnám proporcí barvy a písma, není však zřejmé, zda to je míněno jako změna podoby značky. |
|                                                | IS 4c Směrová tabule s místním cílem (vpravo) 294/2015 Sb.                                       | Informuje o směru a zpravidla i vzdálenosti v kilometrech k vyznačenému místnímu cíli (cílům). Černobílá směrová tabule k místnímu cíli byla novodobě zavedena od 1. 1. 1990 vyhláškou č. 99/1989 Sb., jen v jedné variantě, vyhláška 30/2001 Sb. ji pak rozvedla do více variant podle směru i počtu cílů. Vyhláškou 294/2015 Sb. byly s účinností od 1. 1. 2016 přečíslovány varianty značky IS 4 tak, že již nejsou rozlišeny podle počtu cílů, ale podle směru (přímo, vlevo nebo vpravo). U některých variant vzorů došlo ke zřetelným změnám proporcí barvy a písma, není však zřejmé, zda to je míněno jako změna podoby značky. |
|                                                | IS 5 Směrová tabule k jinému cíli                                                                | Informuje vhodným nápisem nebo symbolem o směru, popřípadě o vzdálenosti k jinému cíli než obci nebo její části. Jiný cíl je zejména dopravně přístupný veřejný objekt, který se nepovažuje za místní cíl a pokud pro něj není určena jiná dopravní značka; za jiný cíl se považují zejména Letiště, Nádraží, Výstaviště, Průmyslová zóna, Nákupní zóna. Od 1. 1. 1967 byla vyhláškou č. 80/1966 Sb. zavedena podobná značka pod názvem „Směrová tabule k tábořišti“. Verze zavedená od 1. 1. 1990 vyhláškou č. 99/1989 Sb. měla oproti dnešní podobě odlišné proporce a nevybarvený hrot. Od 31. 1. 2001 podle vyhlášky č. 30/2001 Sb. má značka podobu obdobnou značkám IS 4. |
|                                                | IS 6a Označení křižovatky                                                                        | Informuje na dálnici a silnici pro motorová vozidla o vzdálenosti k nejbližší křižovatce a o číslu výjezdu (odbočení) z křižovatky. Číslo odpovídá staničení křižovatky. Symbolu této značky se užívá nad každou následující návěstí před touto křižovatkou uvádějící cíle ve směru odbočení. Celá série dálničních návěstí, předvěstí, dálkových a výjezdových tabulí byla zavedena od 1. 7. 1971 vyhláškou č. 42/1971 Sb. Vyhláškou 294/2015 Sb. s účinností od 1. 1. 2016 změněn název z Návěst před křižovatkou na Označení křižovatky. Tato vyhláška uvádí nový vzor značky, který mj. mění grafické provedení čísla exitu. Vyhláška 294/2015 Sb. s účinností od 1. 1. 2016 zavádí nový symbol pro dálniční uzel, resp. křížení dvou dálnic. |
|                                                | IS 6b Návěst před křižovatkou                                                                    | Informuje na dálnici a silnici pro motorová vozidla o směru k vyznačeným cílům. Vyhláška 294/2015 Sb. s účinností od 1. 1. 2016 uvádí nový vzor značky, který mj. mění grafické provedení čísla exitu a důsledněji používá čísla silnic. Vyhláška 294/2015 Sb. s účinností od 1. 1. 2016 vzor odpovídající dosavadní značce IS 6c zařadila jako variantu značky IS 6b. |
|                                                | IS 6c Návěst před křižovatkou                                                                    | Informuje na dálnici nebo silnici pro motorová vozidla o směru k vyznačenému cíli (cílům) a o počtu a uspořádání jízdních pruhů. Při užití na jiné pozemní komunikaci je podklad v barvě modré a symbol a číslo křižovatky nemusí být uvedeny. Vyhláškou 294/2015 Sb. s účinností od 1. 1. 2016 vzory IS 6b a IS 6c sloučeny do vzoru IS 6b. |
|                                                | IS 6d Návěst před křižovatkou                                                                    | Informuje na dálnici nebo silnici pro motorová vozidla o směru k vyznačenému cíli (cílům) a o počtu a uspořádání jízdních pruhů. Při užití na jiné pozemní komunikaci je podklad v barvě modré a symbol a číslo křižovatky nemusí být uvedeny. Vyhláška 294/2015 Sb. s účinností od 1. 1. 2016 uvádí nový vzor značky, který mj. mění grafické provedení čísla exitu a důsledněji používá čísla silnic. |
|                                                | IS 6e Směrová návěst pro směr přímo                                                              | Informuje na dálnici nebo silnici pro motorová vozidla o cílech a počtu jízdních pruhů ve směru přímo. Při užití na jiné pozemní komunikaci je podklad v barvě modré. Při umístění nad vozovkou šipky současně vyjadřují způsob řazení před křižovatkou. Vyhláška 294/2015 Sb. s účinností od 1. 1. 2016 byla přejmenována z názvu Návěst před křižovatkou na název Směrová návěst pro směr přímo. Tato vyhláška uvádí nový vzor značky, který z této značky vypustil nástavec s číslem exitu. |
|                                                | IS 6f Směrová návěst před odbočením                                                              | Informuje na dálnici nebo silnici pro motorová vozidla o cílech a počtu jízdních pruhů ve směru odbočení. Při užití na jiné pozemní komunikaci je podklad v barvě modré a symbol a číslo křižovatky nemusí být uvedeny. Při umístění nad vozovkou šipky současně vyjadřují způsob řazení před křižovatkou. Vyhláškou 294/2015 Sb. s účinností od 1. 1. 2016 změněn název z Návěst před křižovatkou na Směrová návěst před odbočením. Tato vyhláška uvádí nový vzor značky, který mj. mění grafické provedení čísla exitu, důsledněji používá čísla silnic a pro směrovou návěst používá pouze barevné schéma odpovídající odbočující komunikaci. |
|                                                | IS 6g Směrová návěst před odbočením                                                              | Informuje na dálnici nebo silnici pro motorová vozidla o cílech a počtu jízdních pruhů ve směru odbočení. Při užití na jiné pozemní komunikaci je podklad v barvě modré a symbol a číslo křižovatky nemusí být uvedeny. Při umístění nad vozovkou šipky současně vyjadřují způsob řazení před křižovatkou. Vyhláškou 294/2015 Sb. s účinností od 1. 1. 2016 změněn název z Návěst před křižovatkou na Směrová návěst před odbočením. Tato vyhláška uvádí nový vzor značky, který mj. mění grafické provedení čísla exitu, důsledněji používá čísla silnic a pro směrovou návěst používá pouze barevné schéma odpovídající odbočující komunikaci. |
|                                                | IS 7a Směrová návěst pro odbočení                                                                | Informuje o cíli (cílech) ve směru odbočení. Při odbočení na dálnici nebo silnici pro motorová vozidla je podklad v barvě zelené; v případě odbočení na jinou pozemní komunikaci je podklad v barvě modré, pokud je na značce uveden pouze kulturní, turistický nebo komunální cíl, je podklad v barvě hnědé; v případě, že je na značce uveden pouze místní nebo jiný cíl, je podklad v barvě bílé, šipka a nápis v barvě černé. Celá série dálničních návěstí, předvěstí, dálkových a výjezdových tabulí byla zavedena od 1. 7. 1971 vyhláškou č. 42/1971 Sb. Vyhláškou 294/2015 Sb. s účinností od 1. 1. 2016 změněn název z názvu Výjezd na název Směrová návěst pro odbočení. Vyhláška nově na tuto značku doplnila číslo exitu. |
|                                                | IS 7b Směrová tabule pro výjezd                                                                  | Informuje o číslu výjezdu (odbočení) z dálnice nebo silnice pro motorová vozidla na jinou pozemní komunikaci. Barevné provedení je obdobné jako u IS 7a. Vyhláškou 294/2015 Sb. s účinností od 1. 1. 2016 změněn název z názvu Výjezd na název Směrová tabule pro výjezd. Zároveň se mírně mění grafické provedení čísla exitu. |
|                                                | IS 8a Dálková návěst s šipkou                                                                    | Informuje o cílech a o směru nebo vzdálenosti k uvedeným cílům v kilometrech. Na dálnici nebo na silnici pro motorová vozidla je podklad v barvě zelené, při užití na jiné pozemní komunikaci je podklad v barvě modré. Celá série dálničních návěstí, předvěstí, dálkových a výjezdových tabulí byla zavedena od 1. 7. 1971 vyhláškou č. 42/1971 Sb. Vyhláškou 294/2015 Sb. s účinností od 1. 1. 2016 změněn název z názvu Dálková návěst na název Dálková návěst s šipkou. Zároveň vyhláška uvádí pozměněný vzor značky. |
|                                                | IS 8b Dálková návěst se vzdálenostmi                                                             | Význam a barevné provedení obdobné jako u IS 8a. Předchůdkyně této značky byla s názvem „Město, obec, místo ležící ve směru jízdy“, ve variantách 7a a 7b v části C, oficiálně zavedena od 28. 5. 1938 vládním nařízením č. 100/1938 Sb. n. a z., vzhledově však odpovídala spíše dnešní značce Blízká návěst, neobsahovala ani číslo silnice. Vyhláškou 294/2015 Sb. s účinností od 1. 1. 2016 změněn název z názvu Dálková návěst na název Dálková návěst se vzdálenostmi. Zároveň vyhláška uvádí pozměněný vzor značky. |
|                                                | IS 9a Návěst před úrovňovou křižovatkou                                                          | Informuje o směru k vyznačeným cílům z nejbližší křižovatky, případně i o vzdálenosti k ní a o vedení hlavní a vedlejší pozemní komunikace. Celá sada obdobných návěstí byla s názvem „Návěst se směrovými údaji pro příští křižovatku“, s variantami 6a až 6f v části B, oficiálně zavedena od 28. 5. 1938 vládním nařízením č. 100/1938 Sb. n. a z. S dnešní značkou IS 9a se podobou téměř shodovala tehdejší varianta 6d, ostatní varianty se lišily znázorněným tvarem křižovatky. Vyhláškou 294/2015 Sb. s účinností od 1. 1. 2016 změněn název z názvu Návěst před křižovatkou na název Návěst před úrovňovou křižovatkou. Zároveň vyhláška uvádí pozměněný vzor značky. |
|                                                | IS 9b Návěst před okružní křižovatkou                                                            | Informuje o směru k vyznačeným cílům z nejbližší křižovatky, případně i o vzdálenosti k ní a o vedení hlavní a vedlejší pozemní komunikace. Zavedena od 31. 1. 2001 vyhláškou č. 30/2001 Sb. Vyhláškou 294/2015 Sb. s účinností od 1. 1. 2016 změněn název z názvu Návěst před křižovatkou na název Návěst před okružní křižovatkou. |
|                                                | IS 9c Návěst před křižovatkou s omezením                                                         | Informuje o omezení provozu nebo o nebezpečí za nejbližší křižovatkou. Vyhláškou 294/2015 Sb. s účinností od 1. 1. 2016 změněn název z názvu Návěst před křižovatkou na název Návěst před křižovatkou s omezením. Vzor ve vyhlášce 294/2015 Sb. s účinností od 1. 1. 2016 mírně změnil provedení (proporce, dotažení komunikací k okrajům značky atd.). Značky umístěné před účinností této vyhlášky, které svým provedením neodpovídají nové vyhlášce, pozbývají platnosti až 31. prosince 2025. |
|                                                | IS 9d Návěst před křižovatkou s omezením                                                         | Informuje o omezení provozu nebo o nebezpečí za nejbližší křižovatkou a o směru objíždění. Vyhláškou 294/2015 Sb. s účinností od 1. 1. 2016 změněn název z názvu Návěst před křižovatkou na název Návěst před křižovatkou s omezením. Vzor ve vyhlášce 294/2015 Sb. s účinností od 1. 1. 2016 mírně změnil provedení (proporce, dotažení komunikací k okrajům značky atd.). Značky umístěné před účinností této vyhlášky, které svým provedením neodpovídají nové vyhlášce, pozbývají platnosti až 31. prosince 2025. |
|                                                | IS 9e Návěst před křižovatkou s omezením                                                         | Informuje o křižovatce, na které je zakázáno odbočovat vlevo, a o směru objíždění. Zavedena od 1. 1. 1967 vyhláškou č. 80/1966 Sb. Vyhláškou 294/2015 Sb. s účinností od 1. 1. 2016 změněn název z názvu Návěst před křižovatkou na název Návěst před křižovatkou s omezením. Vzor ve vyhlášce 294/2015 Sb. s účinností od 1. 1. 2016 mírně změnil provedení, (proporce, dotažení komunikací k okrajům značky, mírně odlišná situace atd.). Značky umístěné před účinností této vyhlášky, které svým provedením neodpovídají nové vyhlášce, pozbývají platnosti až 31. prosince 2025. |
|                                                | IS 10a Návěst změny směru jízdy                                                                  | Informuje zejména o změně směru jízdy na pozemní komunikaci nebo o způsobu průjezdu místa na pozemní komunikaci, případně o vzdálenosti k takovému místu, a vyznačuje počet a uspořádání jízdních pruhů. Symbol šipky může být obrácen. Zavedena pravděpodobně od 1. 1. 1976 vyhláškou č. 100/1975 Sb. |
|                                                | IS 10b Návěst změny směru jízdy                                                                  | Informuje zejména o změně směru jízdy na pozemní komunikaci nebo o způsobu průjezdu místa na pozemní komunikaci, případně o vzdálenosti k takovému místu, a vyznačuje počet a uspořádání jízdních pruhů. Symbol šipky může být obrácen. Tato varianta vzoru poprvé uvedena s účinností od 31. 1. 2001 ve vyhlášce č. 30/2001 Sb. |
|                                                | IS 10c Návěst změny směru jízdy před překážkou                                                   | Informuje zejména o změně směru jízdy na pozemní komunikaci nebo o způsobu průjezdu místa na pozemní komunikaci, zejména o změně směru jízdy před trvalou překážkou, případně o vzdálenosti k takovému místu, a vyznačuje počet a uspořádání jízdních pruhů. Symbol šipky může být obrácen. Tato varianta vzoru poprvé uvedena s účinností od 31. 1. 2001 ve vyhlášce č. 30/2001 Sb. Vzor ve vyhlášce 294/2015 Sb. s účinností od 1. 1. 2016 mírně změnil provedení, zejména sílu čar. Značky umístěné před účinností této vyhlášky, které svým provedením neodpovídají nové vyhlášce, pozbývají platnosti až 31. prosince 2025. |
|                                                | IS 10d Návěst změny směru jízdy s omezením                                                       | Informuje zejména o změně směru jízdy na pozemní komunikaci nebo o způsobu průjezdu místa na pozemní komunikaci, případně informuje též o vzdálenosti k takovému místu, a vyznačuje počet a uspořádání jízdních pruhů a současně vyznačuje omezení platné pro příslušný jízdní pruh. Symbol šipky může být obrácen. Tato varianta vzoru poprvé uvedena s účinností od 31. 1. 2001 ve vyhlášce č. 30/2001 Sb. |
|                                                | IS 10e Návěst doporučeného způsobu odbočení cyklistů vlevo                                       | Informuje zejména o změně směru jízdy na pozemní komunikaci nebo o způsobu průjezdu místa na pozemní komunikaci, případně o vzdálenosti k takovému místu, a vyznačuje počet a uspořádání jízdních pruhů. Symbol šipky může být obrácen. Vyznačuje doporučený způsob odbočení cyklistů vlevo příčným přejetím nebo převedením jízdního kola. Zavedena novelizační vyhláškou č. 247/2010 Sb. s účinností od 14. 9. 2010. Vyhláškou 294/2015 Sb. s účinností od 1. 1. 2016 změněno provedení značky na černožluté a značka je uvedena jen jako možná varianta značky IS 20 Návěst před křižovatkou pro cyklisty. Značky umístěné před účinností této vyhlášky, které svým provedením neodpovídají nové vyhlášce, pozbývají platnosti až 31. prosince 2025. |
|                                                | IS 11a Návěst před objížďkou                                                                     | Informuje o uzavírce nebo omezení na pozemní komunikaci. Na značce se podle povahy uzavírky vyznačuje symbol příslušné zákazové značky. Lze uvést i délku objížďky a případně další doplňující údaje. § 7 vládního nařízení č. 100/1938 Sb. n. a z., účinného od 28. 5. 1938, slovně stanovil: Uzavírky silnic buďtež vyznačeny v místech, kde odbočuje objížďka, značkou pro zákaz jízdy a tabulí s nápisem „Silnice do (jméno nejzazšího místa ležícího na uzavírce) uzavřena“, dále budiž na tomto místě vyvěšena tabule se schematickým vyznačením situace uzavřeného úseku a objížďky. Objížďka budiž označena na počátku a po celém svém průběhu na všech místech, kde je možná ztráta jejích směru, šipkami pro vyznačení směru objížďky. Vládní nařízení č. 242/1939 Sb. vlády Protektorátu Čechy a Morava, účinné od 1. 11. 1939 uvádí jak jednodušší variantu, kde jsou údaje o výluce přímo na směrové šipce, doplněné o kulatou značku přikázaného směru jízdy, tak velkou tabuli, kde jsou údaje doplněny schématem objížďky, to vše navíc dvojjazyčně. |
|                                                | IS 11b Směrová tabule pro vyznačení objížďky                                                     | Vyznačuje směr a průběh objížďky, značek lze užít obdobně i k vyznačení odklonové trasy. Varianta se slovním označením směru zavedena od 1. 1. 1990 vyhláškou č. 99/1989 Sb. |
|                                                | IS 11c Směrová tabule pro vyznačení objížďky                                                     | Vyznačuje směr a průběh objížďky, značek lze užít obdobně i k vyznačení odklonové trasy. Předchůdkyně této značky byla s názvem „Šipka vyznačující směr objížďky“, pod číslem 12 v části C, oficiálně zavedena od 28. 5. 1938 vládním nařízením č. 100/1938 Sb. n. a z. Šlo o šipku s nezaměnitelně tvarovaným okrajem (obrysem – náznak okřídleného konce a s patou hrotu přesahující šířku vlastní značky), s úzkým červeným lemem a s vnitřní plochu ve vzoru bílou bez nápisu i symbolů. Vládní nařízení č. 242/1939 Sb. vlády Protektorátu Čechy a Morava, účinné od 1. 11. 1939 dosavadní tvarovanou šipku využilo pro nově zavedenou značku jednosměrného provozu, zatímco pro vyznačení objížďky určilo obyčejnou směrovku s nápisem Umleitung / Objížďka. Oranžovo-černé provedení bylo zavedeno od 1. 1. 1976 vyhláškou č. 100/1975 Sb., slovo OBJÍŽĎKA bylo nahrazeno černou šipkou na oranžovém podkladu, v předchozí vyhlášce č. 80/1966 Sb. byla sice značka pro objížďku samostatně zobrazena, ale její provedení bylo graficky zcela shodné s běžnou směrovou šipkou v modrožlutém provedení, pouze místo názvu cíle na ní bylo slovo OBJÍŽĎKA. Vyhláška 294/2015 Sb. s účinností od 1. 1. 2016 uvádí vzor s mírně odlišným grafickým provedením (delší symbol šipky uvnitř značky). |
|                                                | IS 11d Směrová tabule pro vyznačení objížďky                                                     | Vyznačuje směr a průběh objížďky, značek lze užít obdobně i k vyznačení odklonové trasy. Na značce se uvádí číslo dálnice nebo silnice, pro kterou je objížďka vyznačena. Varianta s číslem silnice zavedena od 31. 1. 2001 vyhláškou č. 30/2001 Sb. Vyhláška 294/2015 Sb. s účinností od 1. 1. 2016 uvádí vzor s mírně odlišným grafickým provedením (větší modré pole s číslem silnice). |
|                                                | IS 12a Obec                                                                                      | Označuje začátek obce a informuje o jejím názvu. Značka ukončuje platnost značky B 20a (nejvyšší dovolená rychlost) a úsek pozemní komunikace zpoplatněný mýtným. Předchůdkyně této značky byla s názvem „Jméno města, obce, místa“, pod číslem 8 v části C, oficiálně zavedena od 28. 5. 1938 vládním nařízením č. 100/1938 Sb. n. a z. Oznamovala jména měst a obcí s počtem obyvatel aspoň 2000, jakož i měst, obcí a míst významných pro turistický ruch, a umisťovala se ve vzdálenosti asi 100 m před počátkem souvislého zastavění nebo v místě, kde odbočuje příjezd k městu (obci). Nařízení č. 242/1939 Sb. vlády Protektorátu Čechy a Morava s účinností od 1. 11. 1939 uvádělo dva vzory značky Místní tabule v černožlutém provedení. Jedna varianta obsahovala pod názvem obce navíc údaj o okresu, ze zadní strany pak byla vždy návěst k dalšímu cíli, doplněná tabulkou s číslem silnice. Ve vyhlášce 141/1960 Sb. byla značka pod názvem Místní tabule ve dvou variantách, jednořádkové a dvouřádkové, znázorněných ve shodné velikosti. Také ve vyhlášce 80/1966 Sb., účinné od 1. 1. 1967, byla značka č. 71 Místní tabule, stále se žlutým písmem na modrém podkladu, sloužící jak pro názvy obcí, tak pro jiné názvy. Vyhláška 100/1975 Sb. s účinností od 1. ledna 1976 vyčlenila odlišnou černobílou značku D 39a obec s koncovou značkou D 39, pro ostatní účely přitom byly zavedeny značky D 42a Hranice kraje, D 42b Hranice okresu a D 44 Jiný název než název obce. Vyhláškou č. 294/2015 Sb. s účinností od 1. 1. 2016 přeřazena a přečíslována na IZ 4a. |
|                                                | IS 12b Konec obce                                                                                | Označuje konec obce. Značka ukončuje platnost značky IS 12a a značky B 20a. Zavedena od 1. 1. 1976 vyhláškou č. 100/1975 Sb. Vyhláškou č. 294/2015 Sb. s účinností od 1. 1. 2016 přeřazena a přečíslována na IZ 4b. |
| od 1. 1. 2007 do 21. 10. 2009: od 21. 4. 2009: | IS 12c Obec v jazyce národnostní menšiny                                                         | Za podmínek stanovených zákonem o obcích se umísťuje pod dopravní značkou IS 12a a informuje o názvu obce v jazyce národnostní menšiny. Modrobílá verze byla zavedena vyhláškou č. 507/2006 Sb. s účinností od 1. 1. 2007, černobílá verze vyhláškou č. 91/2009 Sb. s účinností od 21. 4. 2009, lhůta pro nahrazení první verze byla do 21. 10. 2009 Vyhláškou č. 294/2015 Sb. s účinností od 1. 1. 2016 značka přeřazena a přečíslována na IZ 4c. |
| od 1. 1. 2007 do 21. 10. 2009: od 21. 4. 2009: | IS 12d Konec obce v jazyce národnostní menšiny                                                   | Za podmínek stanovených zákonem o obcích se umísťuje pod dopravní značkou IS 12b. Modrobílá verze byla zavedena vyhláškou č. 507/2006 Sb. s účinností od 1. 1. 2007, černobílá verze vyhláškou č. 91/2009 Sb. s účinností od 21. 4. 2009, lhůta pro nahrazení první verze byla do 21. 10. 2009 Vyhláškou č. 294/2015 Sb. s účinností od 1. 1. 2016 přeřazena a přečíslována na IZ 4d. |
|                                                | IS 12a Směrová tabule pro náhradní trasu dálnice (přímo)                                         | Značka informuje o čísle náhradní trasy a označuje směr jejího pokračování. Zavedena od 1. 7. 2025 vyhláškou č. 205/2025 Sb. |
|                                                | IS 12b Směrová tabule pro náhradní trasu dálnice (vlevo)                                         | Značka informuje o čísle náhradní trasy a označuje směr jejího pokračování. Zavedena od 1. 7. 2025 vyhláškou č. 205/2025 Sb. |
|                                                | IS 12c Směrová tabule pro náhradní trasu dálnice (vpravo)                                        | Značka informuje o čísle náhradní trasy a označuje směr jejího pokračování. Zavedena od 1. 7. 2025 vyhláškou č. 205/2025 Sb. |
|                                                | IS 12d Náhradní trasa                                                                            | Značka informuje zpravidla na dálnici o začátku trvale vyznačené náhradní trasy dálnice a jejím čísle. Je-li to v takovém případě účelné, může být na značce uveden také symbol a příslušný cíl dálnice. Pokud je na značce uvedena směrová šipka, lze ji použít také pro vyznačení průběhu náhradní trasy v následující křižovatce. Zavedena od 1. 7. 2025 vyhláškou č. 205/2025 Sb. |
|                                                | IS 13 Blízká návěst                                                                              | Informuje o nejbližším cíli a o vzdálenosti v kilometrech k němu. Umísťuje se zpravidla po levé straně pozemní komunikace z opačné strany značky IS 12a (obec). Zavedena od 31. 1. 2001 vyhláškou č. 30/2001 Sb. Předchůdkyně této značky byla s názvem „Město, obec, místo ležící ve směru jízdy“, ve variantách 7a a 7b v části C, oficiálně zavedena od 28. 5. 1938 vládním nařízením č. 100/1938 Sb. n. a z. |
|                                                | IS 14 Hranice územního celku                                                                     | Označuje hranici příslušného katastrálního území (sic) územního celku, například kraje, okresu. Značka nesmí být doplněna dalším textem nebo znakem městské části, obce, okresu nebo kraje. Ve vyhláškách 100/1975 Sb. a 99/1989 Sb. byly samostatně uvedeny varianty Hranice kraje a Hranice okresu. Vyhláška 294/2015 Sb. s účinností od 1. 1. 2016 oproti vyhlášce 30/2001 Sb. mírně změnila provedení, vyrovnala se velikost písma obou řádků. Značky umístěné před účinností této vyhlášky, které svým provedením neodpovídají nové vyhlášce, pozbývají platnosti až 31. prosince 2025. |
|                                                | IS 15a Jiný název                                                                                | Informuje například o názvu řeky, pohoří, přírodní rezervace, části obce. Ještě ve vyhlášce 80/1966 Sb., účinné od 1. 1. 1967, byla značka č. 71 Místní tabule, se žlutým písmem na modrém podkladu, sloužící jak pro názvy obcí, tak pro jiné názvy. Vyhláška 100/1975 Sb. s účinností od 1. ledna 1976 vyčlenila odlišnou černobílou značku D 39a obec s koncovou značkou D 39, pro ostatní účely přitom byly zavedeny značky D 42a Hranice kraje, D 42b Hranice okresu a D 44 Jiný název než název obce. |
|                                                | IS 15b Jiný název                                                                                | Na značce se například uvádí název a délka tunelu nebo mostu. Tato druhá varianta značky se objevila ve vyhlášce 30/2001 Sb., s účinností od 31. 1. 2001. |
|                                                | IS 16a Číslo dálnice                                                                             | Informuje o číslu příslušné pozemní komunikace. Může být provedena i ve tvaru šipky. Zavedena od 31. 1. 2001 vyhláškou č. 30/2001 Sb., předtím se pro označení dálnice používal pouze modrobílý symbol dálnice bez čísla, totéž i na odvozených směrových tabulích a návěstech. Vyhláškou 294/2015 Sb. s účinností od 1. 1. 2016 změněn název z názvu Dálnice na název Číslo dálnice. |
|                                                | IS 16b Číslo silnice (Silnice I. třídy)                                                          | Informuje o číslu příslušné pozemní komunikace. Může být provedena i ve tvaru šipky. § 9 vládního nařízení č. 100/1938 Sb. n. a z., účinného od 28. 5. 1938, pouze slovně stanovil: Silnice dopravně zvlášť významné buďtež značkovány barvou, čísly nebo písmeny. Ministerstvo veřejných prací určí, které silnice budou takto značkovány, kterými značkami a jak značky budou umístěny. Vládní nařízení č. 242/1939 Sb. vlády Protektorátu Čechy a Morava, účinné od 1. 11. 1939, už obsahovalo obdélníkovou značku „Tabulka s číslem státní silnice“ (vzor uváděl číslo 35), jednak kulatou značku s nápisem Fernverkehr / Dálková doprava, určenou pro okružní nebo sběrné třídy pro dálkovou dopravu. Tato značka, tentokrát již jen s českým nápisem Dálkový provoz je uváděna v přehledu dopravních značek ještě v roce 1957. V dnešní podobě značka doložena přinejmenším od vyhlášky č. 141/1960, účinné od 1. 1. 1961. Vyhláškou 294/2015 Sb. s účinností od 1. 1. 2016 sloučeny značky IS 16b Silnice I. třídy, IS 16c Silnice I. třídy a IS 16d Silnice II. třídy pod jedno označení IS 16b Číslo silnice, ve vzoru zůstalo dvojciferné číslo 57. Podle návrhu z května 2015 již neměla značka označovat třídu silnice, na základě připomínkového řízení bylo rozlišení třídy silnice zachováno v podobě textového komentáře k významu značky: první třída je definována číselnou řadou 1–99, druhá třída trojciferným číslem, označení silnic třetí třídy se podle tohoto komentáře na značce „zpravidla nepoužívá“. Vyhláška 294/2015 Sb. s účinností od 1. 1. 2016 přidala ustanovení, že pro vyznačení směru k určité silnici se značka použije v provedení s přerušovaným rámečkem.' |
|                                                | IS 16c Číslo silnice (Silnice I. třídy)                                                          | Informuje o číslu příslušné pozemní komunikace. Může být provedena i ve tvaru šipky. V dnešní podobě značka doložena přinejmenším od vyhlášky č. 141/1960, účinné od 1. 1. 1961. Vyhláškou 294/2015 Sb. s účinností od 1. 1. 2016 sloučeny značky IS 16b Silnice I. třídy, IS 16c Silnice I. třídy a IS 16d Silnice II. třídy pod jedno označení IS 16b Číslo silnice, ve vzoru zůstalo dvojciferné číslo 57.' |
|                                                | IS 16d Číslo silnice (Silnice II. třídy)                                                         | Informuje o číslu příslušné pozemní komunikace. Může být provedena i ve tvaru šipky. V dnešní podobě značka doložena přinejmenším od vyhlášky č. 141/1960, účinné od 1. 1. 1961. Vyhláškou 294/2015 Sb. s účinností od 1. 1. 2016 sloučeny značky IS 16b Silnice I. třídy, IS 16c Silnice I. třídy a IS 16d Silnice II. třídy pod jedno označení IS 16b Číslo silnice, ve vzoru zůstalo dvojciferné číslo 57. |
|                                                | IS 17 Číslo silnice pro mezinárodní provoz                                                       | Informuje o číslu příslušné pozemní komunikace. Může být provedena i ve tvaru šipky. V dnešní podobě značka doložena přinejmenším od vyhlášky č. 141/1960, účinné od 1. 1. 1961. Vyhláškou 294/2015 Sb. s účinností od 1. 1. 2016 změněn název z názvu Silnice pro mezinárodní provoz na název Číslo silnice pro mezinárodní provoz. |
|                                                | IS 18a Kilometrovník                                                                             | Označuje staničení, tj. vzdálenost od počátku pozemní komunikace. Značka může být doplněna tabulkou se symbolem čísla dálnice nebo silnice a případně s označením strany směrově rozdělené pozemní komunikace. Kilometrovník byl mezi dopravní značky zaveden od 1. 7. 1971 vyhláškou č. 42/1971 Sb. Vzor ve vyhlášce 294/2015 Sb. s účinností od 1. 1. 2016 změnil proporce, obdélník je nově širší. Značky umístěné před účinností této vyhlášky, které svým provedením neodpovídají nové vyhlášce, pozbývají platnosti až 31. prosince 2025. |
|                                                | IS 18b Kilometrovník                                                                             | Označuje staničení, tj. vzdálenost od počátku pozemní komunikace. Na značce se šipkou vyznačuje směr k nejbližší hlásce tísňového volání. Značka může být doplněna tabulkou se symbolem čísla dálnice nebo silnice a případně s označením strany směrově rozdělené pozemní komunikace. Tato varianta zavedena od 31. 1. 2001 vyhláškou č. 30/2001 Sb. |
|                                                | IS 19a Směrová tabule pro cyklisty (s jedním cílem) 30/2001 Sb.                                  | Informuje o směru a případně i o vzdálenosti v kilometrech k vyznačeným cílům a o číslu, případně jiném označení, cyklistické trasy anebo o konci cyklistické trasy. V místech, kde vedou dvě nebo více cyklistických tras po společné pozemní komunikaci, lze zobrazit čísla, případně jiná označení cyklistických tras na jedné, společné dopravní značce. Zavedena od 31. 1. 2001 vyhláškou č. 30/2001 Sb. Vyhláškou 294/2015 Sb. s účinností od 1. 1. 2016 se názvy varianty značek IS 19 nově liší podle směru (přímo, vlevo nebo vpravo) místo dosavadního rozlišení podle počtu cílů. |
|                                                | IS 19b Směrová tabule pro cyklisty (s dvěma cíli) 30/2001 Sb.                                    | Význam a provedení obdobné jako u IS 19a. Zavedena od 31. 1. 2001 vyhláškou č. 30/2001 Sb. Vyhláškou 294/2015 Sb. s účinností od 1. 1. 2016 se názvy varianty značek IS 19 nově liší podle směru (přímo, vlevo nebo vpravo) místo dosavadního rozlišení podle počtu cílů. |
|                                                | IS 19c Směrová tabule pro cyklisty (s jedním cílem) 30/2001 Sb.                                  | Význam a provedení obdobné jako u IS 19a. Zavedena od 31. 1. 2001 vyhláškou č. 30/2001 Sb. Vyhláškou 294/2015 Sb. s účinností od 1. 1. 2016 se názvy varianty značek IS 19 nově liší podle směru (přímo, vlevo nebo vpravo) místo dosavadního rozlišení podle počtu cílů. |
|                                                | IS 19d Směrová tabule pro cyklisty (s dvěma cíli) 30/2001 Sb.                                    | Význam a provedení obdobné jako u IS 19a. Zavedena od 31. 1. 2001 vyhláškou č. 30/2001 Sb. Vyhláškou 294/2015 Sb. s účinností od 1. 1. 2016 se názvy varianty značek IS 19 nově liší podle směru (přímo, vlevo nebo vpravo) místo dosavadního rozlišení podle počtu cílů. |
|                                                | IS 19a Směrová tabule pro cyklisty (přímo) 294/2015 Sb.                                          | Informuje o směru a vzdálenosti v kilometrech k vyznačenému cíli (cílům) cyklistické trasy a o čísle (popřípadě jiném označení) této trasy. Zavedena od 31. 1. 2001 vyhláškou č. 30/2001 Sb. Vyhláškou 294/2015 Sb. s účinností od 1. 1. 2016 se názvy varianty značek IS 19 nově liší podle směru (přímo, vlevo nebo vpravo) místo dosavadního rozlišení podle počtu cílů. |
|                                                | IS 19b Směrová tabule pro cyklisty (vlevo) 294/2015 Sb.                                          | Informuje o směru a vzdálenosti v kilometrech k vyznačenému cíli (cílům) cyklistické trasy a o čísle (popřípadě jiném označení) této trasy. Zavedena od 31. 1. 2001 vyhláškou č. 30/2001 Sb. Vyhláškou 294/2015 Sb. s účinností od 1. 1. 2016 se názvy varianty značek IS 19 nově liší podle směru (přímo, vlevo nebo vpravo) místo dosavadního rozlišení podle počtu cílů. |
|                                                | IS 19c Směrová tabule pro cyklisty (vpravo) 294/2015 Sb.                                         | Informuje o směru a vzdálenosti v kilometrech k vyznačenému cíli (cílům) cyklistické trasy a o čísle (popřípadě jiném označení) této trasy. Zavedena od 31. 1. 2001 vyhláškou č. 30/2001 Sb. Vyhláškou 294/2015 Sb. s účinností od 1. 1. 2016 se názvy varianty značek IS 19 nově liší podle směru (přímo, vlevo nebo vpravo) místo dosavadního rozlišení podle počtu cílů. |
|                                                | IS 20 Návěst před křižovatkou pro cyklisty (do 31. 12. 2023) Návěst pro cyklisty (od 1. 1. 2024) | Značka informuje například o směru a čísle cyklistické trasy, o jejím průběhu v místě křížení nebo křižovatky apod. Zavedena od 31. 1. 2001 vyhláškou č. 30/2001 Sb. Vyhláškou č. 386/2023 Sb. přejmenována a použití rozšířeno i na jiné situace než křižovatky. Vyhláškou 294/2015 Sb. s účinností od 1. 1. 2016 provedení dosavadní značky IS 10e Návěst doporučeného způsobu odbočení cyklistů vlevo změněno na černožluté a nově uvedeno jako varianta návěsti IS 20. |
|                                                | IS 21a Směrová tabulka pro cyklisty                                                              | Význam a provedení obdobné jako u IS 19a. Zavedena od 31. 1. 2001 vyhláškou č. 30/2001 Sb. |
|                                                | IS 21b Směrová tabulka pro cyklisty                                                              | Význam a provedení obdobné jako u IS 19a. Zavedena od 31. 1. 2001 vyhláškou č. 30/2001 Sb. |
|                                                | IS 21c Směrová tabulka pro cyklisty                                                              | Význam a provedení obdobné jako u IS 19a. Zavedena od 31. 1. 2001 vyhláškou č. 30/2001 Sb. |
|                                                | IS 21d Konec cyklistické trasy                                                                   | Význam a provedení obdobné jako u IS 19a. Zavedena novelizační vyhláškou č. 247/2010 Sb. s účinností od 14. 9. 2010 |
|                                                | IS 22a Označení názvu ulice                                                                      | Informuje o názvu a průběhu vyznačené ulice, případně i o směru k ní. Zavedena od 31. 1. 2001 vyhláškou č. 30/2001 Sb. |
|                                                | IS 22b Označení názvu ulice                                                                      | Informuje o názvu a průběhu vyznačené ulice, případně i o směru k ní. Zavedena od 31. 1. 2001 vyhláškou č. 30/2001 Sb. |
|                                                | IS 22c Označení názvu ulice                                                                      | Informuje o názvu a průběhu vyznačené ulice, případně i o směru k ní. Zavedena od 31. 1. 2001 vyhláškou č. 30/2001 Sb. |
|                                                | IS 22d Označení názvu ulice                                                                      | Informuje o názvu a průběhu vyznačené ulice, případně i o směru k ní. Zavedena od 31. 1. 2001 vyhláškou č. 30/2001 Sb. |
|                                                | IS 22e Označení názvu ulice                                                                      | Informuje o názvu a průběhu vyznačené ulice, případně i o směru k ní. Zavedena od 31. 1. 2001 vyhláškou č. 30/2001 Sb. |
|                                                | IS 22f Označení názvu ulice                                                                      | Informuje o názvu a průběhu vyznačené ulice, případně i o směru k ní. Zavedena od 31. 1. 2001 vyhláškou č. 30/2001 Sb. |
|                                                | IS 23 Kulturní nebo turistický cíl – návěst                                                      | Informuje o významném kulturním nebo turistickém cíli nebo oblasti. Na značce lze užít vhodný symbol nebo siluetu konkrétního cíle. Zavedena od 31. 1. 2001 vyhláškou č. 30/2001 Sb. Vzor ve vyhlášce 294/2015 Sb. s účinností od 1. 1. 2016 užívá zřetelně vybledlejší odstín hnědé. |
|                                                | IS 24a Kulturní nebo turistický cíl                                                              | Informuje o směru a případně i o vzdálenosti k vyznačenému turistickému nebo kulturnímu cíli. Značka může být doplněna vhodným symbolem. Zavedena od 31. 1. 2001 vyhláškou č. 30/2001 Sb. Vzor ve vyhlášce 294/2015 Sb. s účinností od 1. 1. 2016 užívá zřetelně vybledlejší odstín hnědé. |
|                                                | IS 24b Směrová tabule pro kulturní nebo turistický cíl                                           | Informuje o směru a případně i o vzdálenosti k vyznačenému turistickému nebo kulturnímu cíli. Značka může být doplněna vhodným symbolem. Zavedena od 31. 1. 2001 vyhláškou č. 30/2001 Sb. Vyhláška 294/2015 Sb. s účinností od 1. 1. 2016 změněn název z Kulturní nebo turistický cíl na Směrová tabule pro kulturní nebo turistický cíl. Vzor značky užívá zřetelně vybledlejší odstín hnědé. |
|                                                | IS 24c Komunální cíl                                                                             | Informuje o směru a případně i o vzdálenosti k vyznačenému komunálnímu cíli. Značka může být doplněna vhodným symbolem. Zavedena od 31. 1. 2001 vyhláškou č. 30/2001 Sb. Vzor ve vyhlášce 294/2015 Sb. s účinností od 1. 1. 2016 užívá zřetelně vybledlejší odstín hnědé. |

#### Informativní dopravní značky jiné
Od 31. 1. 2001 se vyhláškou č. 30/2001 Sb. mírně změnilo provedení obdélníkových značek s modrým okrajem a bílým středem: většinou se změnily proporce vnitřního bílého pole (zvětšením šířky, v některých případech až prakticky do tvaru čtverce) a bílé pole, původně situované symetricky vůči vodorovné ose značky, bylo posunuto výše.
| Vyobrazení | Číslo a název                                                            | Význam, užití a poznámky |
| ---------- | ------------------------------------------------------------------------ | --- |
|            | IJ 1 Policie                                                             | Označuje nejbližší služebnu Policie České republiky. Od 1. 1. 1990 byla vyhláškou č. 99/1989 Sb. nově zavedena značka Stanoviště VB s písmeny VB. Od 31. 1. 2001 byla vyhláškou č. 30/2001 Sb. nápisem i názvem změněna na značku Policie. |
|            | IJ 2 Nemocnice                                                           | Označuje nejbližší nemocnici. Zavedena zřejmě po druhé světové válce, nejpozději v roce 1957. Od 31. 1. 2001 vyhláškou č. 30/2001 Sb. změnila značka tvar ze čtvercového na obdélníkový. |
|            | IJ 3 První pomoc                                                         | Označuje nejbližší místo s možností poskytnutí první pomoci. Předchůdkyně této značky byla s názvem „První pomoc“, pod číslem 10 v části C, oficiálně zavedena od 28. 5. 1938 vládním nařízením č. 100/1938 Sb. n. a z. Podoba značky byla podobná jako dnes. Značku převzalo i vládní nařízení č. 242/1939 Sb. vlády Protektorátu Čechy a Morava, účinné od 1. 11. 1939, pod názvem Místo první pomoci. |
|            | IJ 4a Označník zastávky (do 31. 12. 2015 Zastávka)                       | Označuje zástavku městské hromadné dopravy. Podle vyhlášky 30/2001 Sb. značka je umístěna zejména na označníku. Vyhláškou č. 294/2015 Sb. byla přímo tato značka přejmenovaná na označník zastávky, ačkoliv v jiných právních předpisech zůstal význam termínu původní. Podle vyhlášky č. 30/2001 Sb. označuje zastávku pro vozidla městské hromadné dopravy a v případě, že je společná se zastávkou linkové osobní dopravy, i zastávku linkové osobní dopravy, je-li ve značce uveden symbol vozidla hromadné dopravy osob. Zatímco podle vyhlášky 30/2001 Sb. mohl být ve značce uveden symbol vozidla hromadné dopravy osob, vyhláška 294/2015 Sb. s účinností od 1. 1. 2016 uvádí, že „ve značce může být uveden symbol vozidla, popřípadě logo nebo název dopravního systému nebo provozovatele linkové osobní dopravy“. Samostatně zmíněna je i nadále varianta této značky s nápisem TAXI. Vyhláška 30/2001 Sb. se pokusila pro stanoviště taxislužby určit variantu značky IJ 4a a IJ 4c Zastávka autobusu s nápisem TAXI, avšak použila pro něj chybný termín „zastávka vozidel taxislužby“, resp. „zastávka určená pouze pro vozidla taxislužby“, zároveň ovšem výslovně uváděla variantu s nápisem TAXI nadále i u značek IP 12 a V 10e Vyhrazené parkoviště, v případě vodorovné značky V 10e šlo dokonce o jediný uvedený příklad textu. Vyhláška 294/2015 Sb. s účinností od 1. 1. 2016 přestala uvádět variantu TAXI u svislé i vodorovné značky vyhrazeného parkoviště, současně ve výkladu značek IJ 4a a IJ 4c zastávka autobusu upřesnila, že je-li ve značce uveden nápis TAXI, jedná se o stanoviště vozidel taxislužby označených střešní svítilnou s nápisem TAXI, a variantu s nápisem TAXI pro tento účel nově zavedla i u vodorovné značky V 11a Zastávka autobusu nebo trolejbusu. Takové vyznačení však nekresponduje se zákonem o silničním provozu, který stanoví obecná pravidla jak pro vyhrazené parkoviště, tak pro zastávku hromadné dopravy, ale nikoliv pro stanoviště taxislužby. Na sloupku označníku zastávky lze umístit další doplňující dopravní informace, například jízdní řády, čísla linek. Jako dopravní značka zavedena od 31. 1. 2001 vyhláškou č. 30/2001 Sb., předtím neměla status dopravní značky a její podoba byla určena jen ČSN 73 6425, předtím též ON 73 6425 a Pravidly technického provozu městských drah. Vyhláška 294/2015 Sb. s účinností od 1. 1. 2016 nově lze značku použít pro jakoukoliv (silniční) linkovou osobní dopravu, nikoliv jen pro MHD. Není však již zmíněna možnost použití pro zastávku tramvaje nebo trolejbusu.' |
|            | IJ 4b Označník zastávky (do 31. 12. 2015 Zastávka)                       | Označuje zástavku městské hromadné dopravy. Podle vyhlášky 30/2001 Sb. značka je umístěna zejména na označníku a označuje zastávku pro vozidla linkové osobní dopravy. Vyhláškou č. 294/2015 Sb. byla přímo tato značka přejmenovaná na označník zastávky, ačkoliv v jiných právních předpisech zůstal význam termínu původní. Podle vyhlášky 30/2001 Sb. se ve značce může uvést nápis ZASTÁVKA nebo symbol autobusu, popřípadě údaj o provozovateli linkové osobní dopravy. Vyhláška 294/2015 Sb. s účinností od 1. 1. 2016 připouští více možností, co může ve značce být: zůstávají možnosti uvést ve značce nápis ZASTÁVKA nebo symbol autobusu, přibyla možnost uvést ve značce symbol trolejbusu nebo název zastávky, popřípadě logo nebo název dopravního systému nebo provozovatele linkové osobní dopravy. Na sloupku označníku zastávky lze umístit další doplňující dopravní informace, například jízdní řády, čísla linek. Jako dopravní značka zavedena od 31. 1. 2001 vyhláškou č. 30/2001 Sb., předtím neměla status dopravní značky a její podoba byla určena jen ČSN 73 6425, předtím též ON 73 6426. Vyhláška 294/2015 Sb. s účinností od 1. 1. 2016 v popisu podoby značky nově zmiňuje možnost použití symbolu trolejbusu, ačkoliv má být značka používána jen pro „linkovou osobní dopravu“, což je obvykle používáno jen jako termín ze zákona o silniční dopravě.' |
|            | IJ 4c Zastávka autobusu                                                  | Označuje v odůvodněných případech začátek zastávky autobusu. Vyhláška 30/2001 Sb. se pokusila pro stanoviště taxislužby určit variantu značky IJ 4a a IJ 4c Zastávka autobusu s nápisem TAXI, avšak použila pro něj chybný termín „zastávka vozidel taxislužby“, resp. „zastávka určená pouze pro vozidla taxislužby“, zároveň ovšem výslovně uváděla variantu s nápisem TAXI nadále i u značek IP 12 a V 10e Vyhrazené parkoviště, v případě vodorovné značky V 10e šlo dokonce o jediný uvedený příklad textu. Vyhláška 294/2015 Sb. s účinností od 1. 1. 2016 přestala uvádět variantu TAXI u svislé i vodorovné značky vyhrazeného parkoviště, současně ve výkladu značek IJ 4a a IJ 4c zastávka autobusu upřesnila, že je-li ve značce uveden nápis TAXI, jedná se o stanoviště vozidel taxislužby označených střešní svítilnou s nápisem TAXI, a variantu s nápisem TAXI pro tento účel nově zavedla i u vodorovné značky V 11a Zastávka autobusu nebo trolejbusu. Takové vyznačení však nekresponduje se zákonem o silničním provozu, který stanoví obecná pravidla jak pro vyhrazené parkoviště, tak pro zastávku hromadné dopravy, ale nikoliv pro stanoviště taxislužby. Značka přerušuje platnost značek B 28 a B 29 (zákaz zastavení a stání) a IP 11a až IP 13c (parkoviště). Zavedena od 1. 1. 1976 vyhláškou č. 100/1975 Sb. Vyhláška 294/2015 Sb. s účinností od 1. 1. 2016 nově omezuje použití této značky na odůvodněné případy.' |
|            | IJ 4d Zastávka tramvaje                                                  | Označuje v odůvodněných případech začátek zastávky tramvaje. Pro označení společné zastávky tramvaje a autobusu nebo trolejbusu se užívá jedné značky s odpovídajícími symboly. Značka přerušuje platnost značek B 28 a B 29 (zákaz zastavení a stání) a IP 11a až IP 13c (parkoviště). Zavedena od 1. 1. 1976 vyhláškou č. 100/1975 Sb. Vyhláška 294/2015 Sb. s účinností od 1. 1. 2016 nově omezuje použití této značky na odůvodněné případy.' |
|            | IJ 4e Zastávka trolejbusu                                                | Označuje v odůvodněných případech začátek zastávky trolejbusu. Pro označení společné zastávky trolejbusu a autobusu nebo tramvaje se užívá jedné značky s odpovídajícími symboly. Značka přerušuje platnost značek B 28 a B 29 (zákaz zastavení a stání) a IP 11a až IP 13c (parkoviště). Zavedena od 1. 1. 1976 vyhláškou č. 100/1975 Sb.. Vyhláška 294/2015 Sb. s účinností od 1. 1. 2016 nově omezuje použití této značky na odůvodněné případy.' |
|            | IJ 5 Informace                                                           | Zavedena od 1. 1. 1990 vyhláškou č. 99/1989 Sb. |
|            | IJ 6 Telefon                                                             | Zavedena zřejmě vyhláškou č. 141/1960, účinnou od 1. 1. 1961. |
|            | IJ 7 Čerpací stanice                                                     | Zavedena zřejmě vyhláškou č. 141/1960, účinnou od 1. 1. 1961. |
|            | IJ 8 Opravna                                                             | Zavedena zřejmě vyhláškou č. 141/1960, účinnou od 1. 1. 1961, pod názvem Správkárna. |
|            | IJ 9 Stanice technické kontroly                                          | Zavedena od 31. 1. 2001 vyhláškou č. 30/2001 Sb. |
|            | IJ 10 Hotel nebo motel                                                   | Zavedena od 1. 1. 1976 vyhláškou č. 100/1975 Sb. |
|            | IJ 11a Restaurace                                                        | Zavedena od 1. 1. 1976 vyhláškou č. 100/1975 Sb. |
|            | IJ 11b Občerstvení                                                       | Zavedena od 1. 1. 1976 vyhláškou č. 100/1975 Sb. |
|            | IJ 12 WC                                                                 | Zavedena od 1. 1. 1976 vyhláškou č. 100/1975 Sb. |
|            | IJ 13 Místo pro odpočinek                                                | Zavedena od 31. 1. 2001 vyhláškou č. 30/2001 Sb. |
|            | IJ 14a Tábořiště pro stany                                               | Zavedena zřejmě vyhláškou č. 141/1960, účinnou od 1. 1. 1961. |
|            | IJ 14b Tábořiště pro obytné přívěsy                                      | Zavedena zřejmě vyhláškou č. 141/1960, účinnou od 1. 1. 1961. |
|            | IJ 14c Tábořiště pro stany a pro obytné přívěsy                          | Zavedena zřejmě vyhláškou č. 141/1960, účinnou od 1. 1. 1961. |
|            | IJ 15 Dopravní vysílání                                                  | Na značce se uvádí rozhlasová stanice s celoplošným dopravním vysíláním. Zavedena od 31. 1. 2001 vyhláškou č. 30/2001 Sb. Zrušena byla již vyhláškou 294/2015 Sb. s účinností od 1. 1. 2016. Nahrazen bude kombinací značek IJ 5 a E 13 s textem udávající informace o skutečným dopravním vysíláním a její provozovatel rádia ČR. Dopravní značky a dopravní zařízení umístěné přede dnem nabytí účinnosti této vyhlášky, které svým provedením této vyhlášce neodpovídají, pozbývají platnosti uplynutím dne 31. prosince 2025. |
|            | IJ 15 Servisní místo pro sanitaci hygienických zařízení obytných vozidel | Zavedena od 1 .1. 2024 vyhláškou č. 386/2023 Sb. Původní značka shodným číslem byla již zrušena a nahrazen toutou novou značku. |
|            | IJ 16 Silniční kaple                                                     | Zavedena vyhláškou č. 91/2009 Sb. s účinností od 21. 4. 2009. |
|            | IJ 17a Truckpark                                                         | Informuje na dálnici a silnici pro motorová vozidla o nejbližší křižovatce, v jejíž blízkosti se nachází komplexní obslužné zařízení pro nákladní vozidla. Zavedena vyhláškou č. 91/2009 Sb. s účinností od 21. 4. 2009. |
|            | IJ 17b Návěst před truckparkem                                           | Informuje o vzdálenosti ke komplexnímu obslužnému zařízení pro nákladní vozidla. Zavedena vyhláškou č. 91/2009 Sb. s účinností od 21. 4. 2009. Vyhláškou 294/2015 Sb. s účinností od 1. 1. 2016 přejmenována z názvu Truckpark na název Návěst před truckparkem. |
|            | IJ 18a Návěst před odpočívkou                                            | Informuje o vzdálenosti k nejbližší odpočívce a o službách poskytovaných na této odpočívce. Na značce lze uvést název odpočívky. Zavedena vyhláškou 294/2015 Sb. s účinností od 1. 1. 2016. |
|            | IJ 18b Návěst před odbočením na odpočívku                                | Informuje zpravidla o začátku odbočovacího pruhu k nejbližší odpočívce a o službách poskytovaných na této odpočívce. Na značce lze uvést název odpočívky. Zavedena vyhláškou 294/2015 Sb. s účinností od 1. 1. 2016. |
|            | IJ 18c Návěst pro odbočení na odpočívku                                  | Informuje o místě odbočení k nejbližší odpočívce a o službách poskytovaných na této odpočívce. Na značce lze uvést název odpočívky. Zavedena vyhláškou 294/2015 Sb. s účinností od 1. 1. 2016. |

### Dodatkové tabulky
Do samostatné kapitoly byly dodatkové tabulky vyčleněny poprvé vyhláškou č. 80/1966 Sb., předtím byly uváděny u značek, s nimiž souvisely.
| Vyobrazení | Číslo a název                                 | Význam, užití a poznámky |
| ---------- | --------------------------------------------- | --- |
|            | E 1 Počet                                     | Vyznačuje skutečný počet. Ve vyhlášce č. 141/1960 byla podobná tabulka součástí dopravních značek 2e a 2f Několik zatáček za sebou, počínaje vyhláškou č. 80/1966 Sb. byly dodatkové tabulky uvedeny v samostatné části seznamu dopravních značek. |
|            | E 2a Tvar křižovatky                          | Vyznačuje skutečný tvar křižovatky. Ve vyhlášce č. 141/1960 byla podobná tabulka součástí dopravní značky 3b Křižovatka s vyznačením tvaru, počínaje vyhláškou č. 80/1966 Sb. byly dodatkové tabulky uvedeny v samostatné části seznamu dopravních značek. |
|            | E 2b Tvar křižovatky                          | Vyznačuje skutečný tvar křižovatky a hlavní a vedlejší pozemní komunikaci. Ve vyhlášce č. 141/1960 byla podobná tabulka součástí dopravní značky 17b Křižovatka s vedlejší silnicí bez přednosti v jízdě (s vyznačením tvaru a přednosti v jízdě), počínaje vyhláškou č. 80/1966 Sb. byly dodatkové tabulky uvedeny v samostatné části seznamu dopravních značek. |
|            | E 2c Tvar křižovatky                          | Vyznačuje skutečný tvar křižovatky a hlavní a vedlejší pozemní komunikaci. Zavedena od 1. 1. 1976 vyhláškou č. 100/1975 Sb. |
|            | E 2d Tvar dvou křižovatek                     | Vyznačuje skutečný tvar křižovatky a hlavní a vedlejší pozemní komunikaci pro dvě křižovatky po sobě následující. Zavedena od 1. 1. 1976 vyhláškou č. 100/1975 Sb. |
|            | E 3a Vzdálenost                               | Vyznačuje vzdálenost k místu, od kterého platí značka, pod níž je tabulka umístěna. Ve vyhlášce č. 141/1960 byla podobná tabulka součástí dopravní značky 19b Pozor, silnice s předností v jízdě! (s udáním vzdálenosti), počínaje vyhláškou č. 80/1966 Sb. byly dodatkové tabulky uvedeny v samostatné části seznamu dopravních značek. Od 31. 1. 2001 vyhláškou č. 30/2001 Sb. změněn tvar ze čtverce na ležatý obdélník. |
|            | E 3b Vzdálenost                               | Vyznačuje vzdálenost k místu, od kterého platí značka, pod níž je tabulka umístěna. Značka P 4 (Dej přednost v jízdě!), pod kterou je tato tabulka umístěna, je předběžnou značkou k značce P 6 (Stůj, dej přednost v jízdě!). Zavedena od 1. 1. 1967 vyhláškou č. 80/1966 Sb. |
|            | E 4 Délka úseku                               | Vyznačuje délku úseku, pro který platí značka, pod níž je tabulka umístěna. Zavedena od 1. 1. 1967 vyhláškou č. 80/1966 Sb. |
|            | E 5 Největší povolená hmotnost                | Je-li umístěna pod zákazovou nebo příkazovou značkou, omezuje platnost zákazu nebo příkazu na vozidlo, jehož celková hmotnost přesahuje údaj uvedený na tabulce. U jízdní soupravy rozhoduje součet celkových hmotností vozidel soupravy. Zavedena od 1. 1. 1967 vyhláškou č. 80/1966 Sb. s velkým T, v souvislosti s vypuštěním hmotnostní údaje ze značky zákazu vjezdu nákladních automobilů. Od 1. 1. 1976 bylo vyhláškou č. 100/1975 Sb. písmeno T opět nahrazeno malým písmenem t. Vyhláškou 294/2015 Sb. s účinností od 1. 1. 2016 přejmenována z názvu Celková hmotnost na název Největší povolená hmotnost. |
|            | E 6 Za mokra (za deště)                       | Omezuje platnost značky, pod kterou je umístěna, na podmínky mokré vozovky. Zavedena od 1. 1. 1990 vyhláškou č. 99/1989 Sb. Vyhláškou 294/2015 Sb. s účinností od 1. 1. 2016 přejmenována z názvu Za mokra na název Za mokra (za deště). |
|            | E 7a Směrová šipka pro směr přímo             | Vyznačuje směr k místu, ke kterému se vztahuje značka, pod kterou je tabulka umístěna. Zavedena od 31. 1. 2001 vyhláškou č. 30/2001 Sb. Vyhláškou 294/2015 Sb. s účinností od 1. 1. 2016 přejmenována z názvu Směrová šipka na název Směrová šipka pro směr přímo. |
|            | E 7b Směrová šipka pro odbočení               | Vyznačuje směr k místu, ke kterému se vztahuje značka, pod kterou je tabulka umístěna. Zavedena od 1. 1. 1967 vyhláškou č. 80/1966 Sb. Od 31. 1. 2001 vyhláškou č. 30/2001 Sb. změnila tvar z úzkého obdélníku na širší, jako vzor je (počínaje vyhláškou 99/1989 Sb.) uvedena již jen jedna směrová varianta. Vyhláškou 294/2015 Sb. s účinností od 1. 1. 2016 přejmenována z názvu Směrová šipka na název Směrová šipka pro odbočení. |
|            | E 8a Začátek úseku                            | Vyznačuje úsek, pro který platí značka, pod níž je tabulka umístěna. Předchůdkyně této značky byla s názvem „Zákaz parkování v určitém směru nebo úseku“, pod číslem 13a v části B, oficiálně zavedena od 28. 5. 1938 vládním nařízením č. 100/1938 Sb. n. a z. Šipka se umísťovala pod značku rovnoběžně s osou vozovky, kolmo k ploše vlastní značky. Novodobě značka zavedena od 1. 1. 1967 vyhláškou č. 80/1966 Sb. |
|            | E 8b Průběh úseku                             | Vyznačuje úsek, pro který platí značka, pod níž je tabulka umístěna. Předchůdkyně této značky byla s názvem „Zákaz parkování v určitém směru nebo úseku“, pod číslem 13a v části B, oficiálně zavedena od 28. 5. 1938 vládním nařízením č. 100/1938 Sb. n. a z. Šipka se umísťovala pod značku rovnoběžně s osou vozovky, kolmo k ploše vlastní značky. Zavedena od 1. 1. 1967 vyhláškou č. 80/1966 Sb. |
|            | E 8c Konec úseku                              | Vyznačuje úsek, pro který platí značka, pod níž je tabulka umístěna. Předchůdkyně této značky byla s názvem „Zákaz parkování v určitém směru nebo úseku“, pod číslem 13a v části B, oficiálně zavedena od 28. 5. 1938 vládním nařízením č. 100/1938 Sb. n. a z. Šipka se umísťovala pod značku rovnoběžně s osou vozovky, kolmo k ploše vlastní značky. Od 1. 1. 1967 byla vyhláškou č. 80/1966 Sb. zrušena značka „Konec zákazu zastavení nebo stání“, tvořena škrtnutou zšedlou variantou značky Zákaz stání. Zároveň byla toutéž vyhláškou zavedena dodatková tabulka Konec úseku. |
|            | E 8d Úsek platnosti                           | Vyznačuje úsek, pro který platí značka, pod níž je tabulka umístěna. Zavedena od 1. 1. 1990 vyhláškou č. 99/1989 Sb., navazuje však na značku s názvem „Zákaz parkování v určitém směru nebo úseku“, která byla pod číslem 13a v části B, oficiálně zavedena od 28. 5. 1938 vládním nařízením č. 100/1938 Sb. n. a z. |
|            | E 8e Úsek platnosti                           | Vyznačuje úsek, pro který platí značka, pod níž je tabulka umístěna. Zavedena od 1. 1. 1990 vyhláškou č. 99/1989 Sb. |
|            | E 9 Druh vozidla                              | Omezuje platnost značky, pod kterou je umístěna, na vyznačený druh vozidla. Užívají se zejména příslušné symboly ze zákazových značek. Zavedena od 1. 1. 1976 vyhláškou č. 100/1975 Sb. Ve vyhlášce 141/1960 Sb. byla dodatková tabulka se symbolem parní lokomotivy součástí dopravní značky č. 7 Železniční vlečka, v níž doplňovala výstražnou značku č. 18 Jiné nebezpečí. Když se ve vyhlášce č. 80/1966 Sb. objevil samostatný přehled dodatkových tabulek, tato tabulka v něm však nebyla, stejně jako v následujících vyhláškách. Jako součást dopravní značky Vlečkový přejezd byla zobrazena ještě ve vyhlášce 100/1975 Sb. Vyhláškou č. 99/1989 Sb. s účinností od 1. ledna 1990 specifická značka pro označení vlečkového přejezdu ze seznamu dopravních značek zmizela a s tím i tato dodatková tabulka. Ve vyhlášce č. 80/1966 Sb. se poprvé objevila dopravní značka Dej přednost v jízdě tramvaji!, jejíž součástí byla dodatková tabulka s vyobrazením tramvaje, která se však neobjevila v samostatném přehledu dodatkových tabulek. Tento stav přetrval ve všech následujících vyhláškách včetně vyhlášky č. 294/2015 Sb. V těchto případech použití dodatkové tabulky se symbolem lokomotivy nebo tramvaje je význam dodatkové tabulky opačný než význam pozdější dodatkové tabulky Druh vozidla, protože neurčuje, pro která vozidla platí příslušná dopravní značka, ale naopak jakým vozidlům má dát řidič přednost. |
|            | E 10 Tvar křížení pozemní komunikace s dráhou | Užívá se zejména v případě ostrého úhlu křížení. Zavedena od 1. 1. 1990 vyhláškou č. 99/1989 Sb. |
|            | E 11a Bez časového poplatku                   | Podle původního ustanovení se užívala spolu se značkou dálnice nebo silnice pro motorová vozidla a označuje úsek dálnice nebo silnice pro motorová vozidla, jehož užití není zpoplatněno časovým poplatkem. Konec takového úseku se označuje příslušnou značkou dálnice nebo silnice pro motorová vozidla bez této tabulky. Podle vyhlášky 294/2015 Sb. tabulka označuje úsek dálnice, jehož užití není zpoplatněno časovým poplatkem, a tabulku lze použít také k označení úseku silnice, jehož užití není na rozdíl od předcházejícího úseku zpoplatněno časovým poplatkem. Zavedena od 31. 1. 2001 vyhláškou č. 30/2001 Sb. Vyhláška č. 507/2006 Sb. s účinností od 1. 1. 2007 značku přejmenovala z názvu Bez poplatku na název Bez časového poplatku. Vyhláškou 294/2015 Sb. s účinností od 1. 1. 2016 značka přečíslovaná z E 11 na E 11a. |
|            | E 11b S časovým poplatkem                     | Označuje úsek silnice, jehož užití je zpoplatněno časovým poplatkem, a lze ji použít také k označení úseku dálnice, jehož užití je na rozdíl od předcházejícího úseku zpoplatněno časovým poplatkem. Zavedena vyhláškou 294/2015 Sb. s účinností od 1. 1. 2016. |
|            | E 11c Bez mýtného                             | Jako značka IP 15d ukončovala platnost značky IP 15c. Jako dodatková tabulka E 11a se užívala spolu se značkou dálnice nebo silnice pro motorová vozidla a označovala úsek dálnice nebo silnice pro motorová vozidla, jehož užití není zpoplatněno mýtným, a konec takového úseku se označoval příslušnou značkou dálnice nebo silnice pro motorová vozidla bez této tabulky. Podle vyhlášky 294/2015 Sb. tabulka označuje úsek dálnice, jehož užití není zpoplatněno mýtným, a tabulku lze použít také k označení úseku silnice, jehož užití není na rozdíl od předcházejícího úseku zpoplatněno mýtným. Zavedena vyhláškou č. 507/2006 Sb. s účinností od 1. 1. 2007 pod označením IP 15d Konec mýtného a duplicitně stejnou vyhláškou jako dodatková tabulka E 11a Bez mýtného. Vyhláškou 294/2015 Sb. s účinností od 1. 1. 2016 je pod označním IP 15d zrušena a dodatková tabulka E 11a je přečíslována na dodatkovou tabulku E 11c Bez mýtného. |
|            | E 11d S mýtným                                | Podle původního vymezení označovala úsek pozemní komunikace zpoplatněný mýtným a byla zpravidla doplněna značkou IS 16b nebo IS 16c (Silnice I. třídy). Neužívala se na dálnici a silnici pro motorová vozidla. Symbol mýtného vyobrazený na této značce bylo užít také samostatně na informativních značkách směrových jako informaci o tom, že při jízdě vyznačeným směrem bude užita pozemní komunikace zpoplatněná mýtným. Podle vyhlášky 294/2015 Sb. tabulka označuje úsek silnice, jehož užití je zpoplatněno mýtným, a tabulku lze použít také k označení úseku dálnice, jehož užití je na rozdíl od předcházejícího úseku zpoplatněno mýtným. Zavedena vyhláškou č. 507/2006 Sb. s účinností od 1. 1. 2007 pod označením IP 15c Mýtné. Vyhláškou 294/2015 Sb. s účinností od 1. 1. 2016 přeřazena a přečíslována na dodatkovou tabulku E 11d S mýtným. |
|            | E 11e Bez časového poplatku a mýtného         | Podle původního ustanovení se užívala se spolu se značkou dálnice nebo silnice pro motorová vozidla a označovala úsek dálnice nebo silnice pro motorová vozidla, jehož užití není zpoplatněno časovým poplatkem ani mýtným. Konec takového úseku se označuje příslušnou značkou dálnice nebo silnice pro motorová vozidla bez této tabulky. Podle vyhlášky 294/2015 Sb. tabulka označuje úsek dálnice, jehož užití není zpoplatněno časovým poplatkem ani mýtným, a tabulku lze použít také k označení úseku silnice, jehož užití není na rozdíl od předcházejícího úseku zpoplatněno časovým poplatkem ani mýtným. Zavedena vyhláškou č. 507/2006 Sb., účinnost od 1. 1. 2007. Vyhláškou 294/2015 Sb. s účinností od 1. 1. 2016 byla přečíslována z označení E 11b na E 11e. |
|            | E 11f S časovým poplatkem a mýtným            | Označuje úsek silnice, jehož užití je zpoplatněno časovým poplatkem a mýtným, a lze ji použít také k označení úseku dálnice, jehož užití je na rozdíl od předcházejícího úseku zpoplatněno časovým poplatkem a mýtným. Zavedena vyhláškou 294/2015 Sb. s účinností od 1. 1. 2016. |
|            | E 12a Jízda cyklistů v protisměru             | Je-li umístěna pod dopravní značkou IP 4a nebo IP 4b (jednosměrný provoz), upozorňuje řidiče, že v protisměru je povolena jízda cyklistů. Zavedena vyhláškou č. 91/2009 Sb. od 21. 4. 2009, novelizační vyhláškou č. 247/2010 Sb. k 14. 9. 2010 přečíslována z E 12 na E 12a. Vyhláškou 294/2015 Sb. s účinností od 1. 1. 2016 změněna podoba značky (vypuštěna přerušovaná čára, mírně změněny proporce). Značky umístěné před účinností této vyhlášky, které svým provedením neodpovídají nové vyhlášce, pozbývají platnosti až 31. prosince 2025. |
|            | E 12b Vjezd cyklistů v protisměru povolen     | Je-li umístěna pod dopravní značkou B 2, povoluje vjezd cyklistů v protisměru do jednosměrné pozemní komunikace. Zavedena vyhláškou č. 247/2010 Sb. od 14. 9. 2010. Vyhláškou 294/2015 Sb. s účinností od 1. 1. 2016 změněna podoba značky (vypuštěna přerušovaná čára, mírně změněny proporce). Značky umístěné před účinností této vyhlášky, které svým provedením neodpovídají nové vyhlášce, pozbývají platnosti až 31. prosince 2025. |
|            | E 12c Povolený směr jízdy cyklistů            | Za použití odpovídajících směrových šipek vyznačuje možný směr jízdy cyklistů. Zavedena vyhláškou č. 247/2010 Sb. od 14. 9. 2010. |
|            | E 13 Text nebo symbol                         | Omezuje nebo doplňuje platnost značky, pod kterou je umístěna, vhodným nápisem, případně symbolem. Tabulka s nápisem JEN ZÁSOBOVÁNÍ omezuje platnost značky, pod kterou je umístěna, na vozidla zajišťující zásobování nebo lékařské, opravárenské, údržbářské, komunální a podobné služby pro oblast za značkou a na vozidla s označením O 1, pro tato vozidla neplatí značka, pod kterou je umístěna dodatková tabulka s nápisem MIMO ZÁSOBOVÁNÍ. Tabulka s nápisem JEN DOPRAVNÍ OBSLUHA omezuje platnost značky, pod kterou je umístěna, na vozidla vyjmenovaná jako zásobování a dále na vozidla taxislužby a vozidla, jejichž řidiči, popřípadě provozovatelé mají v místech za značkou bydliště, sídlo nebo garáž; pro tato vozidla neplatí značka, pod kterou je umístěna dodatková tabulka s nápisem MIMO DOPRAVNÍ OBSLUHY, který je však pravopisně špatně. Do obrazové části přílohy byl vzor této značky poprvé zaveden od 31. 1. 2001 vyhláškou č. 30/2001 Sb. Vyhláškou č. 91/2009 Sb. značka přečíslována z E 12 na E 13. Vyhláškou 294/2015 Sb. s účinností od 1. 1. 2016 přejmenována z názvu Text na název Text nebo symbol. Ve vyhlášce uvedený příklad symbolu je však téměř totožný se současně zavedenou tabulkou E 17 Nedostatečný průjezdní profil vozovky, tabulky se jen mírně liší poměrem stran. Vyhláškou 386/2023 Sb. s účinností od 1. 1. 2024 doplněn do popisu značky text, který umožňuje pod dopravní značkou odpočívky vyznačit dodatkovou tabulkou označení provozovatele čerpací stanice nebo restauračního zařízení na odpočívce. |
|            | E 14 Tranzit                                  | Omezuje platnost značky na nákladní vozidla, pro něž užití takto označeného úseku není nezbytné pro dosažení místa nakládky, vykládky, údržby nebo opravy vozidla, sídla, provozovny nebo obvyklého bydliště dopravce nebo řidiče. Zavedena vyhláškou 294/2015 Sb. s účinností od 1. 1. 2016. |
|            | E 15 Kategorie tunelu                         | Tabulka doplňuje značku „Zákaz vjezdu vozidel přepravujících nebezpečný náklad“ a informuje o příslušné kategorii tunelu v následujícím úseku pozemní komunikace. Údaj o kategorii se uvádí v rozmezí písmen „B“ až „E“ podle jiného právního předpisu. Pro tunely kategorie „A“ se tyto značky nepoužívají. Zavedena vyhláškou 294/2015 Sb. s účinností od 1. 1. 2016. |
|            | E 16 Vzdálenost k příští čerpací stanici      | Tabulka doplňuje zpravidla značku „Návěst před odpočívkou“ a informuje o vzdálenosti k čerpací stanici, která následuje za čerpací stanicí nacházející se na vyznačované odpočívce. Zavedena vyhláškou 294/2015 Sb. s účinností od 1. 1. 2016. |
|            | E 17 Nedostatečný průjezdní profil vozovky    | Tabulka v kombinaci s dopravní značkou „Jiné nebezpečí“ upozorňuje na omezení průjezdního profilu vozovky. Zavedena vyhláškou 294/2015 Sb. s účinností od 1. 1. 2016. Toutéž vyhláškou byla tabulka se shodným symbolem a mírně odlišným poměrem stran zavedena též u tabulky E 13 Text nebo symbol jako příklad použití symbolu. |

### Určené symboly
Jako samostatná sekce zavedeno od 1. 1. 2016 vyhláškou č. 294/2015 Sb. Symboly v této sekci jsou povolené symboly určené pro užívání na svislých dopravních značkách, zejména informativních značkách směrových a na značce E 13 Text nebo symbol.

#### Kulturní a turistické piktogramy
| Vyobrazení | Číslo a název                                  | Poznámky                                                                                       |
| ---------- | ---------------------------------------------- | ---------------------------------------------------------------------------------------------- |
|            | 101 Zámek                                      |                                                                                                |
|            | 102 Hrad                                       |                                                                                                |
|            | 103 Zřícenina                                  |                                                                                                |
|            | 104 Tvrz                                       |                                                                                                |
|            | 105 Klášter                                    |                                                                                                |
|            | 106 Kostel                                     |                                                                                                |
|            | 107 Kaple                                      |                                                                                                |
|            | 108 Technická památka (továrna)                |                                                                                                |
|            | 109 Technická památka (most)                   |                                                                                                |
|            | 110 Archeologická lokalita                     |                                                                                                |
|            | 111 Městská památková rezervace                |                                                                                                |
|            | 112 Městská památková zóna                     |                                                                                                |
|            | 113 Vesnická památková rezervace               |                                                                                                |
|            | 114 Vesnická památková zóna                    |                                                                                                |
|            | 115 Muzeum                                     |                                                                                                |
|            | 116 Skanzen                                    |                                                                                                |
|            | 117 Památka moderní architektury               |                                                                                                |
|            | 118 Zoologická zahrada                         | Symbol může být doplněn symbolem zvířete charakteristického pro konkrétní zoologickou zahradu. |
|            | 119 Židovská památka                           |                                                                                                |
|            | 120 Vojenská památka                           |                                                                                                |
|            | 121 Lázně                                      |                                                                                                |
|            | 122 Přírodní, krajinářská zajímavost (památka) |                                                                                                |
|            | 123 Rozhledna                                  |                                                                                                |
|            | 124 Jeskyně                                    |                                                                                                |
|            | 125 Významné místo                             |                                                                                                |
|            | 126 Památka UNESCO                             |                                                                                                |

#### Druhy vozidel a skupiny chodců
| Vyobrazení     | Číslo a název                                                        | Poznámky |
| -------------- | -------------------------------------------------------------------- | --- |
|                | 201 Moped                                                            | |
|                | 202 Motocykl                                                         | |
|                | 203 Osobní automobil                                                 | |
|                | 204 Autobus                                                          | |
|                | 205 Tramvaj                                                          | |
|                | 206 Trolejbus                                                        | |
|                | 207 Nákladní automobil                                               | |
|                | 208 Traktor                                                          | |
|                | 209 Obytný automobil                                                 | |
|                | 210 Osobní automobil s přívěsem                                      | |
| od 1. 1. 2024: | 211 Elektromobil                                                     | Změna podoby vyhláškou 386/2023 Sb. s účinností od 1. 1. 2024 Sb. Na dopravní značky s původním symbolem se zřejmě vztahuje přechodné ustanovení, které stanoví jejich platnost do 31. prosince 2034. Jede na elektrický pohon, shodné jako u trolejbusu. |
|                | 212 Vozidlo přepravující nebezpečný náklad                           | |
|                | 213 Vozidlo přepravující náklad, který může způsobit znečištění vody | |
|                | 214 Přípojné vozidlo                                                 | |
|                | 215 Obytný přívěs                                                    | |
|                | 216 Potahové vozidlo                                                 | |
|                | 217 Jízdní kolo                                                      | |
|                | 218 Osoba na osobním přepravníku                                     | Symbol s postavou na přepravníku pochází z novelizační vyhlášky č. 84/2016 Sb., jejíž účinnost začala 21. 3. 2016. Vyhláška 294/2015 Sb. původně obsahovala zrcadlově obrácenou verzi symbolu a bez postavy.                                              |
|                | 219 Chodec s ručním vozíkem                                          | |
|                | 220 Chodec                                                           | |
|                | 221 Bruslař                                                          | |
|                | 222 Lyžař                                                            | |
|                | 223 Jezdec na zvířeti                                                | |
|                | 224 Děti                                                             | |
|                | 225 Osoba na invalidním vozíku                                       | |
|                | 226 Osoba doprovázející dítě v kočárku                               | |
|                | 227 Obojživelníci                                                    | |
|                | 228 Koně                                                             | |
|                | 229 Elektrokoloběžka                                                 | Zavedena od 1. 1. 2024 vyhláškou 386/2023 Sb. Koloběžka na elektrický pohon shodně jako u elektromobilu nebo trolejbusu. |

#### Jiné cíle
| Vyobrazení | Číslo a název             | Poznámky |
| ---------- | ------------------------- | -------- |
|            | 301 Centrum               |          |
|            | 302 Průmyslová zóna       |          |
|            | 303 Nákupní zóna          |          |
|            | 304 Sklady, skladová zóna |          |
|            | 305 Truckpark             |          |
|            | 306 Přístav               |          |
|            | 307 Letiště               |          |
|            | 308 Vlakové nádraží       |          |
|            | 309 Heliport              |          |
|            | 310 Aréna, stadion        |          |
|            | 311 Lyžařský vlek         |          |
|            | 312 Sedačková lanovka     |          |
|            | 313 Kabinová lanovka      |          |

#### Ostatní symboly
| Vyobrazení     | Číslo a název                                                             | Poznámky |
| -------------- | ------------------------------------------------------------------------- | --- |
|                | 401 Výjezd                                                                | Označuje místo pro výjezd z dálnice do jiné pozemní komunikace.                                                    |
|                | 402 Dálniční uzel                                                         | Označuje místo s dvoupodjezdným spřáhlem křižování dvou dálnic.                                                    |
|                | 403 Okruh                                                                 | Označuje okruh pro vyznačení silničního okruhu kolem města.                                                        |
| Od 1. 7. 2025: | 404 Čerpací stanice CNG                                                   | Změněn od 1. 7. 2025 vyhláškou 205/2025 Sb., původní podoba podle přechodného ustanovení platí do 30. června 2035. |
| Od 1. 7. 2025: | 405 Čerpací stanice LPG                                                   | Změněn od 1. 7. 2025 vyhláškou 205/2025 Sb., původní podoba podle přechodného ustanovení platí do 30. června 2035. |
| Od 1. 7. 2025: | 406 Dobíjecí stanice elektromobilů                                        | Změněn od 1. 7. 2025 vyhláškou 205/2025 Sb., původní podoba podle přechodného ustanovení platí do 30. června 2035. |
|                | 407 Sanitace hygienických zařízení obytných automobilů a obytných přívěsů | Zaveden od 1. 1. 2024 vyhláškou 386/2023 Sb. Vozidlo, který je ochráněn sanitací hygienických zařízení.            |
|                | 408 Dobíjecí stanice pro nákladní automobily nad 3500 kg nebo autobusy    | Zaveden od 1. 7. 2025 vyhláškou 205/2025 Sb.                                                                       |
|                | 409 Čerpací stanice vodíku                                                | Zaveden od 1. 7. 2025 vyhláškou 205/2025 Sb.                                                                       |
|                | 410 Čerpací stanice LNG                                                   | Zaveden od 1. 7. 2025 vyhláškou 205/2025 Sb.                                                                       |

## Vodorovné dopravní značky
Vodorovné dopravní značky jsou vyznačeny na pozemní komunikaci. Poprvé byly ve vyhlášce o dopravním značení systematicky uvedeny ve vyhlášce č. 141/1960, účinné od 1. 1. 1961.
Rozlišují se stálé a přechodné. Stálé svou barvou odpovídají vzoru v příloze vyhlášky. Přechodné vodorovné dopravní značky vyjadřující čáry nebo šipky nebo označující přechody pro chodce nebo jízdní pruhy pro cyklisty jsou vyznačeny žlutou nebo oranžovou barvou. Dočasná neplatnost vodorovných dopravních značek se vyznačuje přeškrtnutím žlutými souvislými čarami.
| Vyobrazení                                                                       | Číslo a název                                                                                                   | Význam, užití a poznámky |
| -------------------------------------------------------------------------------- | --- | --- |
|                                                                                  | V 1a Podélná čára souvislá                                                                                      | Jsou-li značkou odděleny jízdní pruhy s protisměrným provozem, musí řidič jet vpravo od této značky. Značku je zakázáno přejíždět nebo ji nákladem přesahovat, pokud to není nutné k objíždění, odbočování na místo ležící mimo pozemní komunikaci nebo vjíždění na pozemní komunikaci z místa ležícího mimo pozemní komunikaci. Na stezce pro chodce a cyklisty označené značkou C 10a se této čáry rovněž užívá pro oddělení pruhu pro chodce a pruhu pro cyklisty. Mezi vyobrazeními dopravního značení poprvé uvedena vyhláškou č. 141/1960, účinnou od 1. 1. 1961. |
|                                                                                  | V 1b Dvojitá podélná čára souvislá                                                                              | Jsou-li značkou odděleny jízdní pruhy s protisměrným provozem, musí řidič jet vpravo od této značky. Značku je zakázáno přejíždět nebo ji nákladem přesahovat, pokud to není nutné k objíždění. Zavedena od 1. 1. 1967 vyhláškou č. 80/1966 Sb. |
|                                                                                  | V 2a Podélná čára přerušovaná                                                                                   | Podle vyhlášky 30/2001 Sb. jsou mezery dvojnásobné až čtyřnásobné délky než úsečky, podle vyhlášky 294/2015 Sb. s účinností od 1. 1. 2016 už mohou být mezery jen dvojnásobné délky. Značky umístěné před účinností této vyhlášky, které svým provedením neodpovídají nové vyhlášce, pozbývají platnosti až 31. prosince 2025. Vyznačuje zejména jízdní pruhy, smí se přejíždět při dodržení příslušných ustanovení vyplývajících z obecné úpravy provozu na pozemních komunikacích. Mezi vyobrazeními dopravního značení poprvé uvedena vyhláškou č. 141/1960, účinnou od 1. 1. 1961. |
|                                                                                  | V 2b Podélná čára přerušovaná                                                                                   | Podle vyhlášky 30/2001 Sb. jsou úsečky stejné až čtyřnásobné délky než délka mezer, podle vyhlášky 294/2015 Sb. s účinností od 1. 1. 2016 už mohou být úsečky jen stejné nebo dvojnásobné délky než mezery. Značky umístěné před účinností této vyhlášky, které svým provedením neodpovídají nové vyhlášce, pozbývají platnosti až 31. prosince 2025. Vyznačuje jízdní pruhy a předchází značce V 1a (souvislé čáře) nebo upozorňuje na nebezpečná místa (zatáčku, křižovatku apod.). Může být doplněna značkou V 9b (předběžné šipky). Smí se přejíždět při dodržení příslušných ustanovení vyplývajících z obecné úpravy provozu na pozemních komunikacích. Varianta se zkrácenými mezerami zavedena od 1. 1. 1976 vyhláškou č. 100/1975 Sb. |
|                                                                                  | V 2c Dvojitá podélná čára přerušovaná                                                                           | Vyznačuje jízdní pruh užívaný střídavě pro jeden i druhý směr jízdy. Není-li jízdní pruh takto užíván, má stejný význam jako značky V 2a nebo V 2b. Zavedena od 1. 1. 1976 vyhláškou č. 100/1975 Sb. |
|                                                                                  | V 3 Podélná čára souvislá doplněná čárou přerušovanou                                                           | Jsou-li značkou odděleny jízdní pruhy s protisměrným provozem, platí pro řidiče význam jen pravé čáry z této dvojice čar. Jsou-li touto značkou vyznačeny jízdní pruhy v jednom směru jízdy, platí pro řidiče význam čáry bližší. Mezi vyobrazeními dopravního značení poprvé uvedena vyhláškou č. 141/1960, účinnou od 1. 1. 1961. |
|                                                                                  | V 4 Vodicí čára                                                                                                 | Vyznačuje okraj vozovky. Zavedena od 1. 1. 1967 vyhláškou č. 80/1966 Sb. pod názvem „Podélná čára souvislá nebo přerušovaná vyznačující okraj vozovky“. Od 31. 1. 2001 je vyhláškou č. 30/2001 Sb. takto označena jen plná vodicí čára, v předchozí vyhlášce byl za část vodicí čáry považován i navazující přerušovaný úsek značky, znázorněný v křižovatce – částečnou náhradou je nová značka V 10d Parkovací pruh. |
|                                                                                  | V 5 Příčná čára souvislá                                                                                        | Vyznačuje hranici křižovatky. Lze ji užít i pro vyznačení místa pro zastavení vozidla v prostoru křižovatky. Mezi vyobrazeními dopravního značení poprvé uvedena vyhláškou č. 141/1960, účinnou od 1. 1. 1961. Od 1. 1. 1967 byla vyhláškou č. 80/1966 Sb. zavedena příčná čára přerušovaná. Od 1. 1. 1976 vyhláškou č. 100/1975 Sb. zavedena Příčná čára souvislá tvořená trojúhelníky. Od 1. 1. 1990 byly vyhláškou č. 99/1989 Sb. zrušeny značky Příčná čára přerušovaná (V 5a, V 5b) a Příčná čára tvořená trojúhelníky (V 5c). |
|                                                                                  | V 6a Příčná čára souvislá se symbolem „Dej přednost v jízdě!“                                                   | Vyznačuje hranici křižovatky. Lze ji užít i pro vyznačení místa pro zastavení vozidla v prostoru křižovatky. Zavedena od 1. 1. 1967 vyhláškou č. 80/1966 Sb. |
|                                                                                  | V 6b Příčná čára souvislá s nápisem „STOP“                                                                      | Vyznačuje hranici křižovatky. Vyznačuje místo, kde je řidič povinen zastavit vozidlo podle značky P 6 (Stůj, dej přednost v jízdě!). Zavedena od 1. 1. 1967 vyhláškou č. 80/1966 Sb. |
|                                                                                  | V 7a Přechod pro chodce                                                                                         | Vyznačuje místo určené pro přecházení chodců přes pozemní komunikaci. Podle předpisů o podmínkách pro bezbariérové užívání staveb se značka doplňuje hmatovými prvky pro osoby se zrakovým postižením. Přechodná změna místní úpravy provozu může být provedena též obrysem značky V 7. Přes pozemní komunikaci, po které je veden provoz tramvají, lze značku vyznačit, jen pokud je provoz na takovém místě řízen světelnými signály; výjimečně a ve zvlášť odůvodněných případech lze značku vyznačit i bez splnění podmínky řízení provozu světelnými signály; vždy však musí být na pozemní komunikaci, po které je veden provoz tramvají, doplněna z obou stran nápisy „! POZOR TRAM !“. Přerušuje platnost značky B 29 (zákaz stání), značek parkoviště IP 11a až IP 11c, IP 11f až IP 12, IP 13b, IP 13c a IP 25a se symboly těchto značek. Mezi vyobrazeními dopravního značení bylo zřejmě poprvé vodorovné značení přechodu uvedeno vyhláškou č. 141/1960, účinnou od 1. 1. 1961, a to ve dvou variantách: jako příčné čáry přerušované, a jako podélné čáry typu zebra. Od 1. 1. 1976 bylo vyhláškou č. 100/1975 Sb. povoleno už jen zebrové značení přechodu; staré značení přechodu přerušovanými čárami (podobně odpovídající dnešní značce přejezdu pro cyklisty či místa pro přecházení vozovky) bylo od roku 1976 již nově určeno pro přejezdy pro cyklisty. Vyhláškou 294/2015 Sb. s účinností od 1. 1. 2016 je přečíslováno z V 7 na V 7a v souvislosti se zavedením značky Místo pro přecházení. |
|                                                                                  | V 7b Místo pro přecházení                                                                                       | Vyznačuje místo uzpůsobené pro přecházení chodců přes pozemní komunikaci. Podle vyhlášky řidič vozidla nesmí chodce přecházejícího pozemní komunikaci v místě pro přecházení ohrozit. Před vstupem na vozovku se chodec musí přesvědčit, zdali může vozovku přejít, aniž by ohrozil sebe nebo ostatní účastníky provozu na pozemních komunikacích. Chodec smí přecházet vozovku, jen pokud s ohledem na vzdálenost a rychlost jízdy přijíždějících vozidel nedonutí jejich řidiče k náhlé změně směru nebo rychlosti jízdy. Zatímco pro přechod pro chodce tyto vztahy upravuje zákon, tzv. místo pro přecházení bylo do vyhlášky vneseno bez přímé opory v zákoně. Zavedena vyhláškou 294/2015 Sb. s účinností od 1. 1. 2016. |
|                                                                                  | do 13. 9. 2010: V 8 Přejezd pro cyklisty od 14. 9. 2010: V 8a Přejezd pro cyklisty                              | Vyznačuje plochu, která je určena pro přejíždění cyklistů přes pozemní komunikaci. Podle vyhlášky 30/2001 Sb. plocha může být barevně odlišena červenou barvou nebo jiným způsobem. Vyhláška 294/2015 Sb. s účinností od 1. 1. 2016 už barevné nebo jiné odlišení plochy nezmiňuje. Značky umístěné před účinností této vyhlášky, které svým provedením neodpovídají nové vyhlášce, pozbývají platnosti až 31. prosince 2025. Přerušuje platnost značky B 29 (zákaz stání), značek parkoviště IP 11a až IP 11c, IP 11f až IP 12, IP 13b, IP 13c a IP 25a se symboly těchto značek. Ve významu přejezdu pro cyklisty značka zavedena od 1. 1. 1976 vyhláškou č. 100/1975 Sb., do roku 1975 tato značka byla alternativním (starým) způsobem značení přechodů pro chodce. Číslo značky změněno novelizační vyhláškou č. 247/2010 Sb. z V 8 na V 8a. |
| varianta do 31. 12. 2015, platná do 31. 12. 2025: variantní vzor od 21. 3. 2016: | V 8b Přejezd pro cyklisty přimknutý k přechodu pro chodce                                                       | Označuje přejezd bezprostředně sousedící s přechodem pro chodce, provedení plochy a význam jsou obdobné jako u samostatného přejezdu. Zavedena novelizační vyhláškou č. 247/2010 Sb. od 14. 9. 2010. Podle vyhlášky 30/2001 Sb. ve znění vyhlášky 247/2010 Sb. plocha přejezdu pro cyklisty může být barevně odlišena červenou barvou nebo jiným způsobem. Vyhláška 294/2015 Sb. s účinností od 1. 1. 2016 už barevné nebo jiné odlišení plochy nezmiňuje a vypustila tuto variantu jako grafický vzor. Značky umístěné před účinností této vyhlášky, které svým provedením neodpovídají nové vyhlášce, pozbývají platnosti až 31. prosince 2025. Podle novelizace vyhláškou č. 84/2016 Sb. s účinností od 21. 3. 2016 plocha určená pro přejezd cyklistů přes pozemní komunikaci může být zvýrazněna určeným symbolem nebo značkou „Jízdní pruh pro cyklisty“. V rámci připomínkového řízení k vyhlášce 84/2016 Sb. byla z grafických vzorů vypuštěna navržená značka s piktogramovým koridorem. |
|                                                                                  | V 8c Sdružený přechod pro chodce a přejezd pro cyklisty                                                         | Značka označuje přechod pro chodce sdružený s plochou určenou pro přejezd cyklistů přes pozemní komunikaci v místě křížení stezky pro chodce a cyklisty s jinou pozemní komunikací. Zavedena novelizační vyhláškou č. 84/2016 Sb. od 21. 3. 2016. |
|                                                                                  | V 9a Směrové šipky                                                                                              | Vyznačují způsob řazení do jízdních pruhů před křižovatkou nebo místem odbočení a stanovený směr jízdy. Šipky lze užít i k potvrzení jinak stanoveného směru jízdy. Přechodná úprava provozu může být provedena pouhým obrysem značky V 9a. Mezi vyobrazeními dopravního značení zřejmě poprvé uvedena vyhláškou č. 141/1960, účinnou od 1. 1. 1961. Od 31. 1. 2001 byl vyhláškou č. 30/2001 Sb. výrazně změněn tvar šipek. |
|                                                                                  | V 9b Předběžné šipky                                                                                            | Vyznačují blížící se přechod podélné čáry přerušované v čáru souvislou. Předchozí varianta byla zavedena od 1. 1. 1976 vyhláškou č. 100/1975 Sb. Od 31. 1. 2001 byla vyhláškou č. 30/2001 Sb. výrazně změněna podoba značky a rozdělena do dvou variant. |
|                                                                                  | V 9c Předběžné šipky                                                                                            | Vyznačují blížící se ukončení jízdního pruhu. Od 31. 1. 2001 byla vyhláškou č. 30/2001 Sb. výrazně změněna podoba značky a rozdělena do dvou variant. |
|                                                                                  | V 10a Stání podélné.                                                                                            | Označuje parkoviště, na které je řízen podélným.Mezi vyobrazeními dopravního značení poprvé uvedena vyhláškou č. 141/1960, účinnou od 1. 1. 1961, pod názvem Parkoviště. |
|                                                                                  | V 10b Stání kolmé.                                                                                              | Označuje parkoviště, na které je řízen kolmým. Zavedena od 1. 1. 1967 vyhláškou č. 80/1966 Sb. |
|                                                                                  | V 10c Stání šikmé.                                                                                              | Označuje parkoviště, na které je řízen šikmým. Zavedena od 1. 1. 1967 vyhláškou č. 80/1966 Sb. |
|                                                                                  | V 10d Parkovací pruh                                                                                            | Označuje parkoviště, na které je řízen podélným a je pohraničen čárou přerušovanou. Zavedena od 31. 1. 2001 vyhláškou č. 30/2001 Sb., v souvislosti s tím, že přerušovaný úsek vodicí čáry přestal být považován za vodicí čáru. |
|                                                                                  | V 10e Vyhrazené parkoviště                                                                                      | Označuje parkoviště, na které je jen řízen pro vhodné vozidla vyhrazené pro všechny druhy vozidla. Na značce lze vhodným nápisem, například nápisem TAXI, vyznačit, pro koho je parkoviště vyhrazeno. Vyhláška 30/2001 Sb. se pokusila pro stanoviště taxislužby určit variantu značky IJ 4a a IJ 4c Zastávka autobusu s nápisem TAXI, avšak použila pro něj chybný termín „zastávka vozidel taxislužby“, resp. „zastávka určená pouze pro vozidla taxislužby“, zároveň ovšem výslovně uváděla variantu s nápisem TAXI nadále i u značek IP 12 a V 10e Vyhrazené parkoviště, v případě vodorovné značky V 10e šlo dokonce o jediný uvedený příklad textu. Vyhláška 294/2015 Sb. s účinností od 1. 1. 2016 přestala uvádět variantu TAXI u svislé i vodorovné značky vyhrazeného parkoviště, současně ve výkladu značek IJ 4a a IJ 4c zastávka autobusu upřesnila, že je-li ve značce uveden nápis TAXI, jedná se o stanoviště vozidel taxislužby označených střešní svítilnou s nápisem TAXI, a variantu s nápisem TAXI pro tento účel nově zavedla i u vodorovné značky V 11a Zastávka autobusu nebo trolejbusu. Takové vyznačení však nekresponduje se zákonem o silničním provozu, který stanoví obecná pravidla jak pro vyhrazené parkoviště, tak pro zastávku hromadné dopravy, ale nikoliv pro stanoviště taxislužby. Zavedena od 1. 1. 1967 vyhláškou č. 80/1966 Sb. s názvem „Parkoviště vyhrazené pro autodrožky“. |
|                                                                                  | V 10f Vyhrazené parkoviště pro vozidlo přepravující osobu těžce postiženou nebo osobu těžce pohybově postiženou | Označuje parkoviště, na které je jen vyhrazen pro vozidla přepravující osobu těžce pohybově postiženou. Na ploše vyznačené touto značkou smí zastavit a stát pouze vozidlo označené parkovacím průkazem označujícím vozidlo přepravující osobu těžce zdravotně postiženou. Vodorovná značka je vždy doplněna svislou značkou IP 12 „Vyhrazené parkoviště“ se symbolem zařízení nebo prostoru pro osoby na vozíku. Zavedena od 31. 1. 2001 vyhláškou č. 30/2001 Sb. |
|                                                                                  | V 10g Omezené stání                                                                                             | Vyznačuje úsek, kde je dovoleno stání za podmínek stanovených svislou dopravní značkou. Řidič se musí řídit údaji na příslušné svislé dopravní značce nebo dodatkové tabulce. Zavedena od 31. 1. 2001 vyhláškou č. 30/2001 Sb. Název značky již od počátku neodpovídal popisu jejího významu, který připouštěl i jiné podmínky než jen časové omezení. Vyhláškou 294/2015 Sb. s účinností od 1. 1. 2016 přejmenována z názvu Časově omezené stání na název Omezené stání, a slovo „Časově“ je vypuštěn a se používá pro jen omezené platnosti parkování. |
|                                                                                  | V 11a Zastávka autobusu nebo trolejbusu                                                                         | Může být provedena i v bílé barvě. Vyznačuje prostor zastávky uvedených vozidel. Přerušuje platnost dopravní značky B 28 (zákaz stání). Zavedena od 1. 1. 1967 vyhláškou č. 80/1966 Sb. Od 1. 1. 1976 vyhláškou č. 100/1975 Sb. změněno dosavadní bílé provedení na žluté, vyhláška 30/2001 Sb. s účinností od 31. 1. 2001 uváděla jako základní žlutou variantu, ale alternativně připouštěla znovu i bílé provedení, vyhláška 294/2015 Sb. od 1. 1. 2016 zavedla opět pouze bílé provedení a žluté nepřipouští ani jako alternativu. Značky umístěné před účinností této vyhlášky, které svým provedením neodpovídají nové vyhlášce, pozbývají platnosti až 31. prosince 2025. Vyhláška 30/2001 Sb. se pokusila pro stanoviště taxislužby určit variantu značky IJ 4a a IJ 4c Zastávka autobusu s nápisem TAXI, avšak použila pro něj chybný termín „zastávka vozidel taxislužby“, resp. „zastávka určená pouze pro vozidla taxislužby“, zároveň ovšem výslovně uváděla variantu s nápisem TAXI nadále i u značek IP 12 a V 10e Vyhrazené parkoviště, v případě vodorovné značky V 10e šlo dokonce o jediný uvedený příklad textu. Vyhláška 294/2015 Sb. s účinností od 1. 1. 2016 přestala uvádět variantu TAXI u svislé i vodorovné značky vyhrazeného parkoviště, současně ve výkladu značek IJ 4a a IJ 4c zastávka autobusu upřesnila, že je-li ve značce uveden nápis TAXI, jedná se o stanoviště vozidel taxislužby označených střešní svítilnou s nápisem TAXI, a variantu s nápisem TAXI pro tento účel nově zavedla i u vodorovné značky V 11a Zastávka autobusu nebo trolejbusu. Takové vyznačení však nekresponduje se zákonem o silničním provozu, který stanoví obecná pravidla jak pro vyhrazené parkoviště, tak pro zastávku hromadné dopravy, ale nikoliv pro stanoviště taxislužby. |
|                                                                                  | V 11b Zastávka tramvaje                                                                                         | Může být provedena i v bílé barvě. Vyznačuje prostor zastávky tramvají. Vyhláška nezmiňuje, jak se má řešit značení společné zastávky pro tramvaje a autobusy nebo trolejbusy. Přerušuje platnost dopravní značky B 28 (zákaz stání). Zavedena od 1. 1. 1967 vyhláškou č. 80/1966 Sb. Od 1. 1. 1976 vyhláškou č. 100/1975 Sb. změněno dosavadní bílé provedení na žluté, vyhláška 30/2001 Sb. s účinností od 31. 1. 2001 uváděla jako základní žlutou variantu, ale alternativně připouštěla znovu i bílé provedení, vyhláška 294/2015 Sb. od 1. 1. 2016 zavedla opět pouze bílé provedení a žluté nepřipouští ani jako alternativu. Značky umístěné před účinností této vyhlášky, které svým provedením neodpovídají nové vyhlášce, pozbývají platnosti až 31. prosince 2025. |
|                                                                                  | V 12a Žlutá klikatá čára                                                                                        | Vyznačuje plochu, kde je zakázáno stání; při vyznačení plochy pro účely zásobování může být doplněna nápisy ZAS. Zavedena od 1. 1. 1976 vyhláškou č. 100/1975 Sb. |
|                                                                                  | V 12b Žluté zkřížené čáry                                                                                       | Vyznačují plochu, na kterou řidič nesmí vjet, pokud je za touto plochou taková dopravní situace, že by byl nucen zastavit vozidlo na vyznačené ploše. Značka přerušuje platnost svislých dopravních značek B 28 a B 29 (zákaz zastavení a stání). Zavedena od 31. 1. 2001 vyhláškou č. 30/2001 Sb. |
|                                                                                  | V 12c Zákaz zastavení                                                                                           | Značka může být vyznačena i na obrubníku vedle vozovky. Vyznačuje úsek, kde je zakázáno zastavení a stání. Přerušuje platnost svislé dopravní značky B 29 (zákaz stání). Zavedena od 1. 1. 1976 vyhláškou č. 100/1975 Sb. |
|                                                                                  | V 12d Zákaz stání                                                                                               | Značka může být vyznačena i na obrubníku vedle vozovky. Vyznačuje úsek, kde je zakázáno stání. Zavedena od 1. 1. 1976 vyhláškou č. 100/1975 Sb. |
|                                                                                  | V 12e Bílá klikatá čára                                                                                         | Předem upozorňuje na místo vyžadující zvýšenou opatrnost. Zavedena od 31. 1. 2001 vyhláškou č. 30/2001 Sb. |
|                                                                                  | V 13 Šikmé rovnoběžné čáry (do r. 2015 V 13a Šikmé rovnoběžné čáry)                                             | Vyznačují plochu, do které je zakázáno vjíždět nebo nad ni nákladem zasahovat, pokud to není nutné k objíždění, odbočování na místo ležící mimo pozemní komunikaci nebo vjíždění na pozemní komunikaci z místa ležícího mimo pozemní komunikaci; přitom nesmějí být ohroženi ostatní účastníci provozu na pozemních komunikacích. Mezi vyobrazeními dopravního značení poprvé uvedena vyhláškou č. 141/1960, účinnou od 1. 1. 1961. Od 1. 1. 1976 byla vyhláškou č. 100/1975 Sb. zavedena značka Šikmé rovnoběžné čáry ohraničené čarou přerušovanou (V 13b), od 1. 1. 1990 byla vyhláškou č. 99/1989 Sb. zrušena. Vyhláškou 294/2015 Sb. s účinností od 1. 1. 2016 přečíslována z V 13a na V 13 v souvislosti se zrušením značky Křivky. |
|                                                                                  | V 13b Křivky (od r. 2016 zrušena)                                                                               | Význam je shodný jako u V 13a. Zavedena od 31. 1. 2001 vyhláškou č. 30/2001 Sb. Vyhláškou 294/2015 Sb. s účinností od 1. 1. 2016 zrušena. Značky umístěné před účinností této vyhlášky, které svým provedením neodpovídají nové vyhlášce, pozbývají platnosti 31. prosince 2025. |
|                                                                                  | V 14 Jízdní pruh pro cyklisty                                                                                   | Vyznačuje pruh nebo stezku pro cyklisty. Šipka současně vyznačuje i stanovený směr jízdy. Podle vyhlášky 30/2001 Sb. pruh nebo stezku lze v jejím průběhu rovněž vyznačit barevně odlišeným povrchem, například červenou barvou nebo odlišným provedením povrchu, šipka a symbol jízdního kola jsou provedeny v bílé barvě. Vyhláška 294/2015 Sb. s účinností od 1. 1. 2016 už možnost barevně odlišného povrchu nebo odlišného provedení povrchu nezmiňuje. Značky umístěné před účinností této vyhlášky, které svým provedením neodpovídají nové vyhlášce, pozbývají platnosti až 31. prosince 2025. Zatímco v původním znění byla šipka popisována jako nedílná součást značky, podle znění vyhlášky 386/2023 Sb. s účinností od 1. 1. 2024 šipkou nebo šipkami může být symbol jízdního kola v odůvodněných případech doplněn; vzorové vyobrazení se však nezměnilo. Zavedena od 31. 1. 2001 vyhláškou č. 30/2001 Sb. |
|                                                                                  | V 15 Nápis na vozovce                                                                                           | Vyjadřuje různé doplňující údaje, například BUS, TRAM, PRAHA, STOP, ŠKOLA, apod., může užít i vhodné symboly. Mezi vyobrazeními dopravního značení zřejmě poprvé uvedena vyhláškou č. 141/1960, účinnou od 1. 1. 1961, kde je jako příklad uveden nápis Brno v řadicím pruhu. |
|                                                                                  | V 16 Bezpečný odstup                                                                                            | Vyznačuje doporučenou vzdálenost pro vozidla jedoucí za sebou za příznivých dopravních a povětrnostních podmínek. Zatímco původní popis svislé značky IP 32 i vodorovné značky V 16 byl formulován tak, jako by počet šipek na svislé značce bylo možno variabilně měnit, popis dle vyhlášky 386/2023 Sb. s účinností od 1. 1. 2024 výslovně uvádí, že bezpečný odstup značí dvě šipky. Zavedena od 31. 1. 2001 vyhláškou č. 30/2001 Sb. |
|                                                                                  | V 17 Trojúhelníky                                                                                               | Vyznačují nájezd na umělou nerovnost na vozovce, např. zpomalovací práh vytvořený stavební úpravou. Zavedena od 31. 1. 2001 vyhláškou č. 30/2001 Sb. |
|                                                                                  | V 18 Optická psychologická brzda                                                                                | Opticky, popřípadě i akusticky vede řidiče ke snížení rychlosti vozidla. Zavedena od 31. 1. 2001 vyhláškou č. 30/2001 Sb. Vládní nařízení č. 242/1939 Sb. vlády Protektorátu Čechy a Morava, účinné od 1. 11. 1939, zobrazovalo podobné značení pro vyznačení úseku před křižovatkou, kde je nařízeno zastavit a dát přednost v jízdě. Značení je popisováno jako obdélníky o šířce 100 mm a délce 200 mm s mezerami 200 mm v úseku 10 metrů před místem zastavení, nejde však o ohraničení jízdního pruhu, ale spíš o naznačení brzdné dráhy kol. |
|                                                                                  | V 19 Prostor pro cyklisty                                                                                       | Vyznačuje prostor určený pro cyklisty čekající na světelný signál „volno“. Zavedena od 31. 1. 2001 vyhláškou č. 30/2001 Sb. |
| od 14. 9. 2010:                                                                  | V 20 Piktogramový koridor pro cyklisty                                                                          | Vyznačuje prostor a směr jízdy cyklistů a řidiče motorových vozidel upozorňuje, že se nacházejí na pozemní komunikaci se zvýšeným provozem cyklistů. Zavedena vyhláškou č. 247/2010 Sb. od 14. 9. 2010. |

## Dopravní zařízení
Vyobrazení dopravních zařízení bylo poprvé obsaženo, a to s účinností od 1. 1. 1976, ve vyhlášce č. 100/1975 Sb.
| Vyobrazení | Číslo a název                                           | Význam, užití a poznámky |
| ---------- | ------------------------------------------------------- | --- |
|            | Z 1 Dopravní kužel                                      | Dopravní kužely umístěné v řadě za sebou podle svého umístění plní funkci podélné čáry souvislé nebo vodicí čáry, a to i tehdy, jsou-li umístěny na jiné podélné čáře. Mohou též vymezovat plochu, do níž je zakázáno vjíždět. |
|            | Z 2 Zábrana pro označení uzavírky                       | Zábrana se používá zejména k vyznačení úplné uzavírky pozemní komunikace nebo k vyznačení ohrazení pracoviště. Od 31. 1. 2001 byla vyhláškou č. 30/2001 Sb. zrušena druhá varianta této značky (částečná uzavírka), kde červená pole měla tvar šipek podobný vodicím tabulím. § 7 vládního nařízení č. 100/1938 Sb. n. a z., účinného od 28. 5. 1938, pouze slovně stanovil: Konají-li se na veřejné silnic nebo veřejné cestě práce, pro které musí býti doprava přerušena, přepaží se silnice nebo cesta na obou koncích uzavřeného úseku zábranami, opatřenými červenobílými pruhy širokými 35 cm. Na neosvětlených místech musí býti zábrany opatřeny červenými odrazovými skly, nejvýše 1 m vzájemně vzdálenými. |
|            | Z 3 Vodicí tabule                                       | Usměrňuje provoz ve směru šipek a označuje zejména nebezpečnou zatáčku. Může být i v provedení jedné šipky. Pokud je nutno na nebezpečnou zatáčku zvlášť upozornit, může být bílá barva nahrazena retroreflexní žlutozelenou fluorescenční barvou. Od 1. 1. 1990 vyhláškou č. 99/1989 Sb. bylo dosavadní modrožluté provedení nahrazeno červenobílým. |
|            | Z 4a Směrovací deska se šikmými pruhy se sklonem vlevo  | Usměrňuje provoz ve směru sklonu šikmých pruhů. Podle vyhlášky 30/2001 Sb. v odůvodněných případech mohla být bílá barva nahrazena retroreflexní žlutozelenou fluorescenční barvou. Vyhláška 294/2015 Sb. s účinností od 1. 1. 2016 už tuto možnost neuvádí. Od 31. 1. 2001 vyhláškou č. 30/2001 Sb. provedení změnilo proporce (značka je užší a vyšší) i umístění červených pruhů, byly doplněny další dvě varianty značky. Vyhláškou 294/2015 Sb. s účinností od 1. 1. 2016 přejmenována z názvu Směrovací deska levá na název Směrovací deska se šikmými pruhy se sklonem vlevo. |
|            | Z 4b Směrovací deska se šikmými pruhy se sklonem vpravo | Usměrňuje provoz ve směru sklonu šikmých pruhů. Podle vyhlášky 30/2001 Sb. v odůvodněných případech mohla být bílá barva nahrazena retroreflexní žlutozelenou fluorescenční barvou. Vyhláška 294/2015 Sb. s účinností od 1. 1. 2016 už tuto možnost neuvádí. Pravá varianta zavedena od 31. 1. 2001 vyhláškou č. 30/2001 Sb. Vyhláškou 294/2015 Sb. s účinností od 1. 1. 2016 přejmenována z názvu Směrovací deska levá na název Směrovací deska se šikmými pruhy se sklonem vpravo. |
|            | Z 4c Směrovací deska středová                           | Usměrňuje provoz ve směru sklonu šikmých pruhů. Podle vyhlášky 30/2001 Sb. v odůvodněných případech mohla být bílá barva nahrazena retroreflexní žlutozelenou fluorescenční barvou. Vyhláška 294/2015 Sb. s účinností od 1. 1. 2016 už tuto možnost neuvádí. Středová varianta zavedena od 31. 1. 2001 vyhláškou č. 30/2001 Sb. V budoucnu při zavedení nového zákonu o provozu na pozemních komunikacích měla být přejmenována z názvu Směrovací deska středová na název Směrovací deska středová se šikmými pruhy. |
|            | Z 4d Směrovací deska se šipkou doleva                   | Usměrňuje provoz ve směru šipky. Podle vyhlášky 30/2001 Sb. v odůvodněných případech mohla být bílá barva nahrazena retroreflexní žlutozelenou fluorescenční barvou. Vyhláška 294/2015 Sb. s účinností od 1. 1. 2016 už tuto možnost neuvádí. Zavedena vyhláškou č. 91/2009 Sb. od 21. 4. 2009. Vyhláškou 294/2015 Sb. s účinností od 1. 1. 2016 přejmenována z názvu Směrovací deska levá na název Směrovací deska se šipkou doleva. |
|            | Z 4e Směrovací deska se šipkou doprava                  | Usměrňuje provoz ve směru šipky. Podle vyhlášky 30/2001 Sb. v odůvodněných případech mohla být bílá barva nahrazena retroreflexní žlutozelenou fluorescenční barvou. Vyhláška 294/2015 Sb. s účinností od 1. 1. 2016 už tuto možnost neuvádí. Zavedena vyhláškou č. 91/2009 Sb. od 21. 4. 2009. Vyhláškou 294/2015 Sb. s účinností od 1. 1. 2016 přejmenována z názvu Směrovací deska pravá na název Směrovací deska se šipkou doprava. |
|            | Z 5a Vodicí deska se šikmými pruhy se sklonem vlevo     | Usměrňuje provoz ve směru sklonu šikmých pruhů. Zavedena od 31. 1. 2001 vyhláškou č. 30/2001 Sb. Vyhláškou 294/2015 Sb. s účinností od 1. 1. 2016 přejmenována z názvu Vodicí deska levá na název Vodicí deska se šikmými pruhy se sklonem vlevo. |
|            | Z 5b Vodicí deska se šikmými pruhy se sklonem vpravo    | Usměrňuje provoz ve směru sklonu šikmých pruhů. Zavedena od 31. 1. 2001 vyhláškou č. 30/2001 Sb. Vyhláškou 294/2015 Sb. s účinností od 1. 1. 2016 přejmenována z názvu Vodicí deska pravá na název Vodicí deska se šikmými pruhy se sklonem vpravo. |
|            | Z 5c Vodicí deska středová se šikmými pruhy             | Usměrňuje provoz ve směru sklonu šikmých pruhů. Zavedena od 31. 1. 2001 vyhláškou č. 30/2001 Sb. Vyhláškou 294/2015 Sb. s účinností od 1. 1. 2016 přejmenována z názvu Vodicí deska středová na název Vodicí deska středová se šikmými pruhy. |
|            | Z 5d Vodicí deska středová s vodorovnými pruhy          | Odděluje jízdní pruhy a plní funkci podélné čáry souvislé. Zavedena vyhláškou. 193/2006 Sb., účinnost od 1. 7. 2006. Vyhláškou 294/2015 Sb. s účinností od 1. 1. 2016 přejmenována z názvu Vodicí deska středová na název Vodicí deska středová s vodorovnými pruhy. |
|            | Z 6a Velká zvýrazňující deska                           | Zvýrazňuje nebo nahrazuje podélnou čáru souvislou zpravidla přechodného vodorovného dopravního značení. Zavedena od 31. 1. 2001 vyhláškou č. 30/2001 Sb. |
|            | Z 6b Malá zvýrazňující deska                            | Zvýrazňuje nebo nahrazuje podélnou čáru souvislou zpravidla přechodného vodorovného dopravního značení. Zavedena od 31. 1. 2001 vyhláškou č. 30/2001 Sb. |
|            | Z 7 Pojízdná uzavírková tabule                          | Označuje krátkodobě zejména překážky provozu na pozemních komunikacích, uzavření jízdního pruhu nebo práce na pozemní komunikaci. Zavedena od 31. 1. 2001 vyhláškou č. 30/2001 Sb. |
|            | Z 8a Zastavovací terč (pro policisty)                   | Poznámka: podle § 13 zákona o pozemních komunikacích jsou přenosná dopravní zařízení příslušenstvím pozemní komunikace, což poněkud koliduje se zařazením zastavovacího terče do této skupiny. |
|            | Z 8b Zastavovací terč (pro jiné osoby)                  | Poznámka: podle § 13 zákona o pozemních komunikacích jsou přenosná dopravní zařízení příslušenstvím pozemní komunikace, což poněkud koliduje se zařazením zastavovacího terče do této skupiny. |
|            | Z 8c Směrovka                                           | Jako dopravní zařízení zavedena od 31. 1. 2001 vyhláškou č. 30/2001 Sb. Poznámka: podle § 13 zákona o pozemních komunikacích jsou přenosná dopravní zařízení příslušenstvím pozemní komunikace, což poněkud koliduje se zařazením policejní směrovky do této skupiny. |
|            | Z 8d Zastavovací terč pro střídavý provoz               | Zaveden od 1. 1. 2024 vyhláškou č. 386/2023 Sb. Poznámka: podle § 13 zákona o pozemních komunikacích jsou přenosná dopravní zařízení příslušenstvím pozemní komunikace, což koliduje se zařazením zastavovacích terčů do této skupiny. |
|            | Z 9 Žluté a černé pruhy                                 | Označují trvalou překážku na pozemní komunikaci, například pilíř. Od 1. 1. 1990 vyhláškou č. 99/1989 Sb. byly dosavadní „Bílo (žluto)-černé pruhy označující trvalé překážky“ nahrazeny Žlutými a černými pruhy, předtím byla na vyobrazení pouze černo-bílá varianta. |
| \|         | Z 10 Dopravní knoflíky                                  | Doplňují nebo zvýrazňují vodorovné dopravní značky. Dopravní knoflíky doplňující podélnou čáru přerušovanou nebo vodicí čáru jsou barvy bílé, na mostech a úsecích se zvýšeným nebezpečím častého výskytu náledí lze užít i knoflíky barvy modré. K doplnění podélné čáry přerušované oddělující průběžný pruh od odbočovacího nebo připojovacího pruhu nebo k doplnění podélné čáry přerušované v oblasti průpletového úseku lze užít knoflíky barvy zelené. K vyjádření podélné čáry přechodného vodorovného dopravního značení lze užít sestavy dopravních knoflíků barvy žluté nebo oranžové. Zaveden od 31. 1. 2001 vyhláškou č. 30/2001 Sb. Vyhláška 294/2015 Sb. s účinností od 1. 1. 2016 vypustila možnost použít zelené knoflíky v oblasti průpletu a uvedla výrazně odlišné grafické znázornění. Detail vyobrazení z vyhlášky 294/2015 Sb. |
|            | Z 11a Směrový sloupek bílý levý                         | Užívá se vlevo ve směru jízdy. Zaveden od 31. 1. 2001 vyhláškou č. 30/2001 Sb. Vyhláškou 294/2015 Sb. s účinností od 1. 1. 2016 přejmenován z názvu Směrový sloupek na název Směrový sloupek bílý levý. |
|            | Z 11b Směrový sloupek bílý pravý                        | Užívá se vpravo ve směru jízdy. Zaveden od 31. 1. 2001 vyhláškou č. 30/2001 Sb. Vyhláškou 294/2015 Sb. s účinností od 1. 1. 2016 přejmenován z názvu Směrový sloupek na název Směrový sloupek bílý pravý. |
|            | Z 11c Směrový sloupek červený levý                      | Užívá se vlevo ve směru jízdy, lze jej užít v místě připojení účelové pozemní komunikace. Může být nahrazen sloupkem Z 11g s kruhovým průřezem. Zaveden od 31. 1. 2001 vyhláškou č. 30/2001 Sb. Vyhláškou 294/2015 Sb. s účinností od 1. 1. 2016 přejmenován z názvu Směrový sloupek na název Směrový sloupek červený levý. |
|            | Z 11d Směrový sloupek červený pravý                     | Užívá se vpravo ve směru jízdy, lze jej užít v místě připojení účelové pozemní komunikace. Může být nahrazen sloupkem Z 11g s kruhovým průřezem. Zaveden od 31. 1. 2001 vyhláškou č. 30/2001 Sb. Vyhláškou 294/2015 Sb. s účinností od 1. 1. 2016 přejmenován z názvu Směrový sloupek na název Směrový sloupek červený pravý. |
|            | Z 11e Směrový sloupek modrý levý                        | Užívá se vlevo ve směru jízdy, lze jej užít na mostech a úsecích se zvýšeným nebezpečím náledí. Zaveden vyhláškou č. 91/2009 Sb. s účinností od 21. 4. 2009. Vyhláškou 294/2015 Sb. s účinností od 1. 1. 2016 přejmenován z názvu Směrovací sloupek na název Směrový sloupek modrý levý. |
|            | Z 11f Směrový sloupek modrý pravý                       | Užívá se vpravo ve směru jízdy, lze jej užít na mostech a úsecích se zvýšeným nebezpečím náledí. Zaveden vyhláškou č. 91/2009 Sb. s účinností od 21. 4. 2009. Vyhláškou 294/2015 Sb. s účinností od 1. 1. 2016 přejmenován z názvu Směrovací sloupek na název Směrový sloupek modrý pravý. |
|            | Z 11g Směrový sloupek červený kulatý                    | S kruhovým průřezem. Mohou jím být nahrazeny sloupky Z 11c a Z 11g v místě připojení účelové komunikace. Zaveden vyhláškou č. 91/2009 Sb. s účinností od 21. 4. 2009. Vyhláškou 294/2015 Sb. s účinností od 1. 1. 2016 přejmenován z názvu Směrovací sloupek na název Směrový sloupek červený kulatý. |
|            | Z 11h Směrový sloupek zelený kulatý – baliseta          | Používá se při usměrňování provozu a pro zdůraznění podélné čáry souvislé vodorovného dopravního značení. Zaveden vyhláškou 294/2015 Sb. s účinností od 1. 1. 2016. |
|            | Z 12 Krátký příčný práh                                 | Vytváří krátkou umělou nerovnost na vozovce (zpomalovací práh). Je zpravidla označen žlutočernými pruhy. Zaveden od 31. 1. 2001 vyhláškou č. 30/2001 Sb. |
|            | Z 13 Výstražný práh                                     | Práh nebo sestava prahů vytváří umělou nerovnost upozorňující na blížící se ukončení jízdního pruhu nebo na překážku na vozovce či na krajnici při přechodné úpravě provozu na pozemní komunikaci a je-li to nezbytné, je možné jej přejet. Zaveden od 1. 7. 2025 vyhláškou č. 205/2025 Sb. |

Dalšími dopravními zařízeními uvedenými ve vyhlášce, avšak v příloze nezobrazenými a nečíslovanými, jsou:
| Vyobrazení | Název                                                            | Význam, užití a poznámky                                                      |
| ---------- | ---------------------------------------------------------------- | ----------------------------------------------------------------------------- |
|            | odrazky                                                          | které se umisťují v barvě oranžové vpravo a v barvě bílé vlevo ve směru jízdy |
|            | odrazové zrcadlo                                                 |                                                                               |
|            | zábradlí                                                         |                                                                               |
|            | svodidla                                                         |                                                                               |
|            | vodicí stěna                                                     |                                                                               |
|            | vodicí práh                                                      |                                                                               |
|            | vodicí obrubník                                                  |                                                                               |
|            | tlumiče nárazu                                                   |                                                                               |
|            | zařízení pro dopravně bezpečnostní a dopravně výchovné informace |                                                                               |
|            | jiná dopravně bezpečnostní zařízení                              |                                                                               |

Ve vyhlášce 99/1989 Sb. byl mezi dopravními zařízením jmenovaný ještě světelný výstražný majáček. Ve vyhlášce 30/2001 Sb. však již jako dopravní zařízení uveden není.

## Zařízení pro provozní informace
| Vyobrazení | Číslo a název                  | Význam, užití a poznámky |
| ---------- | ------------------------------ | --- |
|            | ZPI 1 Nápisy                   | Zařízení slouží k zobrazování informací významných pro provoz na pozemních komunikacích. Informace se zobrazují pomocí textu nebo vhodného symbolu. Zařízení nebo jeho část může sloužit také jako proměnná dopravní značka. Zavedeno od 31. 1. 2001 vyhláškou č. 30/2001 Sb. Vyhláškou 294/2015 Sb. s účinností od 1. 1. 2016 přečíslováno z I 1 na ZPI 1. |
|            | ZPI 2 Obsaditelnost parkoviště | Na zařízení se uvádí aktuální informace o tom, zda jsou na parkovišti volná parkovací místa (popřípadě i jejich počet) nebo zda je parkoviště obsazené nebo uzavřené. Zavedeno od 31. 1. 2001 vyhláškou č. 30/2001 Sb. Vyhláškou 294/2015 Sb. s účinností od 1. 1. 2016 přečíslováno z I 2 na ZPI 2.                                                        |
|            | ZPI 3 Teploměr                 | Zařízení zpravidla informuje o teplotě vozovky a ovzduší. Zavedeno od 31. 1. 2001 vyhláškou č. 30/2001 Sb. Vyhláškou 294/2015 Sb. s účinností od 1. 1. 2016 přečíslováno z I 3 na ZPI 3. |